# حرب الشتاء
حرب الشتاء،(7) تُعرف أيضًا باسم الحرب السوفيتية الفنلندية الأولى، كانت حربًا بين الاتحاد السوفيتي وفنلندا اندلعت بغزو سوفيتي لفنلندا في 30 نوفمبر 1939، بعد ثلاثة أشهر من اندلاع الحرب العالمية الثانية وانتهت بعد ثلاثة أشهر ونصف بمعاهدة موسكو للسلام في 13 مارس 1940. تكبد الاتحاد السوفيتي خسائر فادحة ولم يحرز تقدمًا يُذكر في البداية، على الرغم من قدراته العسكرية المتفوقة خاصةً في الدبابات والطائرات. اعتبرت عصبة الأمم الغزو غير قانوني وطردت الاتحاد السوفيتي من المنظمة.
قدم الاتحاد السوفيتي عدة مطالب من ضمنها تنازل فنلندا عن مناطق حدودية شاسعة مقابل مناطق في مكان آخر، لأسباب أمنية تتمثل في حماية لينينغراد في المقام الأول، والواقعة على بعد 32 كم (20 ميل) من الحدود الفنلندية. عندما رفضت فنلندا، غزاها الاتحاد السوفيتي. تستنتج معظم المصادر أن الاتحاد السوفيتي كان ينوي احتلال فنلندا بالكامل وتستدل بتأسيس الحكومة الشيوعية الفنلندية العميلة والبروتوكولات السرية لاتفاقية مولوتوف-ريبنتروب على ذلك،(8) بينما ترفض مصادر أخرى فكرة الغزو السوفيتي الكامل.(9) صدت فنلندا الهجمات السوفيتية لأكثر من شهرين وألحقت خسائر فادحة بالغزاة، في فترة وصلت فيها درجات الحرارة إلى حدها الأدنى بمقدار -43° (-45 ف). تركزت المعارك غالبًا حول تايبالي في البرزخ الكاريلي وكوللا في لادوغا كاريليا وعلى طريق رآتنتي في كاينو، لكن هناك معارك وقعت أيضًا في سالا وبتسامو في لابلاند. بعدما أعاد الجيش السوفيتي تنظيم صفوفه وتبنى تكتيكات مختلفة، جدد هجومه في فبراير وتغلب على الدفاعات الفنلندية.
توقف القتال في مارس 1940 بعد توقيع معاهدة موسكو للسلام تنازلت فنلندا بموجبها عن 9% من أراضيها إلى الاتحاد السوفيتي. بالنسبة إلى الجانب الآخر، كانت الخسائر السوفيتية فادحة وتضررت سمعة البلاد الدولية. إلا أن مكاسبها تجاوزت مطالبها قبل الحرب، فضم الاتحاد السوفيتي مناطق واسعة على طول بحيرة لادوغا وفي أقصى الشمال. احتفظت فنلندا بسيادتها وعززت سمعتها الدولية. شجعّ الأداء الضعيف للجيش الأحمر على اعتقاد الزعيم الألماني أدولف هتلر بأن الهجوم على الاتحاد السوفيتي سيُكلل بالنجاح وأكد النظرات الغربية السلبية تجاه الجيش السوفيتي. شنت ألمانيا النازية عملية بربروسا في يونيو 1941، بعد 15 شهرًا من السلام المؤقت، كما اندلعت حرب الاستمرار بين فنلندا والاتحاد السوفيتي.

## خلفية تاريخية

### العلاقات والسياسات السوفيتية-الفنلندية

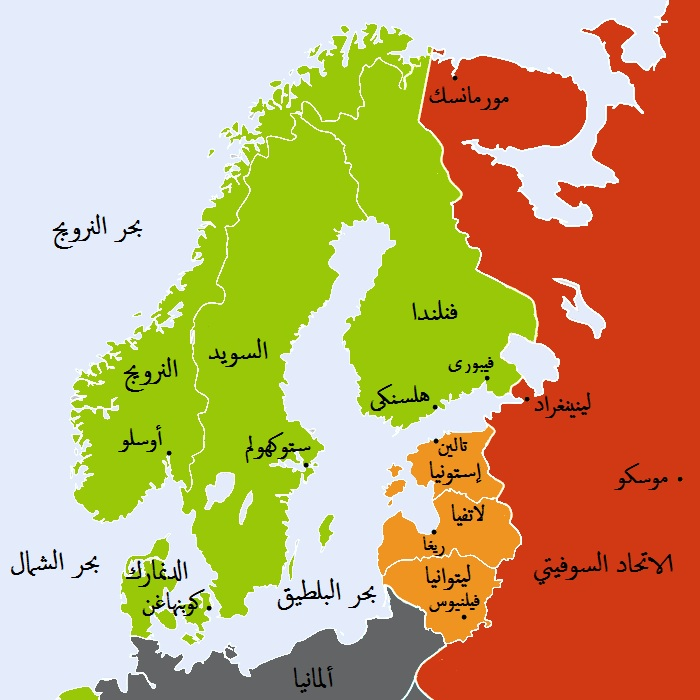
أوروبا الشمالية في نوفمبر 1939.
بلدان محايدة
ألمانيا وبلدان ضمتها
الاتحاد السوفياتي وبلدان ضمها
بلدان لديها قواعد عسكرية سوفياتية

كانت فنلندا تشكل الجزء الشرقي من مملكة السويد حتى مطلع القرن التاسع عشر. ومنذ 21 فبراير 1808 إلى 17 سبتمبر 1809، أشعلت الإمبراطورية الروسية الحرب الفنلندية ضد مملكة السويد ظاهريًا لحماية العاصمة الروسية سانت بطرسبرغ وفي النهاية غزت  فنلندا وضمتها، محوّلة إيّاها إلى دويلة حاجزة ذاتية الحكم. تمتعت دوقية فنلندا الكبرى بحكم ذاتي موسع حتى نهاية القرن التاسع عشر، ولمـّا بدأت المحاولات الروسية استيعاب فنلندا ضمن السياسة العامة لتعزيز الحكومة المركزية وتوحيد الإمبراطورية بانتهاج سياسة الترويس. آلت جميعها إلى الفشل نتيجة الصراع الداخلي في روسيا، بل إنها دمـّرت العلاقات الروسية الفنلندية وعززت دعم حركات تقرير المصير الفنلندية.
أدت الحرب العالمية الأولى إلى انهيار الإمبراطورية الروسية خلال الثورة الروسية في 1917 والحرب الأهلية الروسية في 1917-1920. أعلنت الحكومة الروسية البلشفية حق الأقليات القومية في تقرير مصيرها في 15 نوفمبر 1917، بما في ذلك الحق في الانفصال وتشكيل دولة مستقلة، مما منحّ فنلندا فرصة سانحة. أعلن مجلس الشيوخ الفنلندي استقلال الأمة في 6 ديسمبر 1917. واعترفت روسيا السوفيتية (فيما بعد اتحاد الجمهوريات الاشتراكية السوفيتية) بالحكومة الفنلندية الجديدة بعد ثلاثة أسابيع فقط من إعلان استقلالها. حصلت فنلندا على السيادة الكاملة في مايو 1918 بعد حرب أهلية استمرت أربعة أشهر، حيث هزم البيض المحافظون خصومهم  الاشتراكيين الحمر بمساعدة الجيش الإمبراطوري الألماني وأعضاء حركة يآكاري الموالية لألمانيا وبعض الجنود السويديين وطردوا القوات البلشفية.
انضمت فنلندا لعصبة الأمم في 1920، ساعيةً للحصول على ضمانات أمنية من خلالها، لكن هدفها الأساسي تمحور حول التعاون مع الدول الإسكندنافية. فدخل الجيشان الفنلندي والسويدي في تعاون واسع النطاق، ولكنه تركز حول تبادل المعلومات والتخطيط الدفاعي عن جزر أولاند أكثر من التركيز على المناورات العسكرية أو تخزين ونشر العتاد. غير أن السويد تجنبت بحرص إلزام نفسها بالسياسة الخارجية الفنلندية. كما أبرمت فنلندا تعاوناً عسكرياً آخر سرياً مع إستونيا.
لم تكن حقبة العشرينات التي تلت الحرب الأهلية الفنلندية حتى بداية الثلاثينات من القرن الماضي مستقرة سياسياً في فنلندا. فقد حـُظر الحزب الشيوعي الفنلندي في 1931، ونظّمت حركة لابوا اليمينية المتطرفة أعمال عنف مناهضة للشيوعية، بلغت ذروتها بمحاولة انقلاب فاشلة في 1932. ولم يكن لحركة الشعب الوطني، خليفة حركة لابوا، سوى حضور ضئيل في السياسة الوطنية بما لا يزيد عن 14 مقعدًا من أصل 200 مقعد في البرلمان الفنلندي. بحلول أواخر الثلاثينات تنامى الاقتصاد الفنلندي الموجه للتصدير وتراجعت الحركات السياسية المتطرفة في البلاد.
عقب تورط الاتحاد السوفيتي في الحرب الأهلية الفنلندية عام 1918، لم توُقع أية معاهدة سلام رسمية. شنت قوات من المتطوعين الفنلنديين عمليتي توغل عسكريتين فاشلتين عبر الحدود السوفيتية هما تجريدة فيينا وتجريدة أونوس في عامي 1918 و1919، لضم مناطق كاريليا وفقًا لفكرة فنلندا الكبرى التي تقضي بدمج جميع الشعوب الفنلندية في دولة واحدة. حاول الشيوعيون الفنلنديون المُقيمون في الاتحاد السوفيتي اغتيال القائد العام للحرس الأبيض الفنلندي السابق، المارشال كارل غوستاف إميل مانرهايم في 1920. وقـّعت فنلندا وروسيا السوفيتية معاهدة تارتو في 14 أكتوبر 1920، التي تؤكد على أن الحدود الفنلندية السوفيتية الجديدة هي الحدود القديمة بين دوقية فنلندا الكبرى المستقلة والإمبراطورية الروسية. وبالإضافة إلى ذلك، تسلمت فنلندا بتسامو مع مينائها الخالي من الجليد على المحيط المتجمد الشمالي. ظلت العلاقات بين البلدين في توتر، على الرغم من إبرام معاهدة بينهما. فقد سمحت الحكومة الفنلندية للمتطوعين بعبور الحدود لمساندة ثورة الكاريليين الشرقيين في روسيا في 1921، بينما استمر الشيوعيون الفنلنديون في الاتحاد السوفيتي بالتحضير للانتقام فشنوا غارة عبر الحدود داخل فنلندا، أُطلق عليها «تمرد الشحم» في 1922. وقع الاتحاد السوفيتي وفنلندا اتفاقية عدم اعتداء في 1932، وأُعيد تأكيدها لمدة عشر سنوات في 1934. ولكن العلاقات بين البلدين ظلت في أدناها إلى حد كبير. فمع ازدهار تجارة فنلندا الخارجية، بلغت التجارة الفنلندية أقل من 1% مع الاتحاد السوفيتي. والذي انضم إلى عصبة الأمم في 1934.

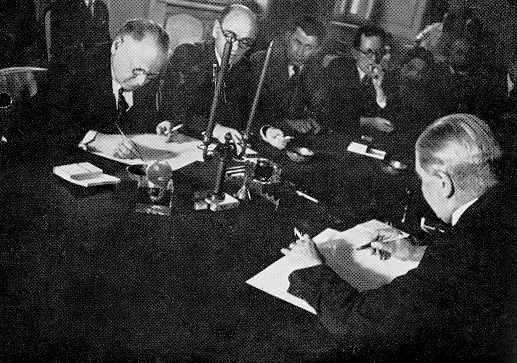
توقيع اتفاقية عدم الاعتداء بين آرنو يريو-كوسكينين وماكسيم ليتفينوف، موسكو، 1932

اعتبر جوزيف ستالين عجز الاتحاد السوفيتي عن قمع الثورة الفنلندية مُخيباً للآمال. وكان في اعتقاده أن الحركة الموالية لفنلندا في كاريليا تشكل تهديدًا مباشرًا للينينغراد وأن المنطقة والدفاعات الفنلندية يمكن استخدامها لغزو الاتحاد السوفيتي أو إعاقة تحركات الأسطول. وقد صوّرت الدعاية السوفيتية القيادة الفنلندية بأنها «زمرة فاشية فاسدة ورجعية» إبان حكم ستالين. وتعرض المارشال مانرهايم وفاينو تانر زعيم الحزب الديمقراطي الاجتماعي الفنلندي للتشنيع بالخصوص. عندما أحكم ستالين قبضته على السلطة المطلقة من خلال التطهير الأعظم في 1938، غيّر الاتحاد السوفيتي سياسته الخارجية تجاه فنلندا وبدأ سعيه لاستعادة مقاطعات روسيا القيصرية التي فقدتها خلال فوضى ثورة أكتوبر والحرب الأهلية الروسية قبل عقدين تقريبًا. اعتقدت القيادة السوفيتية أن الإمبراطورية القديمة كان لديها مقدار مثالي من الأمن الإقليمي وأرادت أن تُدعم المدينة المسماة حديثًا لينينغراد، التي تبعد 32 كم (20 ميل) فقط عن الحدود الفنلندية، بمستوى أمني مماثل لمواجهة قوة ألمانيا النازية الصاعدة.
خلاصة القول، أنه لم يجدر أبدًا أن تصبح الحدود بين دوقية فنلندا الكبرى وروسيا أمرًا دوليًا.

### المفاوضات

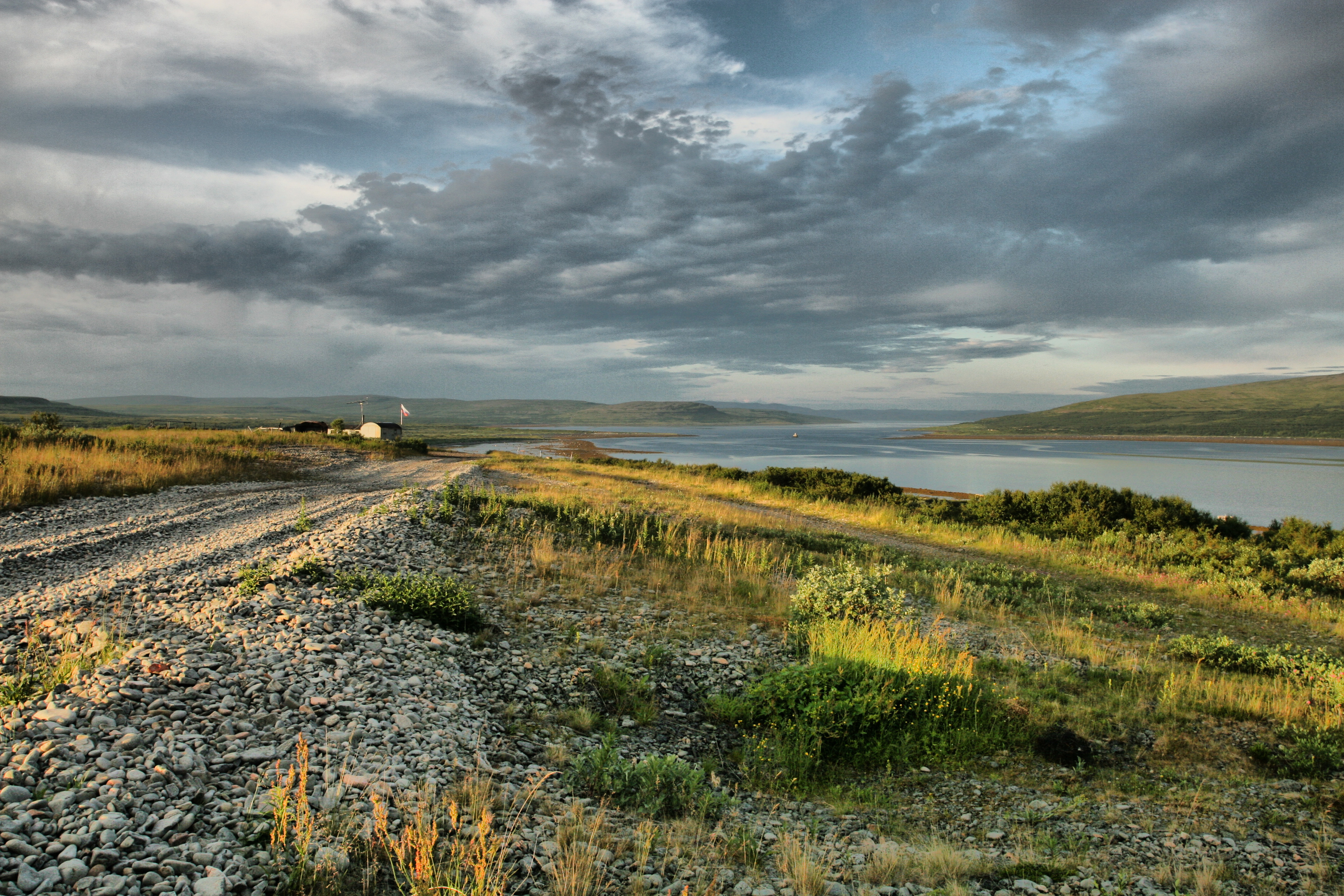
شبه جزيرة ريباتشي في 2008. طالب الاتحاد السوفيتي بالتنازل عن شبه الجزيرة، أقصى نقطة في شمال فنلندا في ذلك الوقت، جنبًا إلى جنب مع مناطق أخرى لحماية الأملاك السوفيتية.

اتصل مندوب مفوضية الشعب للشؤون الداخلية السوفيتية بوريس ريبكين بوزير الخارجية الفنلندي رودولف هولستي ورئيس الوزراء الفنلندي أيمو كاياندر في أبريل 1938، موضحًا عدم ثقة الاتحاد السوفيتي بألمانيا وأن الحرب قد تندلع بين البلدين. لم يشأ الجيش الأحمر الانتظار مكتوف الأيدي وراء الحدود بل كان يفضل «التقدم لمواجهة العدو». أكد الممثلان الفنلنديان ليارتسيف التزام فنلندا بسياسة الحياد وأن البلاد ستقاوم أي توغل مسلح. اقترح يارتسيف تنازل أو تأجير فنلندا بعض جزرها في خليج فنلندا على طول جهة البحرية قـُرب لينينغراد، لكن فنلندا رفضت.
استمرت المفاوضات طوال عام 1938 بلا نتيجة. فقد ردت فنلندا على الطلبات السوفيتية بالرفض القاطع، قدم العنف الجماعي وحملات التطهير الستالينية في الاتحاد السوفيتي صورة سيئة عنه في فنلندا، ساهم في تشويهها إعدام معظم النخبة الشيوعية الفنلندية في الاتحاد السوفيتي أثناء حملة التطهير العظمى. حاولت فنلندا في ذات الوقت التفاوض على خطة للتعاون العسكري مع السويد، آملة في دفاع مشترك عن جزر أولاند.
وقع الاتحاد السوفيتي وألمانيا النازية اتفاق مولوتوف-ريبنتروب في أغسطس 1939. كان الاتفاق في ظاهره معاهدة عدم اعتداء، لكنه تضمن بروتوكولاً سرياً يُقسم بموجبه بلدان أوروبا الشرقية إلى مناطق نفوذ. وقَعَت فنلندا ضمن مجال النفوذ السوفيتي. في 1 سبتمبر 1939 بدأت ألمانيا غزوها لبولندا وبعد يومين أعلنت بريطانيا العظمى وفرنسا الحرب على ألمانيا. وبعد ذلك بوقت قصير غزا السوفيت شرق بولندا. وأُجبرت دول البلطيق لاحقًا على قبول معاهدات تسمح للاتحاد السوفيتي بإقامة قواعد عسكرية على أراضيها. قبلت حكومة إستونيا الإنذار ووقعت اتفاقًا بهذا الشأن في 28 سبتمبر. تبعتها لاتفيا وليتوانيا في أكتوبر. خلافًًا لدول البلطيق بدأت فنلندا تعبئة تدريجية تحت غطاء «التدريب الإنعاشي الإضافي». في حين شرع السوفيت بالفعل في تعبئة حاشدة بالقرب من الحدود الفنلندية في 1938-1939. اعتقدت القوات المهاجمة أنها ضرورية للغزو ولم تبدأ في الانتشار حتى أكتوبر 1939. دعت خطط العمليات الموضوعة في سبتمبر إلى بدء الغزو في نوفمبر.

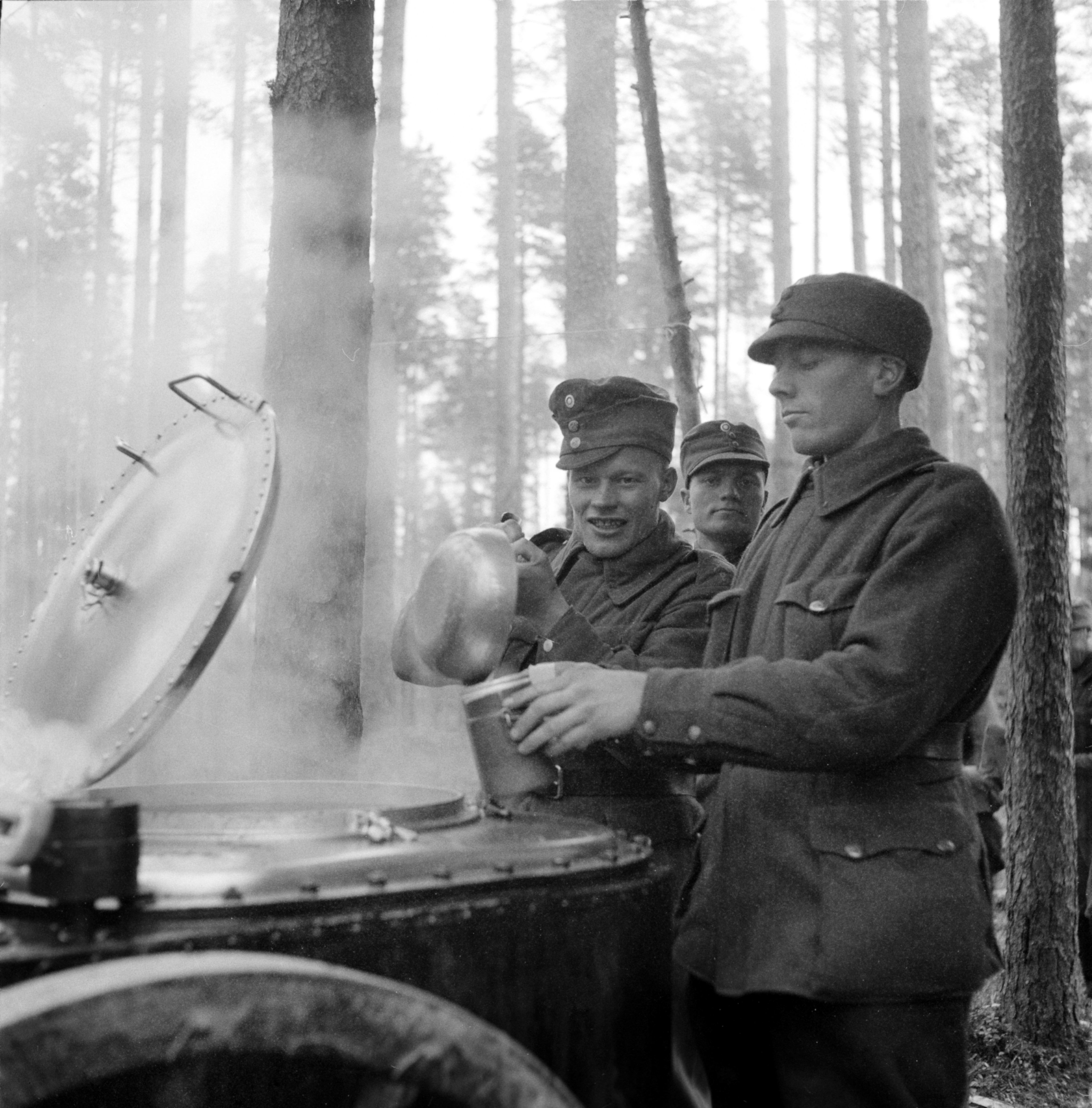
جنود فنلنديون يعدون طعام الإفطار في مطبخ ميداني خلال "التدريب التجديدي الإضافي" في البرزخ الكاريلي في 10 أكتوبر 1939

دعا الاتحاد السوفيتي وفدًا فنلنديًا لزيارة موسكو لإجراء مفاوضات في 5 أكتوبر 1939. حضر يوهو كوستي بآسيكيفي سفير فنلندا في السويد إلى موسكو مُمثلاً عن الحكومة الفنلندية. طلب الوفد السوفيتي نقل الحدود بين الاتحاد السوفيتي وفنلندا على البرزخ الكاريلي غرباً حتى نقطة تبعد 30 كم فقط شرقي فيبوري وأن يدمر الفنلنديون كل التحصينات الموجودة على البرزخ الكاريلي. كما طلبوا أيضاً التنازل عن الجزر في خليج فنلندا وكذلك عن شبه جزيرة ريباتشي (كلاستايانسآرنتو). بإضافة لذلك، كان على الفنلنديين تأجير شبه جزيرة هانكو للسوفيت لمدة ثلاثين عامًا مع السماح لهم بإقامة قاعدة عسكرية هناك. في المقابل عرض الاتحاد السوفيتي أن يتخلي عن بلديات ريبولا وبوراجارفي في كاريليا الشرقية، وهي مساحة تبلغ ضعفي مساحة الأراضي المطلوبة من فنلندا.
اختلفت الحكومة الفنلندية حيال العرض السوفيتي، لكنها رفضته في نهاية المطاف. أعلن وزير الخارجية فياتشيسلاف مولوتوف المطالب السوفيتية علانية في مجلس السوفيت الأعلى في 31 أكتوبر. رد الفنلنديون بعرضين آخرين بأن تتنازل فنلندا فقط عن منطقة تيريوكي إلى الاتحاد السوفيتي، الأمر الذي سيباعد المسافة بين لينينغراد والحدود الفنلندية بجانب تنازلهم عن الجزر في خليج فنلندا، لكن ذلك كان أقل بكثير مما طلبه السوفيت. لذا عاد الوفد الفنلندي إلى وطنه في 13 نوفمبر مع اعتباره أن المفاوضات مستمرة.

### قصف ماينيلا والنوايا السوفيتية
وردت أنباء عن وقوع حادثة على الحدود بالقرب من قرية ماينيلا السوفيتية في 26 نوفمبر 1939. عندما تعرضت نقطة لحرس الحدود السوفيتي لقصف من طرف مجهول، ما أدى وفقاً للتقارير السوفيتية لمقتل أربعة وإصابة تسعة من حرس الحدود. خلصت الأبحاث التي أجراها لاحقاً العديد من المؤرخين الفنلنديين والروس إلى أن القصف كان عملية مضللة، حيث أنه لم تتواجد وحدات مدفعية فنلندية هناك في ذلك الوقت وأن القصف نـُفذ من الجانب السوفيتي من الحدود من قبل وحدة تتبع مفوضية الشعب للشؤون الداخلية السوفيتية بهدف توفير ذريعة للحرب وحجة للاتحاد السوفيتي للانسحاب من معاهدة عدم الاعتداء.(11) استندت المناورات الحربية السوفيتية التي أُجريّت في مارس 1938 و1939 إلى سيناريو يدور حول الحوادث الحدودية التي وقعت في قرية ماينيلا مما أشعل الحرب.

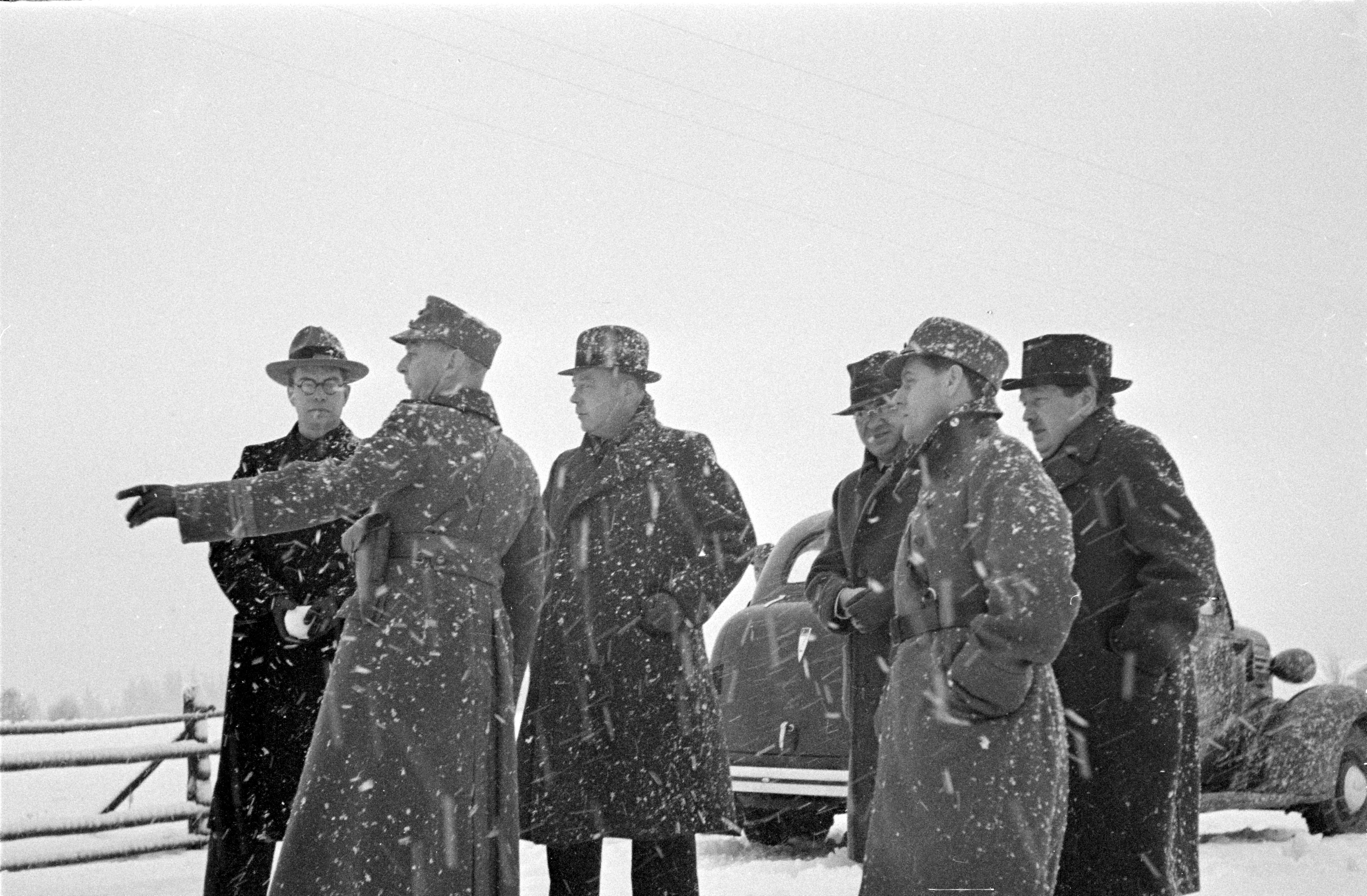
29 نوفمبر 1939، تغطية الصحافة الأجنبية في ماينيلا، حيث أدت الحادثة الحدودية بين فنلندا والاتحاد السوفيتي إلى اندلاع حرب الشتاء

ادعى وزير الخارجية السوفيتي فياتشيسلاف ميخائيلوفيتش مولوتوف أن المدفعية الفنلندية نفذت الهجوم وطالب فنلندا بالاعتذار عن الحادث ونقل قواتها إلى ما وراء خط يبعد 20-25 كم عن الحدود. نفت فنلندا مسؤوليتها عن الهجوم ورفضت هذه المطالب ودعت إلى تشكيل لجنة فنلندية سوفيتية مشتركة للتحقيق في الحادث. بدوره، زعم الاتحاد السوفيتي أن الرد الفنلندي كان عدائياً وانسحب من اتفاقية عدم الاعتداء في 28 نوفمبر. في السنوات التالية، وصف التأريخ السوفيتي الحادث بأنه استفزاز فنلندي. لم يـُطرح التشكيك في الرواية السوفيتية الرسمية إلا في أواخر الثمانينات زمن سياسية الغلاسنوست. ظلت هذه المسألة محل انقسام بين المؤرخين الروس حتى بعد سقوط الاتحاد السوفيتي في 1991.

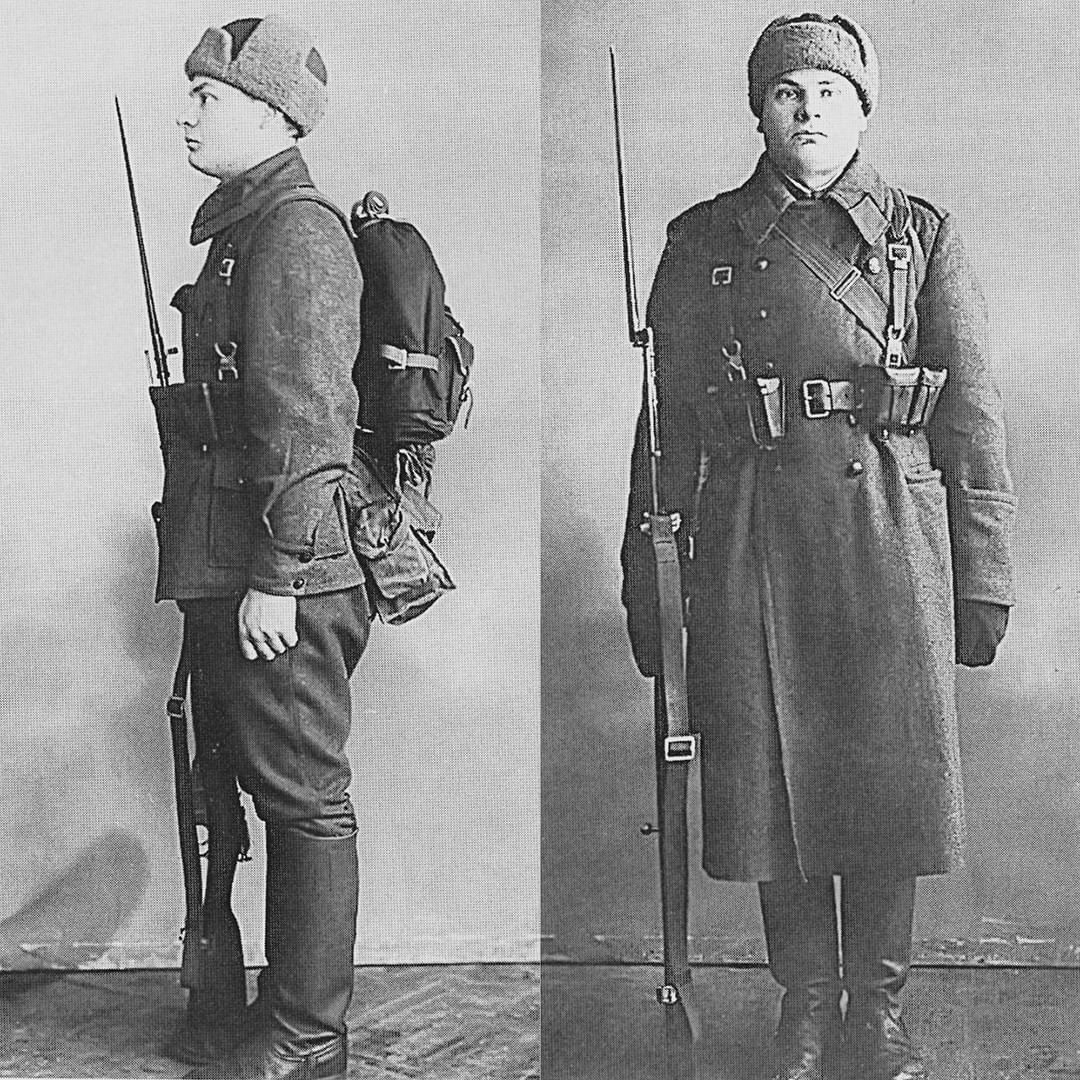
جندي من الجيش الشعبي الفنلندي، يناير 1940

صرح الرئيس الروسي فلاديمير بوتين في لقاء مع مؤرخين عسكريين في 2013، أن الاتحاد السوفيتي شنّ حرب الشتاء «لتصحيح الأخطاء» التي ارتكبت عند رسم الحدود مع فنلندا بعد 1917. تنقسم الآراء حول حجم قرار الغزو السوفيتي المبدئي؛ خلصت بعض المصادر إلى أن الاتحاد السوفيتي كان ينوي غزو فنلندا بالكامل، واستشهدت بنصب الحكومة الشيوعية الفنلندية الدمية والبروتوكولات السرية لاتفاق مولوتوف ريبنتروب كدليل على استنتاجاتها.(12) كتب المؤرخ المجري إستفان رافاش أن اللجنة المركزية السوفيتية كانت قد شرعت في 1939 في استعادة الحدود السابقة للإمبراطورية القيصرية، ومن ضمنها فنلندا. كما صرح العالم السياسي الأمريكي دان رايتر أن الاتحاد السوفيتي «سعى لفرض تغيير نظام الحكم» وبالتالي «تحقيق نصر مطلق». مُقتبسًا من حديث مولوتوف مع السفير السوفيتي، الذي علق في نوفمبر 1939 على خطة تغيير النظام، قائلًا «أن الحكومة الجديدة لن تكون سوفيتية، بل حكومة جمهورية ديمقراطية. لن ينصب أحد السوفيت هناك، لكننا نرجوها حكومة يمكننا أن نتفق معها بشأن ضمان أمن لينينغراد». وفقًا للمؤرخ الروسي يوري كيلين، تضمنت الشروط السوفيتية حيازة أقوى المسالك المحصنة في الدفاعات الفنلندية لسبب ما. زاعمًا أن أمل ستالين كان ضعيفًا بخصوص تلك الصفقة، بينما استغل الوقت في التعبئة المستمرة. وذكر أن هدف الغزو دار حول تأمين فنلندا لاستخدامها كنقطة انطلاق عبر تغيير نظام الحكم.
في حين يرفض آخرون فكرة الغزو السوفيتي الكامل مثل المؤرخ الأمريكي ويليم آر. تروتر الذي أكد أن هدف ستالين كان تأمين جناح لينينغراد من غزو ألماني محتمل عبر فنلندا. وذكر أن "أقوى حجة تجاه النوايا السوفيتية المتعلقة بالغزو الكامل هي أنه لم يحدث في 1939 أو أثناء حرب الاستمرار في 1944، على الرغم من أن ستالين "كان بمقدرته القيام بذلك بسهولة نسبية". كتب برادلي لايتبودي أن "الهدف السوفيتي الشامل كان جعل الحدود السوفيتية أكثر أمانًا." صرح المؤرخ الروسي شوباريان في 2002، بأنه لم يُعثر على وثائق في الأرشيفات الروسية تُدعم الخطة السوفيتية لضم فنلندا. بل كان الهدف هو الاستيلاء على الأراضي الفنلندية وتعزيز النفوذ السوفيتي في المنطقة.

## القوات المتحاربة

### الخطة العسكرية السوفيتية
توقعت القيادة السوفيتية نصرًا كاملًا على فنلندا في بداية الحرب، في غضون بضعة أسابيع. كان الجيش الأحمر قد انتهى لتوه من غزو شرق بولندا بخسائر بأقل من 4000 قتيل، بعدما هاجمت ألمانيا بولندا غربًا. أيدّ السياسي أندريه جدانوف والإستراتيجي العسكري كليمنت فوروشيلوف توقعات ستالين بانتصار سوفيتي سريع، لكن كان لدى جنرالات آخرين تحفظاتهم. دعا رئيس أركان الجيش الأحمر بوريس شابوشنيكوف إلى حشد عسكري كامل وإسناد ناري مكثف وإعداد لوجستي وتشكيل مُرشد للقوات ونشر أفضل وحدات الجيش. قال كيريل ميريتسكوف القائد العسكري لجدانوف «إن تضاريس العمليات المقبلة تـُقسـّمها البحيرات والأنهار والمستنقعات، وتغطيها الغابات بالكامل تقريبًا... سيكون الاستخدام السليم لقواتنا صعبًا». ومع ذلك، لم تنعكس هذه الشكوك عندما نشر قواته. وقد صرح ميريتسكوف علنًا أن الحملة الفنلندية ستستغرق أسبوعين على الأكثر. حتى أن الجنود السوفيت حـُذروا من عبور الحدود إلى السويد عن طريق الخطأ.
عَصَفّ تطهير ستالين في الثلاثينيات بكبار ضباط الجيش الأحمر؛ وكان من بين من شملهم التطهير ثلاثة من خمسة مارشالات و220 من 264 من مستوى قادة الفرق وما أعلى و36.761 ضابطًا من جميع الرتب. وبقي أقل من نصف الضباط. وقد أُستُعيض عنهم عادة بجنود أقل كفاءة إلا أن ولاءهم كان أكبر لرؤسائهم. كان المفوضون السياسيون يشرفون على قادة الوحدات وكانت موافقتهم ضرورية للتصديق على القرارات العسكرية التي يُقيمونها وفقًا لمزاياها السياسية. زاد النظام المزدوج من تعقيد سلسلة القيادة السوفيتية، وأبطل استقلال ضباط القيادة.
كانت القيادة العليا السوفيتية قد انقسمت إلى فصيلين، بعد النجاح السوفيتي في معارك خالخين غول ضد اليابان على الحدود الشرقية لاتحاد الجمهوريات الاشتراكية السوفيتية. كان أحدهما مُمثلاً في المحاربين القدامى في الحرب الأهلية الإسبانية مثل اللواء بافيل ريشاغوف من سلاح الجو السوفيتي واللواء ديمتري بافلوف خبير الدبابات والمارشال غريغوري كوليك، اللواء المفضل لستالين وقائد المدفعية. أما الفصيل الآخر فقد كان بقيادة المحاربين القدامى في خالخين غول مثل اللواء جورجي جوكوف من الجيش الأحمر واللواء غريغوري كرافشينكو من سلاح الجو السوفيتي. في ظل هذا الهيكل القيادي المنقسم ذهبت الدروس المستفادة من «الحرب الحقيقية الأولى للاتحاد السوفيتي على نطاق واسع باستخدام الدبابات والمدفعية والطائرات» في خالخين غول أدراج الرياح. نتيجة لذلك، كانت دبابات بي تي الروسية أقل نجاحًا خلال حرب الشتاء وقد استغرق الأمر من الاتحاد السوفيتي ثلاثة أشهر وأكثر من مليون رجل لإنجاز ما أنجزه جوكوف في خالخين غول خلال عشرة أيام.

### تشكيل القوات السوفيتية

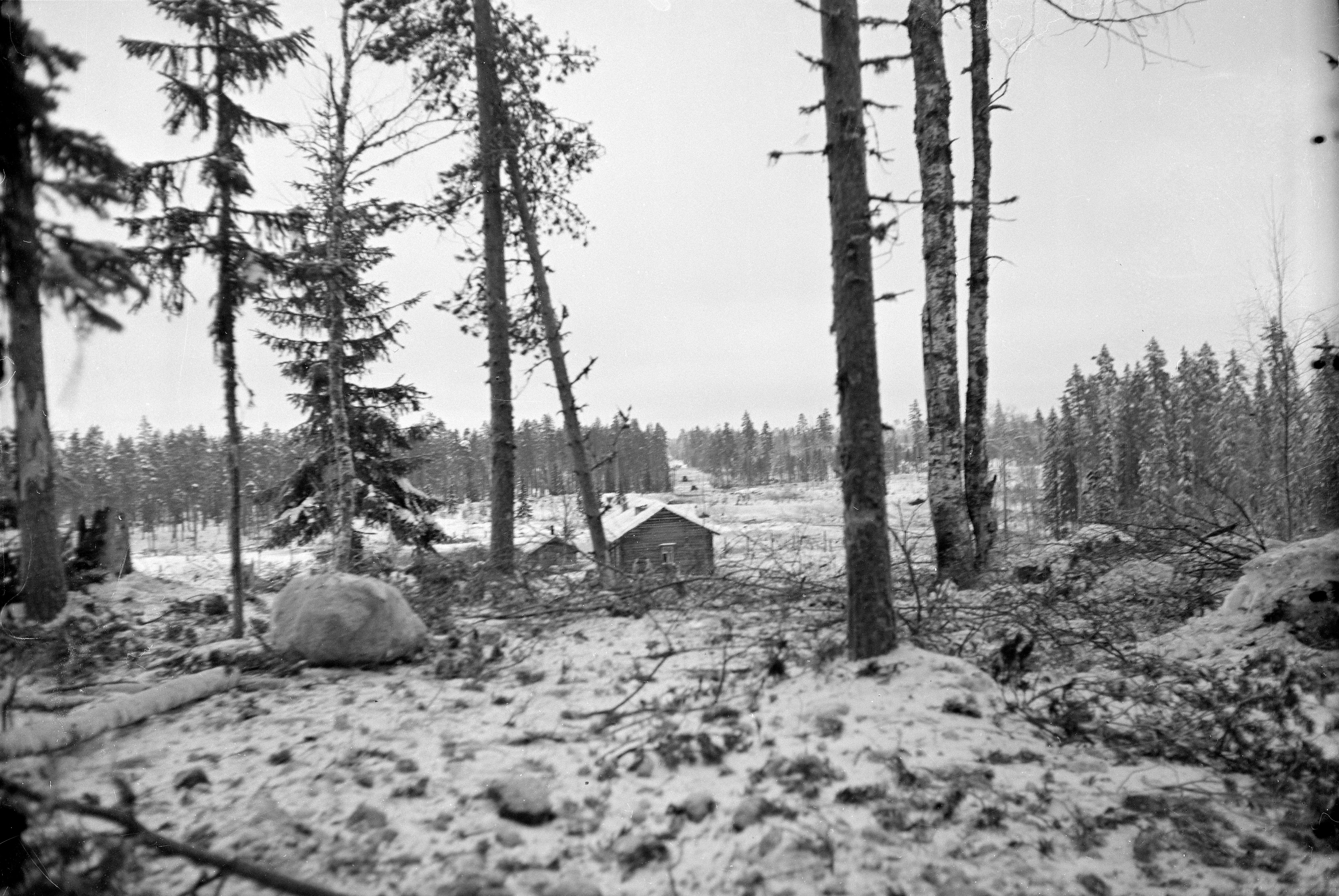
غابات لادوغا كاريليا الكثيفة في كولا. بحسب المصور تظهر دبابة سوفيتية على الطريق في الخلفية.

حظى نجاح تكتيكات الحرب الخاطفة الألمانية بإعجاب الجنرالات السوفيت. لكن الحرب الخاطفة صُممت وفقًا لظروف أوروبا الوسطى مع وجود شبكة كثيفة من الطرق المُعبدة والظاهرة بوضوح على الخرائط. كما أن الجيوش المتحاربة في قلب أوروبا كانت مُلمة بمراكز الإمدادات والاتصالات التي يمكن استهدافها بسهولة من قبل الأفواج المدرعة. على النقيض من ذلك، أُقيمت مراكز الجيش الفنلندي في عمق البلاد. ولم تكن هناك طرق معبدة، حتى الطرق الحصوية أو الترابية كانت نادرة ومعظم التضاريس عبارة عن غابات ومستنقعات بلا دروب. رصد مراسل الحرب جون لانغدون ديفيز المشهد على النحو التالي: «كان سطح كل هكتار بمثابة إحباط لأي قوة عسكرية مهاجمة.» كان شن حرب خاطفة على فنلندا خياراً صعباً للغاية ووفقًا لتروتر، فشل الجيش الأحمر في الوصول إلى مستوى التنسيق التكتيكي والمبادرة المحلية اللازمة لتنفيذ تكتيكات الحرب الخاطفة في المسرح الفنلندي.
أدار كيريل ميريتسكوف قائد منطقة لينينغراد العسكرية في البداية العملية الشاملة ضد الفنلنديين. مُررّ الأمر في 9 ديسمبر 1939 إلى القيادة العليا للأركان العامة (التي عُرفت لاحقًا باسم ستافكا)، مباشرة بقيادة كليمنت فوروشيلوف (الرئيس) ونيقولاي كوزنيتسوف وجوزيف ستالين وبوريس شابوشنيكوف. في يناير 1940، وُضعت منطقة لينينغراد العسكرية تحت الإصلاح وتغير اسمها إلى «الجبهة الشمالية الغربية». واُختير سيميون تيموشينكو قائدًا للجيش لتحطيم خط مانرهايم.
انتظمّت القوات السوفيتية على النحو التالي:
- الجيش السابع، ضم تسع فرق، فيلق دبابات وثلاثة ألوية دبابات، تمركز في البرزخ الكاريلي واستهدف مدينة فيبوري. قُسمّت هذه القوة لاحقًا إلى الجيشين السابع والثالث عشر.[77]
- الجيش الثامن، ضم ست فرق ولواء دبابات، تموضع شمال بحيرة لادوغا. وتمثلت مهمته في تنفيذ مناورة حول الضفة الشمالية لبحيرة لادوغا لمهاجمة الجزء الخلفي من خط مانرهايم.[77]
- الجيش التاسع كان من المقرر أن يهاجم وسط فنلندا عبر منطقة كاينو. تألف من ثلاث فرق وفرقة إضافية كانت في الطريق. وتمثلت مهمته بالضغط باتجاه الغرب لتقسيم فنلندا لنصفين.[77]
- الجيش الرابع عشر، ضم ثلاث فرق متمركزة في مورمانسك. كان هدفه الاستيلاء على ميناء بتسامو في القطب الشمالي ومن ثّم التقدم نحو بلدة روفانييمي.[77]

### تشكيل القوات الفنلندية

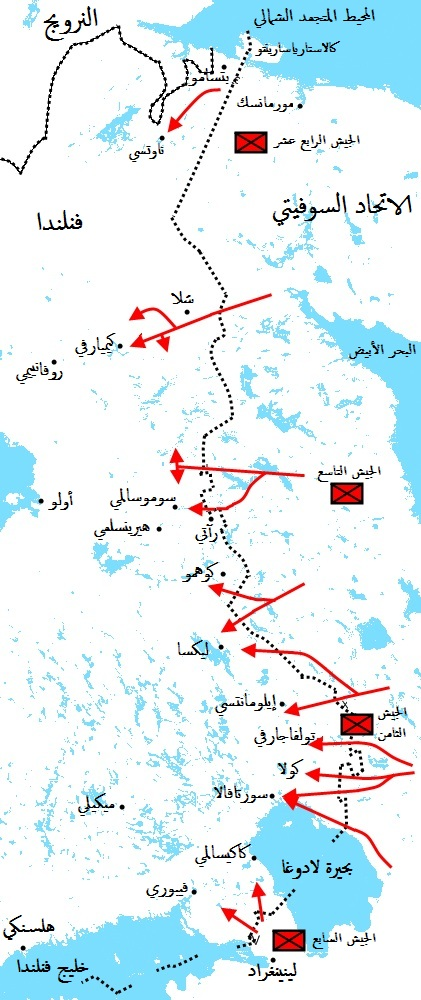
هجمات الجيوش السوفيتية الأربعة في الفترة من 30 نوفمبر إلى 22 ديسمبر 1939 تظهر باللون الأحمر.

شكلّت الجغرافيا ملامح الإستراتيجية الفنلندية. كانت الحدود مع الاتحاد السوفيتي بطولها البالغ 1340 كم (830 ميل) صعبة الاجتياز غالبًا باستثناء القليل من الطرق غير المعبدة. في تقديرات ما قبل الحرب، قدرت قيادة الدفاع الفنلندية، التي اتخذت من ميكيلي مقرًا لها في زمن الحرب، تمركز سبع فرق سوفيتية في البرزخ الكاريلي وما لا يزيد عن خمس فرق على طول الحدود شمال بحيرة لادوغا. في هذا التقدير، بلغت نسبة تفوق القوى البشرية 1:3 لصالح المهاجم. بيد أن النسبة الحقيقية كانت أعلى من ذلك بكثير؛ على سبيل المثال، تموضعّت 12 فرقة سوفيتية شمال بحيرة لادوغا.
كان لدى فنلندا قوة هائلة من جنود الاحتياط، المدربين على مناورات منتظمة، وبعضهم من مُخضرمي الحرب الأهلية الأخيرة. كما تدرب الجنود عمومًا على الأساليب الأساسية للبقاء على قيد الحياة، كالتزلج. وبينما عجز الجيش الفنلندي حتى على تجهيز جميع جنوده بالزي الرسمي الملائم عند اندلاع الحرب، كان جنود الاحتياط مع ذلك مجهزين بملابس مدنية دافئة. وبرغم ذلك، اضطرت فنلندا ذات الكثافة السكانية المنخفضة وأغلبها من المزارعين إلى تجنيد الكثير من رجالها العاملين لدرجة أن الاقتصاد الفنلندي أصابه إنهاكًا شديدًا نتيجة نقص القوى العاملة. عدت أزمة نقص العتاد أكبر من مشكلة نقص الجنود. فقد كانت الشحنات الأجنبية من الأسلحة المضادة للدبابات والطائرات تصل بكميات قليلة. كان وضع الذخيرة مقلقًا، فقد احتوت المخازن على طلقات وقذائف ووقود بكفي لمدة 19-60 يومًا لا غير. كان نقص الذخيرة يعني أن الفنلنديين قلما سيتحملون نيران المدفعية المضادة أو النيران الساحقة. وعمليًا، لم يكن هناك سلاح مدرعات فنلندي. وقد انخفض وضع الذخيرة لدرجة أن الفنلنديين كانوا مسلحين إلى حد كبير ببنادق موسين-ناغانت التي يرجع تاريخها إلى الحرب الأهلية الفنلندية، والتي استخدمت نفس الطلقات عيار 7.62×54 ملم ر التي استخدمتها القوات السوفيتية. كان الوضع شديد الخطورة إلى حد أن الجنود الفنلنديين اضطروا أحيانًا إلى الحفاظ على إمدادات الذخيرة من خلال نهبها من جثث الجنود السوفيت.
تمركزت القوات الفنلندية على النحو التالي:
- جيش البرزخ، ضم ست فرق، بقيادة هوغو أوسترمان. تمركز فيلق الجيش الثاني على جناحه الأيمن وفيلق الجيش الثالث على جناحه الأيسر.
- الفيلق الرابع، شمال بحيرة لادوغا، ضم فرقتين، بقيادة يوهو هيسكانن، الذي سرعان ما حل محله فولدمار هيغلوند.
- مجموعة شمال فنلندا وهي عبارة عن مجموعة من قوات الحرس الأبيض وحرس الحدود ووحدات الاحتياط بقيادة فيليو تومبو.

## الغزو السوفيتي

### بدء الغزو والعمليات السياسية

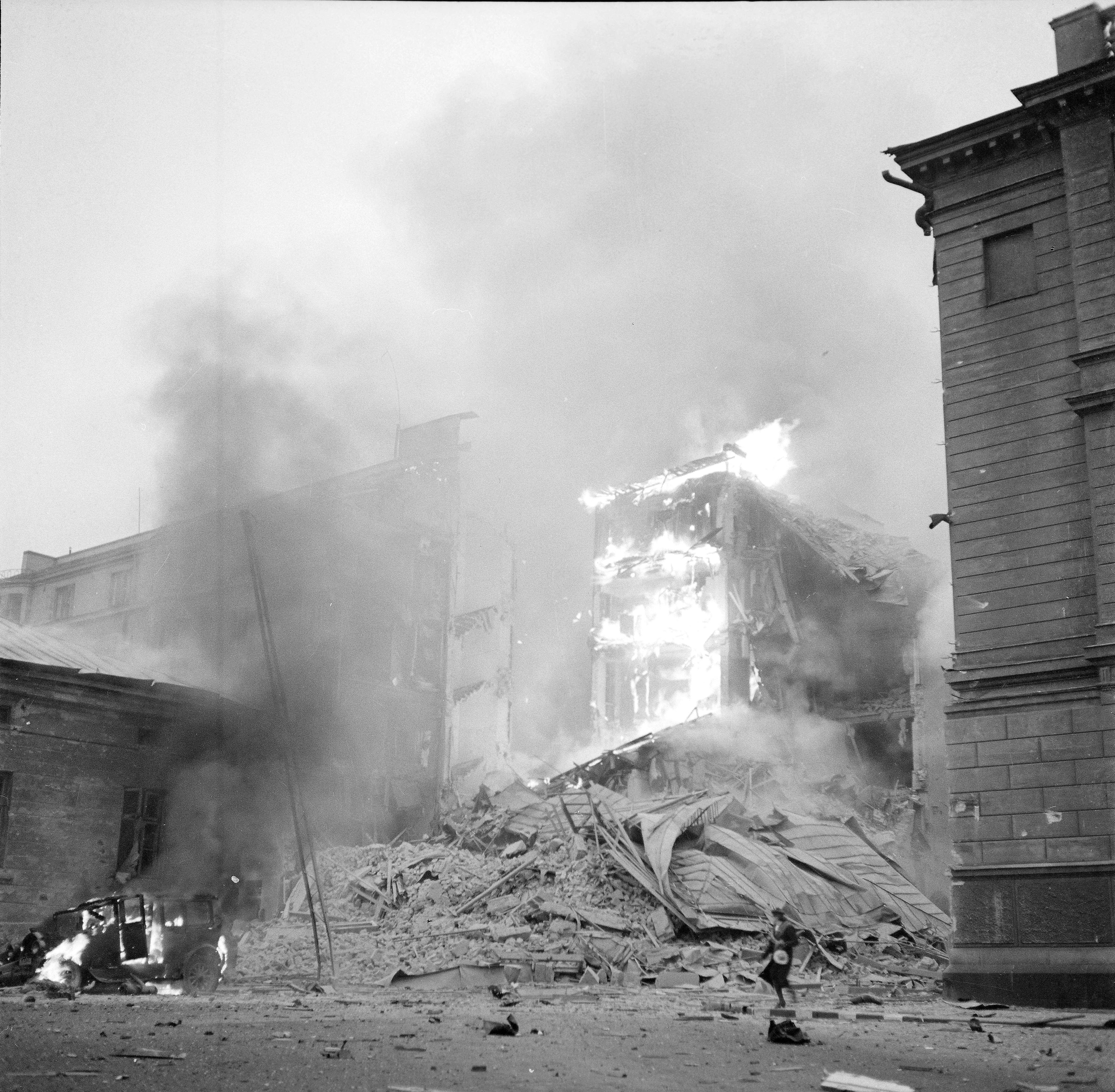
اندلاع حريق على زاوية شارعي لونروت وإبراهام في هلسنكي عقب القصف الجوي السوفيتي للمدينة في 30 نوفمبر 1939

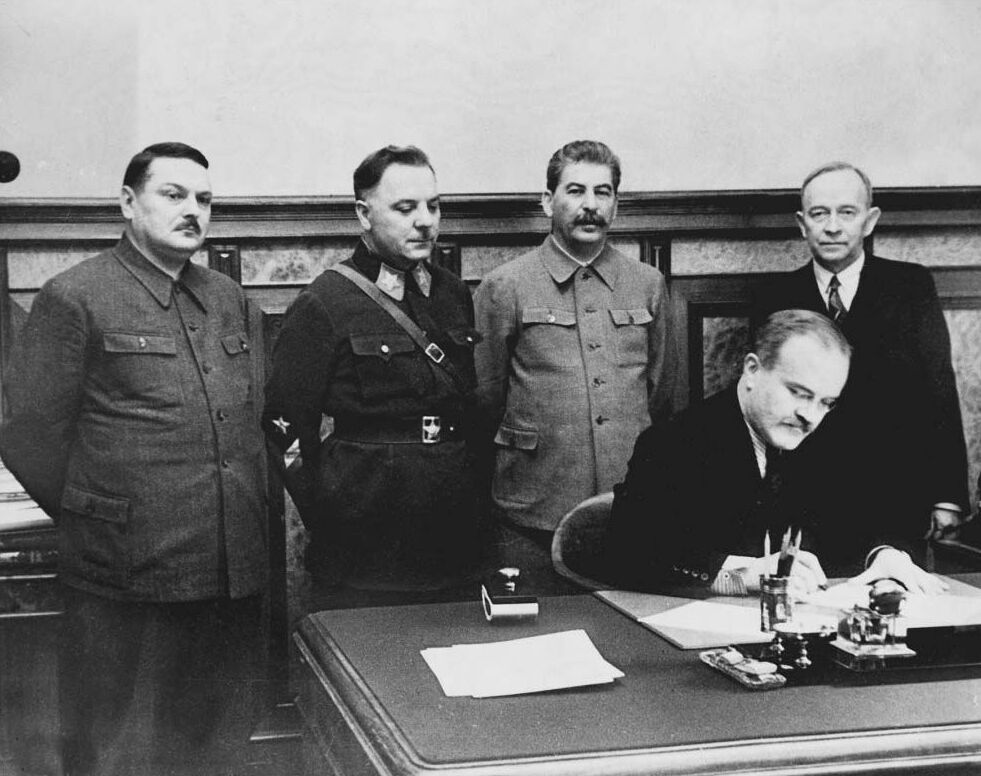
فياتشيسلاف مولوتوف يوقع اتفاق بين الاتحاد السوفيتي وجمهورية فنلندا الديمقراطية في حضور جوزيف ستالين في 1939. يقف أوتو فيلي كوسينن رئيس الوزراء ورئيس «حكومة تيريوكي» على الجانب الأيمن من الصورة خلف مولوتوف.

في 30 نوفمبر غزت القوات السوفيتية الأراضي الفنلندية بنحو 450.000 جندي في 21 فرقة عسكرية، في حين نفذ سلاح الجو السوفيتي بالتزامن مع الهجوم قصفًا على العاصمة الفنلندية هلسنكي، مما أسفر عن مقتل حوالي مائة مواطن وتدمير أكثر من خمسين مبنى. وفي رده على الانتقادات الدولية، صرح وزير الخارجية السوفيتي فياتشيسلاف مولوتوف أن سلاح الجو السوفيتي لم يكن يقصف المدن الفنلندية، بل كان يُسقط مساعدات إنسانية للسكان الفنلنديين الجوعى، والتي أطلق عليها الفنلنديون ساخرين سلال خبز مولوتوف. علق رجل الدولة الفنلندي يوهو كوستي بآسيكيفي على الهجوم السوفيتي من غير إعلان الحرب بأنه انتهك ثلاث اتفاقيات منفصلة بعدم الاعتداء وهي معاهدة تارتو الموقعة في 1920 ومعاهدة عدم الاعتداء بين فنلندا والاتحاد السوفيتي الموقعة في 1932 ومرة أخرى في 1934 وكذلك ميثاق عصبة الأمم، الذي وقع عليه الاتحاد السوفيتي في 1934. عُينّ المشير الميداني كارل غوستاف إميل مانرهايم قائداً أعلى لقوات الدفاع الفنلندية بعد الهجوم السوفيتي. وفي تعديل وزاري آخر، اُستُبدلّت حكومة تصريف الأعمال برئاسة إيمو كاياندر بحكومة ريستو ريتي، مع تعيين فاينو تانر وزيرًا للخارجية، نتيجة معارضة سياسات كاياندر قبيل الحرب. عرضّت فنلندا مسألة الغزو السوفيتي على عصبة الأمم. فطردت العصبة الاتحاد السوفيتي في 14 ديسمبر 1939 وحثت أعضائها على مساعدة فنلندا.
في 1 ديسمبر شكل الاتحاد السوفيتي حكومة عميلة باسم جمهورية فنلندا الشعبية برئاسة أوتو فيلي كوسينن. والتي سُميت أيضًا «حكومة تيريوكي» نسبة لقرية تيريوكي أول مستوطنة استولى عليها الجيش الأحمر المتقدم. استوعب الاتحاد السوفيتي الحكومة العميلة عقب الحرب. فمنذ اندلاع الحرب وقفت الطبقة العاملة الفنلندية وراء الحكومة الشرعية في هلسنكي. وقد أُطلق على الوحدة الوطنية الفنلندية في وجه الغزو السوفيتي لاحقًا مسمى روح حرب الشتاء.

### المعارك الأولى والتقدم السوفيتي نحو خط مانرهايم

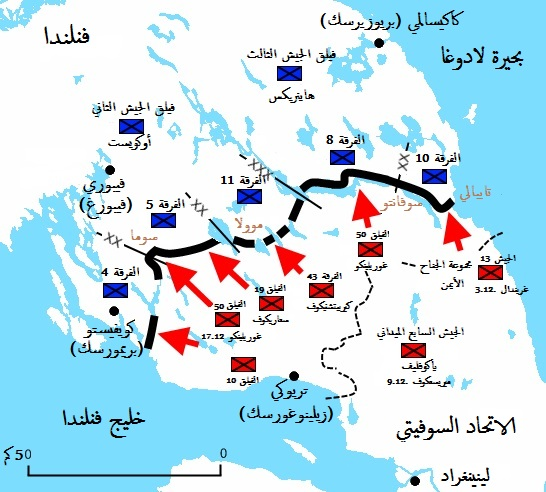
الوضع بحلول 7 ديسمبر: وصول السوفيت إلى خط مانرهايم على البرزخ الكاريلي. يشير اللون الأحمر إلى الجيوش والفيالق والفرق السوفيتية والأزرق إلى الفيالق والفرق الفنلندية
الفرق أو الفيالق الفنلندية باللون الأزرق
الفرق والفيالق أو الجيوش السوفيتية باللون الأحمر

كان نسق الخطوط الدفاعية الفنلندية، الذي بات يُعرف باسم خط مانرهايم، ممتدًا على البرزخ الكاريلي بطول يبلغ 30 إلى 75 كم (19 إلى 47 ميل) على الحدود السوفيتية. بلغ عدد جنود الجيش الأحمر في البرزخ 250.000 في مواجهة 130.000 فنلندي. الأمر الذي دفع القيادة الفنلندية لإقامة جبهة دفاعية في العمق من حوالي 21.000 رجل في المنطقة قبالة خط مانرهايم من أجل إعاقة الجيش الأحمر وإلحاق خسائر به قبل وصوله إلى الخط. خلال المعارك، مثلت الدبابات السوفيتية أشد عوامل الارتباك بين الجنود الفنلنديين. فقد كان لدى الفنلنديين القليل من أسلحة مضادة للدبابات ولم يكونوا قد تدربوا كفاية على التكتيكات الحديثة المضادة للدبابات. وفقًا لتروتر، كان التكتيك المفضل للتعامل مع المدرعات السوفيتية هجومًا مباشرًا خفيفًا، بحيث يمكن استغلال نقاط ضعفها. تعلم الفنلنديون أنه بالإمكان التعامل مع الدبابات من مسافة قريبة بعدة طرق. على سبيل المثال، غالبًا ما تتسبب جذوع الأشجار والعتلات المحشورة في عجلات الدبابة في شل حركتها. وسرعان ما أرسل الفنلنديون سلاحًا متخصصًا أفضل، ألا وهو كوكتيل مولوتوف، وهو زجاجة مملوءة بسوائل قابلة للاشتعال ومزودة بفتيل بسيط يشتعل يدويًا. أنتجت شركة المشروبات الكحولية الفنلندية آلكو زجاجات مولوتوف بكميات كبيرة مرفق معها أعواد ثقاب لإشعالها. أُعطبّت 80 دبابة سوفيتية خلال اشتباكات المنطقة الحدودية.
بحلول 6 ديسمبر، انسحبت جميع قوات التغطية الفنلندية إلى خط مانرهايم. وبدأ الجيش الأحمر هجومه الرئيسي الأول على الخط في منطقة تايبالي، الواقعة بين شاطئ بحيرة لادوغا ونهر تايبالي وممر سوفانتو المائي. وعلى طول قطاع سوفانتو، تمتع الفنلنديون بميزة طفيفة، تمثلت في الأرض المرتفعة والجافة بما يكفي للتخندق بها. كانت المدفعية الفنلندية قد استكشفت المنطقة ووضعت خططًا لفتح النار مسبقًا، متوقعة هجومًا سوفيتيًا. بدأت معركة تايبالي بتمهيد مدفعي سوفيتي لمدة أربعين ساعة. عقب القصف المدفعي، هاجم المشاة السوفيت عبر أرض مفتوحة ولكنهم دُحروا مع تكبدهم خسائر فادحة. ومن 6 إلى 12 ديسمبر، واصل الجيش الأحمر محاولة الاشتباك مستخدمًا فرقة واحدة فقط. بعد ذلك، عزز الجيش الأحمر مدفعيته وأرسل الدبابات وفرقة البنادق 150 إلى جبهة تايبالي.
في 14 ديسمبر، شنت القوات السوفيتية المعززة هجومًا جديدًا ولكنها هُزمت مجددًا. دخلت فرقة سوفيتية ثالثة المعركة لكن كان أدائها ضعيفًا واضطربت تحت نيران القذائف. استمرت الهجمات بلا نجاح وتكبد الجيش الأحمر خسائر فادحة. وفي هجوم سوفيتي نموذجي خلال المعركة دام لساعة واحدة فقط لكنه خلف 1000 قتيل و27 دبابة تناثرت على الجليد. وفي شمال بحيرة لادوغا على جبهة لادوغا كاريليا، اعتمدت الوحدات الفنلندية المدافعة على التضاريس. في حين لم يكن هناك شبكات طرق للجيش الأحمر الحديث في لادوغا كاريليا الغابة البرية الكبيرة. إلا أن الجيش الثامن السوفيتي مَدّ خط سكة حديد جديد إلى الحدود، مما ضاعف قدرة الإمداد على الجبهة. في 12 ديسمبر، هزمت قوة فنلندية أصغر بكثير تحت قيادة بآفو تالفيلا فرقة البنادق 139 السوفيتية المتقدمة، بدعم من فرقة البنادق 56 خلال تولفايارفي، فكان أول انتصار فنلندي في الحرب.
في فنلندا الوسطى والشمالية كانت الطرق معدودة والتضاريس وعرة. بحيث لم يتوقع الفنلنديون هجوماً سوفيتياً واسع النطاق، لكن السوفيت أرسلوا ثمان فرق، بدعم كبير من المدرعات والمدفعية. هاجمت فرقة البنادق 155 لييكسا، كما هاجمت الفرقة 44 كوهمو في أقصى الشمال. ونُشرت فرقة البنادق 163 في سوموسالمي وتولت مهمة تقسيم فنلندا إلى قسمين بالتقدم على طريق رآتي. وفي لابلاند الفنلندية، هاجمت فرقتا البنادق السوفيتية 88 و122 سالا. وتعرض ميناء بتسامو القطبي لهجوم من قبل فرقة البنادق 104 الجبلية براً وبحراً بدعم ناري من البحرية.

## العمليات من ديسمبر إلى يناير

### أحوال الطقس

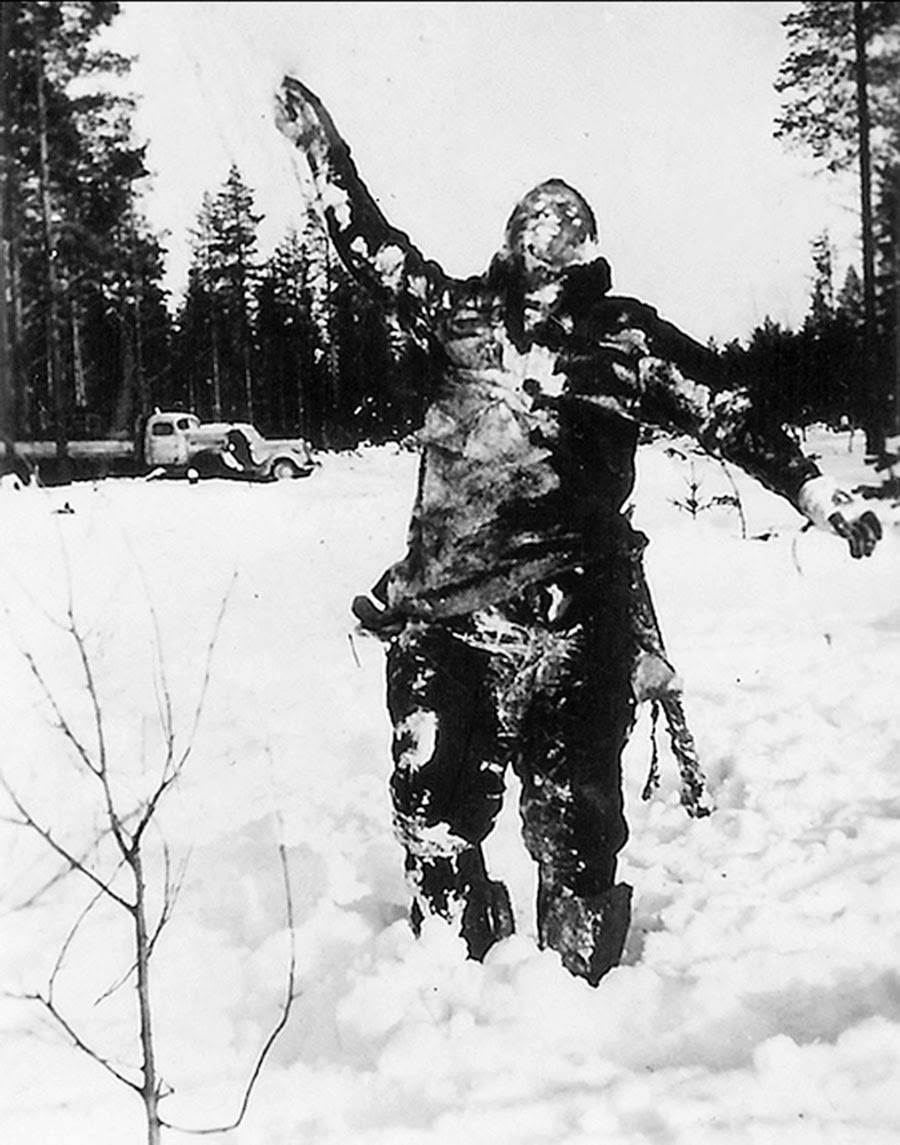
عثرت القوات الفنلندية على جندي سوفيتي متجمدًا حتى الموت في خندق، وتم وضع جثته على الحدود كإشارة تحذير للاتحاد السوفييتي.

كان شتاء 1939-40 باردًا للغاية حيث شهد البرزخ الكاريلي انخفاضًا قياسيًا في درجات الحرارة التي وصلت إلى -43° (-45 ف) في 16 يناير 1940. في بداية الحرب، لم يكن سوى الجنود الفنلنديين في الخدمة الفعلية ممن كانوا يرتدون زيًا رسميًا ومسلحين. بينما كان على الباقين الاكتفاء بملابسهم الخاصة، والتي لم تكن سوى ملابسهم الشتوية العادية بالنسبة للعديد من الجنود مع إضافة ما يشبه الشارة عليها. كان الجنود الفنلنديون ماهرين في التزلج الريفي. وكان البرد والثلج والغابات وساعات الظلام الطويلة من العوامل التي استغلها الفنلنديون لصالحهم. ارتدى الفنلنديون طبقات من الملابس وارتدى جنود التزلج رداءً ثلجيًّا أبيض خفيف الوزن. جعل هذا التمويه الثلجي جنود التزلج غير مرئيين تقريبًا حتى يتمكنوا من تنفيذ هجمات حرب العصابات بسهولة أكبر ضد الأرتال السوفيتية. في بداية الحرب، كانت الدبابات السوفيتية مطلية باللون الزيتوني الفاتح العادي والرجال يرتدون الزي الرسمي الكاكي. لم يطل السوفيت معداتهم باللون الأبيض إلا في أواخر يناير 1940 كما أصدروا بزات ثلجية لمشاتهم.
كان معظم الجنود السوفيت يرتدون ملابس شتوية مناسبة، لكن لم يكن هذا هو الحال مع كل وحدة. في معركة سوموسالمي، مات الآلاف من الجنود السوفيت جراء قضمة الصقيع. كانت القوات السوفيتية تفتقر أيضًا إلى المهارة في التزلج، لذلك كان الجنود مقيدين بالحركة على الطرق البرية ومجبرين على التحرك في طوابير طويلة. كما افتقر الجيش الأحمر الخيام الشتوية المناسبة واضطر الجنود إلى النوم في ملاجئ بدائية. تكبدت بعض الوحدات السوفيتية خسائر نتيجة قضمة الصقيع وصلت إلى عشرة بالمائة حتى قبل عبور الحدود الفنلندية. ومع ذلك، منح الطقس البارد ميزة للدبابات السوفيتية، حيث مكنها من التحرك فوق التضاريس المتجمدة والمسطحات المائية، بدلاً من أن توقفها المستنقعات والوحل. وفقًا لكريفوشيف، أصيب ما لا يقل عن 61.506 جنديًا سوفيتيًا بالمرض أو بقضمات الصقيع أثناء الحرب.

### تكتيكات حرب العصابات الفنلندية

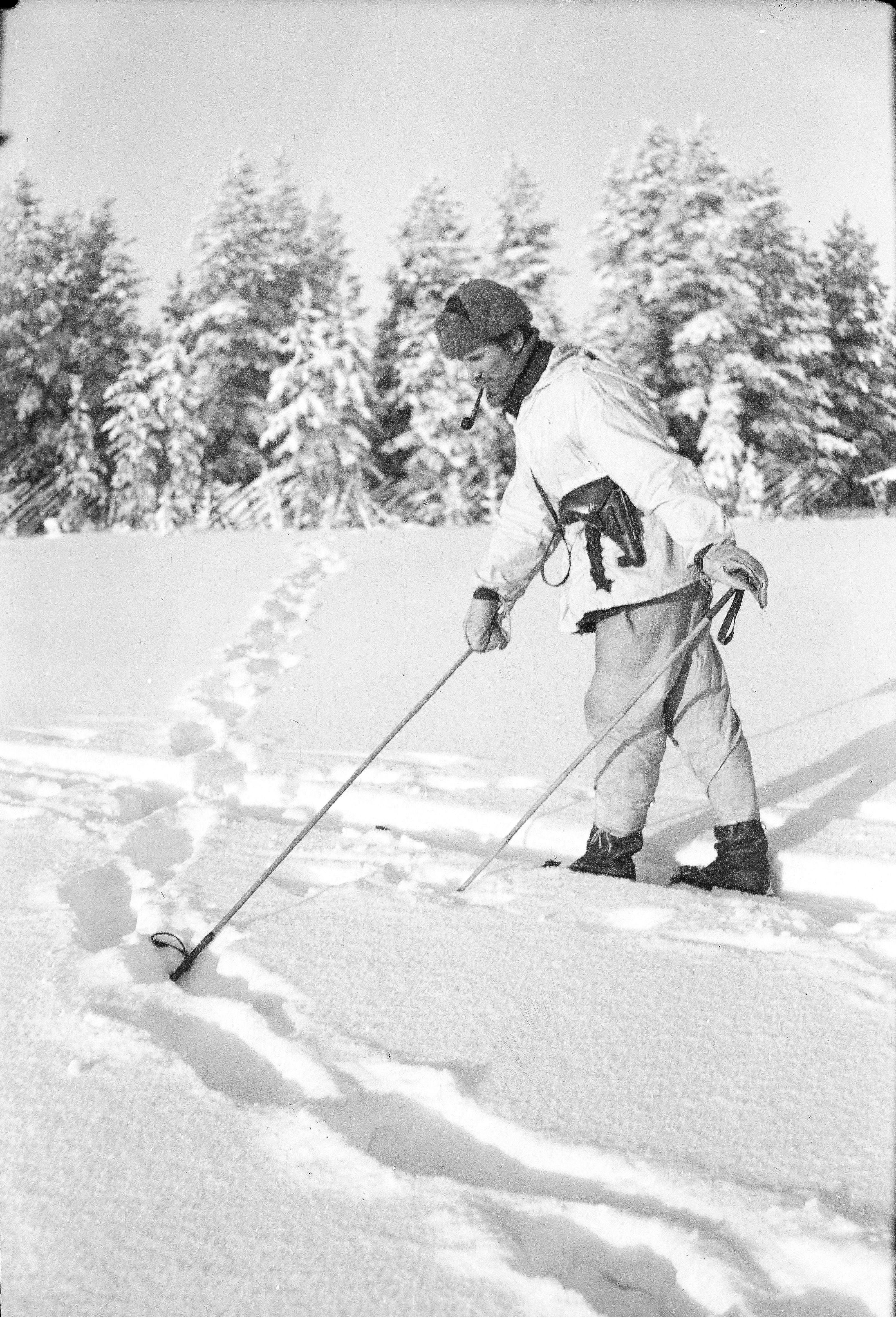
آثار المسارات السوفيتية في بحيرة كيتانا، سوموسالي أثناء مطاردة فنلندية في ديسمبر 1939. ويظهر في الصورة المتزلج في رياضة التزلج النوردي المزدوج تيمو موراما.

استخدم الفنلنديون تكتيكات حرب العصابات في المعارك الممتدة من لادوغا كاريليا إلى ميناء بيتسامو في القطب الشمالي. كان الجيش الأحمر متفوقًا في العدد والعدة، لكن الفنلنديين استخدموا مزايا السرعة والمناورة الحربية والاقتصاد في القوة. على وجه الخصوص على جبهة لادوغا كاريليا وأثناء معركة طريق رآتي، عزل الفنلنديون أجزاء أصغر من القوات السوفيتية المتفوقة عدديًا. وبمجرد انقسام القوات السوفيتية إلى مجموعات أصغر تعامل الفنلنديون معها على حدة وهاجموها من جميع الجهات.
بالنسبة للعديد من القوات السوفيتية المحاصرة في جيب (يسمى موتي بالفنلندية، وهي لفظة عامية عسكرية تعني بالأساس 1 متر مكعب (35 قدمًا مكعبًا) من الحطب)، كان البقاء على قيد الحياة محنة مماثلة لمحنة القتال. كان الرجال يتجمدون ويتضورون جوعًا ويعانون من ظروف صحية سيئة. وصف المؤرخ وليام آر. تروتر هذه الظروف على النحو التالي: «لم يكن أمام الجندي السوفيتي خيارًا. إذا رفض القتال، سيقتل رميًا بالرصاص. وإذا حاول التسلل عبر الغابة، سوف يتجمد حتى الموت. ولم يكن الاستسلام خيارًا مطروحًا أمامه؛ لأن الدعاية السوفيتية أوعزت إليه كيف سيعذب الفنلنديون السجناء حتى الموت.» ومع ذلك، صمدت بعض جيوب الجنود السوفيت المحاصرين لأسابيع وحتى شهور، مما أدى إلى تقييد عدد كبير من القوات الفنلندية.

### معارك خط مانرهايم
لم تسمح تضاريس البرزخ الكاريلي بتكتيكات حرب العصابات، لذلك اضطر الفنلنديون إلى اللجوء إلى خط مانرهايم الأكثر تقليدية، مع حماية جوانبه بمسطحات مائية كبيرة. ادعت الدعاية السوفيتية أنه كان في مثل قوة خط ماجينو وحتى أقوى منه. من جانبهم، استخف المؤرخون الفنلنديون بقوة الخط، وأصروا على أنه كان في الغالب خنادق تقليدية ومخابئ مغطاة بالخشب. بنى الفنلنديون 221 نقطة قوية على طول البرزخ الكاريلي، معظمها في أوائل عشرينيات القرن الماضي. ومددوا العديد منها في أواخر الثلاثينيات. على الرغم من هذه الاستعدادات الدفاعية، حتى الجزء الأكثر تحصينًا من خط مانرهايم كان به مخبأ واحد فقط من الخرسانة المسلحة لكل كيلومتر. عامةً، كان الخط أضعف من الخطوط المماثلة في أوروبا القارية. وفقًا للفنلنديين، كانت القوة الحقيقية للخط هي "المدافعون العنيدون الذين تحلوا بقدر كبير من روح السيسو" وهو مصطلح فنلندي يُترجم تقريبًا إلى «الشجاعة والروح القتالية».
على الجانب الشرقي من البرزخ، حاول الجيش الأحمر اختراق خط مانرهايم في معركة تايبالي. أما على الجانب الغربي في 16 ديسمبر، واجهت الوحدات السوفيتية الخط الفنلندي في سوما، بالقرب من مدينة فيبوري. بنى الفنلنديون 41 مخبأ من الخرسانة المسلحة في منطقة سوما، مما جعل الخط الدفاعي في هذه المنطقة أقوى من أي مكان آخر على البرزخ الكاريلي. لكن نتيجة خطأ في التصميم، حدثت ثغرة في مستنقع موناسو القريب بعرض كيلومتر واحد (0.62 ميل) في الخط. لذلك وخلال معركة سوما الأولى، اخترق عدد من الدبابات السوفيتية الخط الرفيع في 19 ديسمبر، لكن السوفيت لم يتمكنوا من استغلال الموقف بسبب عدم كفاية التعاون بين فروع الخدمات. تحصن الفنلنديون في خنادقهم، مما سمح للدبابات السوفيتية بالتحرك بحرية خلف الخط الفنلندي، حيث لم يكن لدى الفنلنديين أسلحة مناسبة مضادة للدبابات. نجح الفنلنديون في صد الهجوم السوفيتي الرئيسي، أما الدبابات التي تقطعت بها السبل خلف خطوط العدو، فقد هاجمت النقاط القوية عشوائيًا حتى دُمرّت في النهاية وكان مجملها 20 دبابة. بحلول 22 ديسمبر، انتهت المعركة بانتصار الفنلنديين.
توقف التقدم السوفيتي عند خط مانرهايم. عانت قوات الجيش الأحمر من ضعف الروح المعنوية ونقص الإمدادات، ورفضت في النهاية المشاركة في المزيد من الهجمات الجبهوية الانتحارية. قرر الفنلنديون، بقيادة الجنرال هارالد أوكويست، شن هجوم مضاد وتطويق ثلاث فرق سوفيتية في جيب بالقرب من فيبورغ في 23 ديسمبر. تميزت خطة أوكويست بالجراءة ومع ذلك فشلت. خسر الفنلنديون 1.300 رجل، وخسر السوفيت عددًا مماثلًا لاحقًا.

### المعارك في لادوغا كاريليا

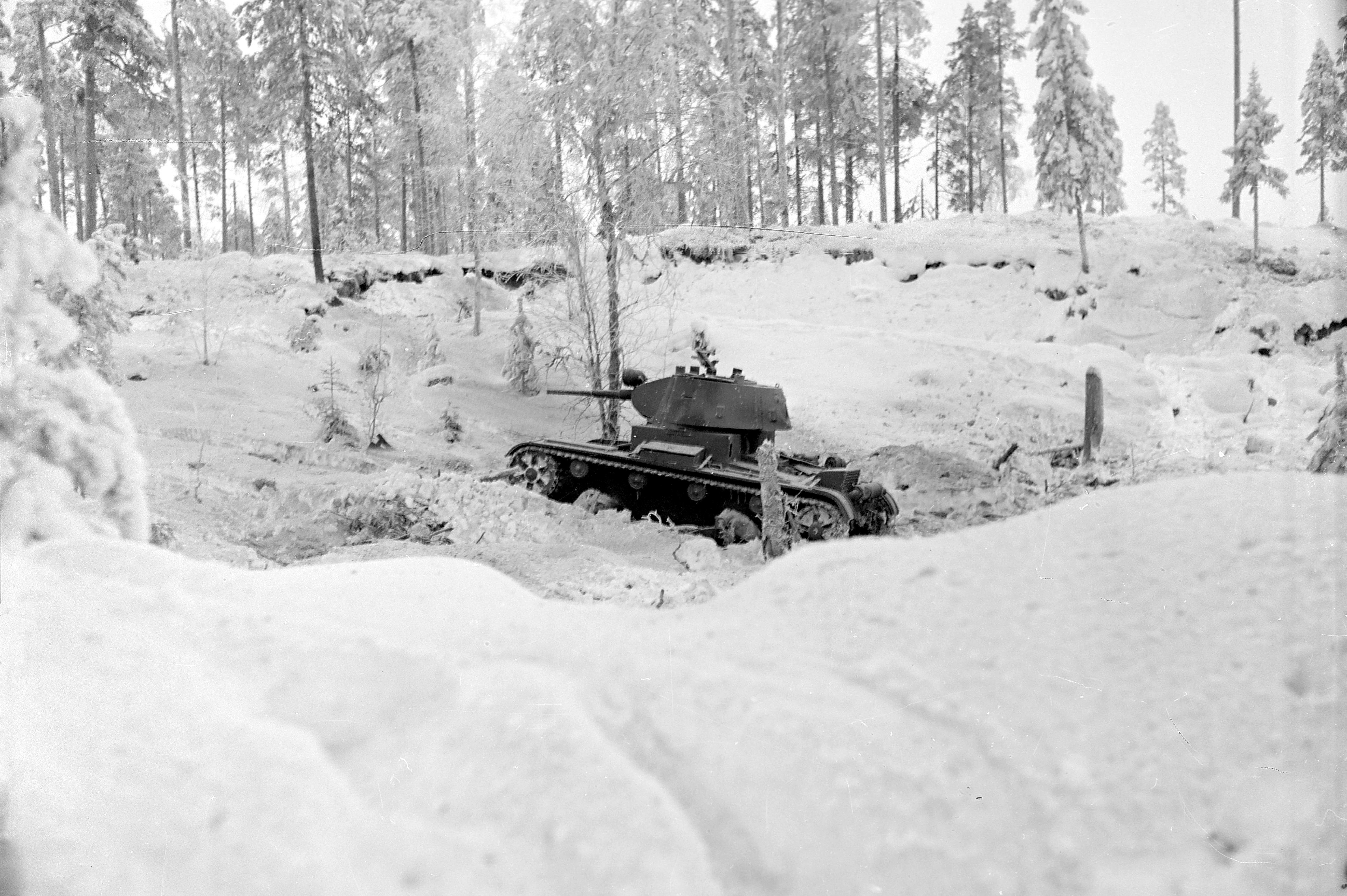
دبابة تي-26 سوفيتية طراز 1937 «تتقدم بقوة»، كما وصفها المصور، على الجانب الشرقي من نهر كوللا خلال معركة كوللا

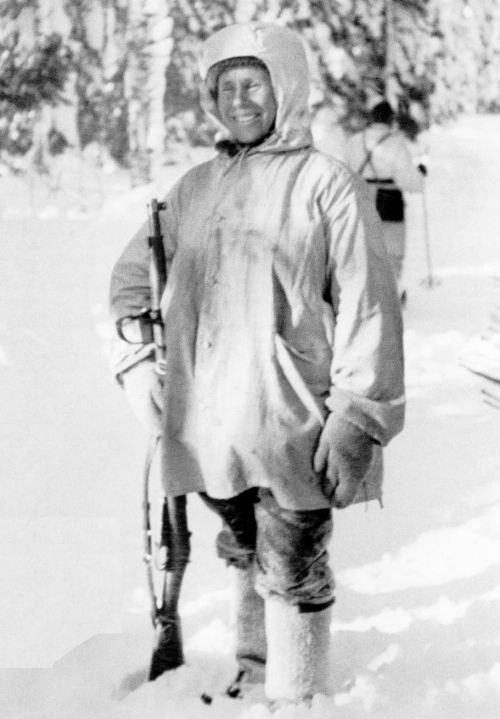
سيمو هالها، القناص الفنلندي الأسطوري، الذي أطلق عليه السوفيت لقب «الموت الأبيض».

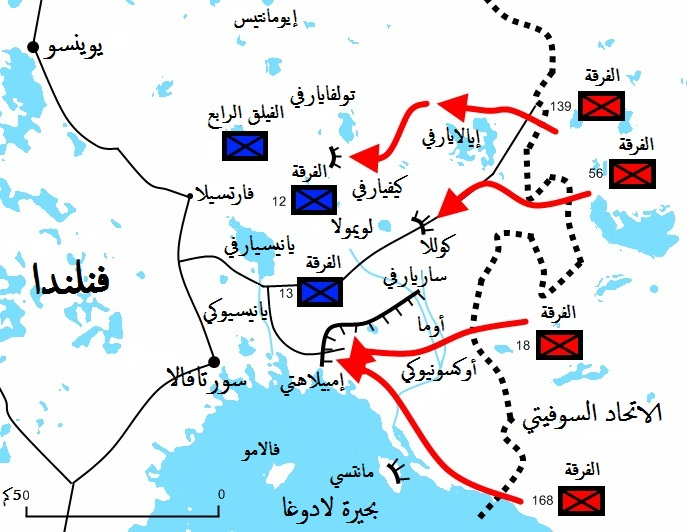
المعارك في لادوغا كاريليا، شمال بحيرة لادوغا. حيث توقف هجوم الجيش الثامن الأحمر عند خط الدفاع الفنلندي في 12 ديسمبر 1939.
الكتائب أو الفرق الفنلندية باللون الأزرق
الفرق السوفيتية باللون الأحمر

أصابت قوة الجيش الأحمر شمال بحيرة لادوغا في لادوغا كاريليا مقر القيادة الفنلندية بالمفاجأة. التي نشرت فرقتين فنلنديتين هناك، الفرقة 12 بقيادة لوري تيانن والفرقة 13 بقيادة هانو هانوكسيلا. توآزرهم أيضًا مجموعة دعم من ثلاثة ألوية، ليصل قوامهم إلى أكثر من 30.000 في المجمل. نشر السوفيت فرقة تقريبًا لكل طريق نحو الغرب باتجاه الحدود الفنلندية. قاد إيفان خاباروف الجيش الثامن وحل محله غريغوري شتيرن في 13 ديسمبر. اقتصرت مهمة السوفيت على تدمير القوات الفنلندية في منطقة لادوغا كاريليا والتقدم نحو المنطقة الواقعة بين سورتافالا ويوينسو في غضون 10 أيام. كان لدى السوفيت تفوقًا بنسبة 1:3 في القوى العاملة وبنسبة 1:5 في المدفعية، فضلاً عن التفوق الجوي.
فزعت القوات الفنلندية وتراجعت أمام القوة الساحقة للجيش الأحمر. حل فوولدمار هاغلوند محل يوهو هيسكانن، قائد فيلق الجيش الفنلندي الرابع، في 4 ديسمبر. وفي 7 ديسمبر، في منتصف جبهة لادوغا كاريليا، تراجعت الوحدات الفنلندية بالقرب من مجرى كولا الصغير. لم يكن الممر المائي نفسه يوفر الحماية، لكن كانت تقف على جانبيه نتوءات يصل ارتفاعها إلى 10 أمتار (33 قدمًا). استمرت معركة كوللا التي تلت ذلك حتى نهاية الحرب. أصبح المقولة المأثورة، «كوللا صامدة» شعارًا أسطوريًا بين الفنلنديين. ساهم القناص سيمو هالها أيضًا في صناعتها، وهو الذي أطلق عليه السوفيت لقب «الموت الأبيض»، ونسب إليه أكثر من 500 إصابة. كذلك أصبح النقيب آرني يوتيلاينن، الملقب بـ«رعب المغرب»، أسطورة حية خلال ذات المعركة. شمالًا، انسحب الفنلنديون من يالييارفي إلى تولفايارفي في 5 ديسمبر ثم صدوا هجومًا سوفيتيًا في معركة تولفايارفي في 11 ديسمبر.
وجنوبًا، توحدت فرقتان سوفيتان على الجانب الشمالي من طريق بحيرة لادوغا الساحلي. وكما جرى من قبل، حوصرت هاتين الفرقتين إثر الهجمات المضادة للوحدات الفنلندية ذات القدرة الأكبر على الحركة والقادمة من الشمال لمحاصرة الأرتال السوفيتية. في 19 ديسمبر، علقّ الفنلنديون هجماتهم مؤقتًا بسبب الإرهاق. ولم يستأنفوها إلا في الفترة من 6 إلى 16 يناير 1940، حيث قسموا الفرق السوفيتية إلى جيوب أصغر. على عكس التوقعات الفنلندية، لم تحاول الفرق السوفيتية المُحاصرة اختراق الشرق بل تخندقت مكانها بدلاً من ذلك. فقد كانت تتوقع وصول تعزيزات وإمدادات عن طريق الجو. نظرًا لافتقار الفنلنديين إلى معدات المدفعية الثقيلة اللازمة ومعاناتهم من نقص الجنود، فإنهم في كثير من الأحيان لم يهاجموا مباشرة الجيوب التي عملوها؛ بدلاً من ذلك، عملوا على القضاء على التهديدات الأكثر خطورة فقط. في كثير من الأحيان لم يطبق الفنلديون تكتيك عمل الجيوب كإستراتيجية، لكنهم استخدموه للتكيف مع سلوك القوات السوفيتية المعرضة لإطلاق النار. وعلى الرغم من البرد والجوع، لم تستسلم القوات السوفيتية بسهولة بل قاتلت بشجاعة، وغالبًا ما كانت تحصن دباباتها لاستخدامها كدشم وتبني مخابئ خشبية. استدعي بعض الجنود الفنلنديين المتخصصين لمهاجمة الجيوب؛ لعل أشهرهم الرائد ماتي أرنيو، أو «موتي ماتي» كما أصبح معروفًا.
في كاريليا الشمالية، تفوق الفنلنديون على القوات السوفيتية في إيلومانتسي وليكسا. حيث استخدموا تكتيكات حرب العصابات الفعالة، واستفادوا من مهاراتهم الخاصة الفائقة كالتزلج والملابس الثلجية البيضاء ذات الطبقات وعمل الكمائن والغارات المفاجئة. بحلول نهاية ديسمبر، قرر السوفيت التراجع وتحويل مواردهم إلى جبهات أكثر أهمية.

### المعارك في كاينو

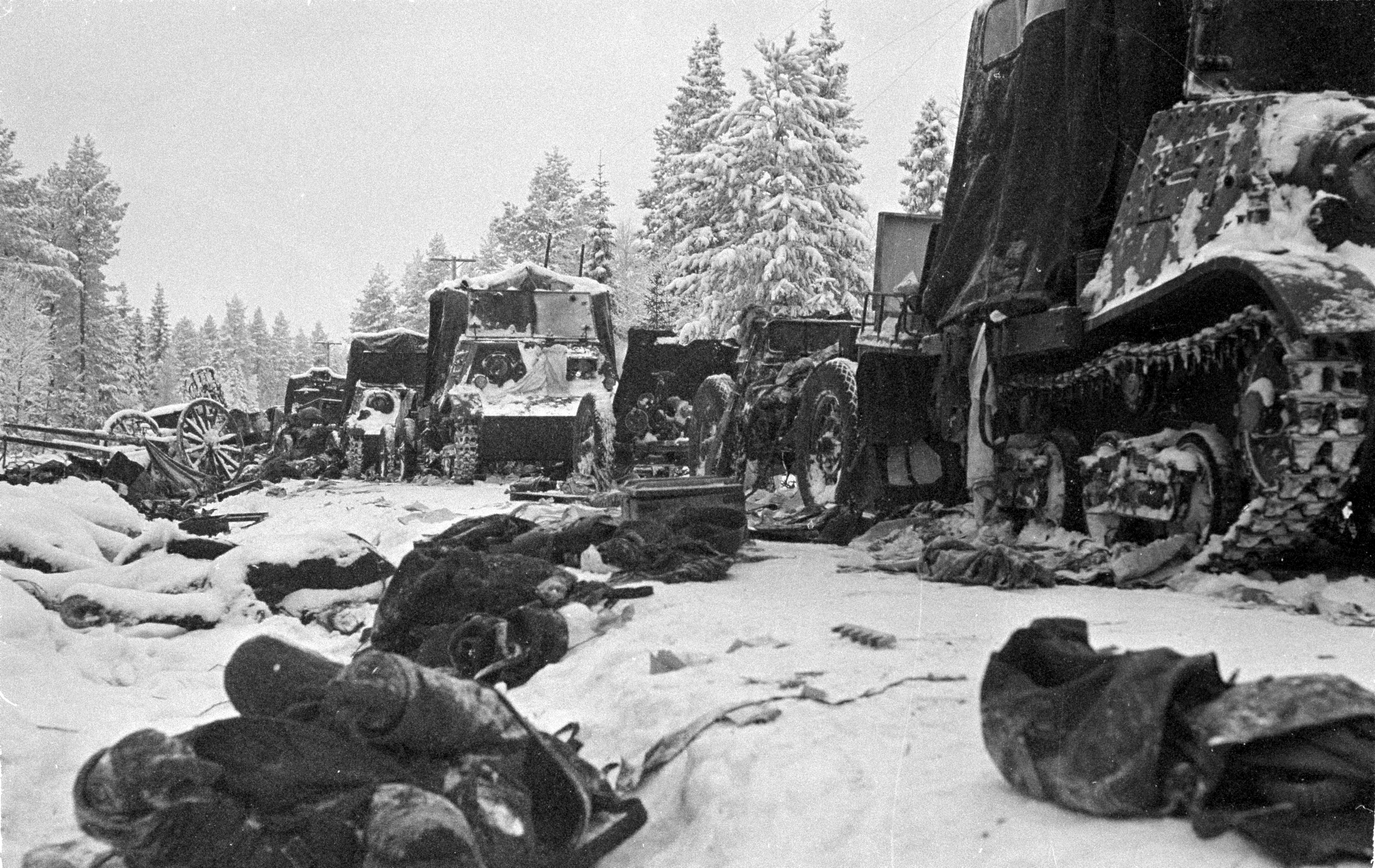
جنود سوفيت قتلى بجوار معداتهم على طريق رآتي، سوموسالمي، بعد محاصرتهم في معركة طريق رآتي

كانت عملية سوموسالمي-رآتي عملية مزدوجة، وقد استخدمها الأكاديميون العسكريون لاحقًا كمثال تقليدي لما يمكن أن تفعله القوات ذات القيادة الجيدة والتكتيكات المبتكرة بخصم أكبر بكثير. كانت سوموسالمي بلدية تضم 4000 بلدية بها بحيرات طويلة وغابات برية وقليل من الطرق. اعتقدت القيادة الفنلندية أن السوفييت لن يهاجموا من هناك، لكن الجيش الأحمر أرسل فرقتين إلى منطقة كاينو بأوامر لعبور المناطق البرية والاستيلاء على مدينة أولو وتقسيم فنلندا فعليًا إلى قسمين. كان هناك طريقان يؤديان إلى سوموسالمي من الحدود: طريق يونتوسرانتا الشمالي وطريق رآتي الجنوبي.
أسفرت معركة طريق رآتي، ضمن معركة سوموسالمي التي استمرت لمدة شهر، عن واحدة من أكبر الخسائر السوفيتية في حرب الشتاء. حيث دُمرّت الفرقة 44 السوفيتية وأجزاء من فرقة البنادق 163، التي تضم حوالي 14.000 جندي، بالكامل تقريبًا في كمين فنلندي أثناء سيرهما على طول طريق الغابات. منعت وحدة صغيرة التقدم السوفيتي بينما قطع العقيد الفنلندي هيالمر سيلاسفو وفرقته التاسعة طريق الانسحاب، وقسموا قوة العدو إلى جيوب أصغر، ثم شرعوا في تدمير بقاياها تدميرًا شاملًا أثناء انسحابها. عانى السوفيت من 7.000-9.000 قتيل؛ بينما خسرت الوحدات الفنلندية 400 قتيل. استولت القوات الفنلندية على عشرات الدبابات وقطع المدفعية والمدافع المضادة للدبابات ومئات الشاحنات وحوالي 2000 حصان وآلاف البنادق والذخيرة والإمدادات الطبية التي كانت في أمس الحاجة إليها.

### المعارك في لابلاند الفنلندية

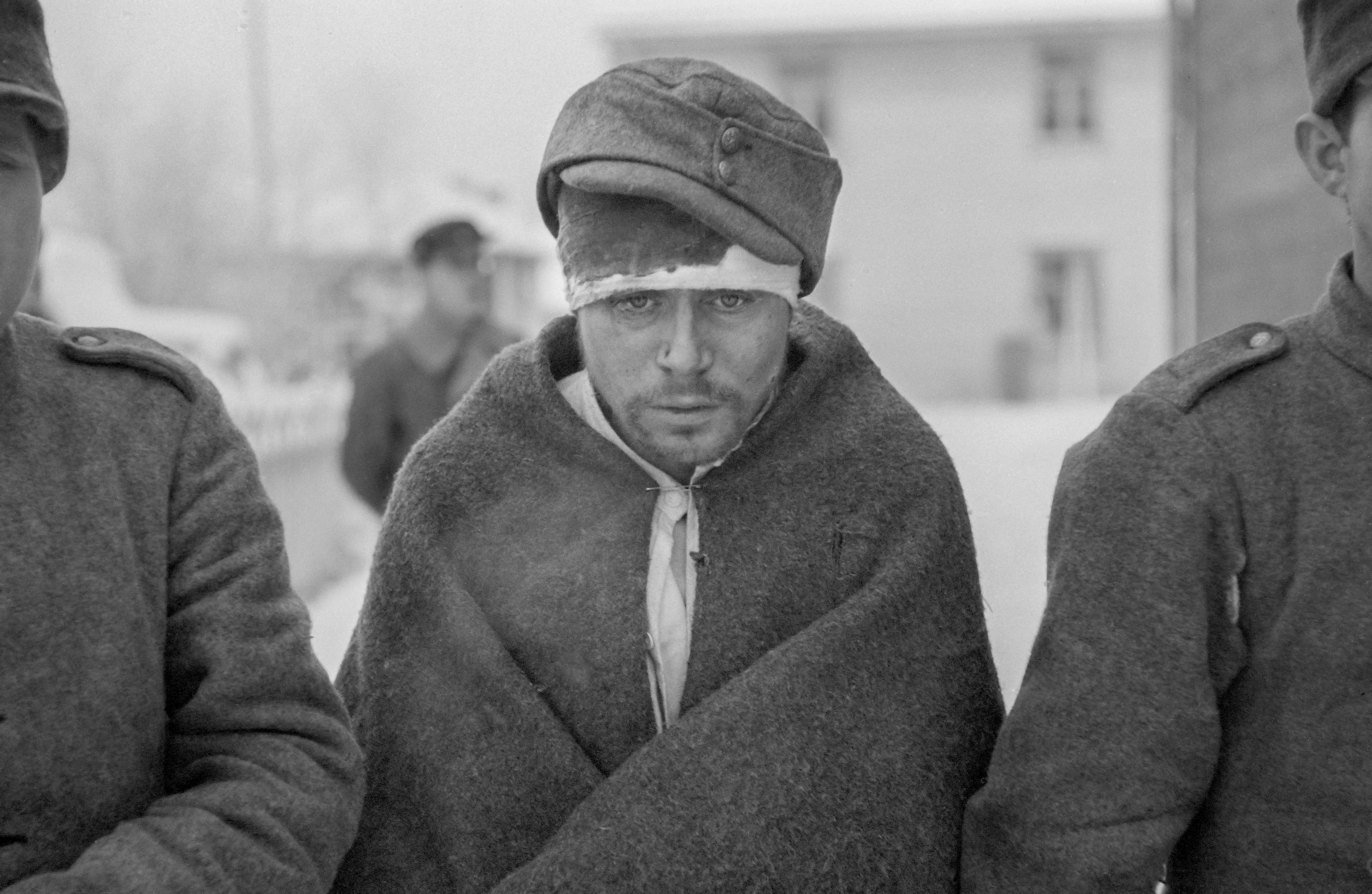
أسرى حرب سوفيت يرتدون ملابس جديدة بالقرب من الدائرة القطبية الشمالية في روفانيمي، يناير 1940

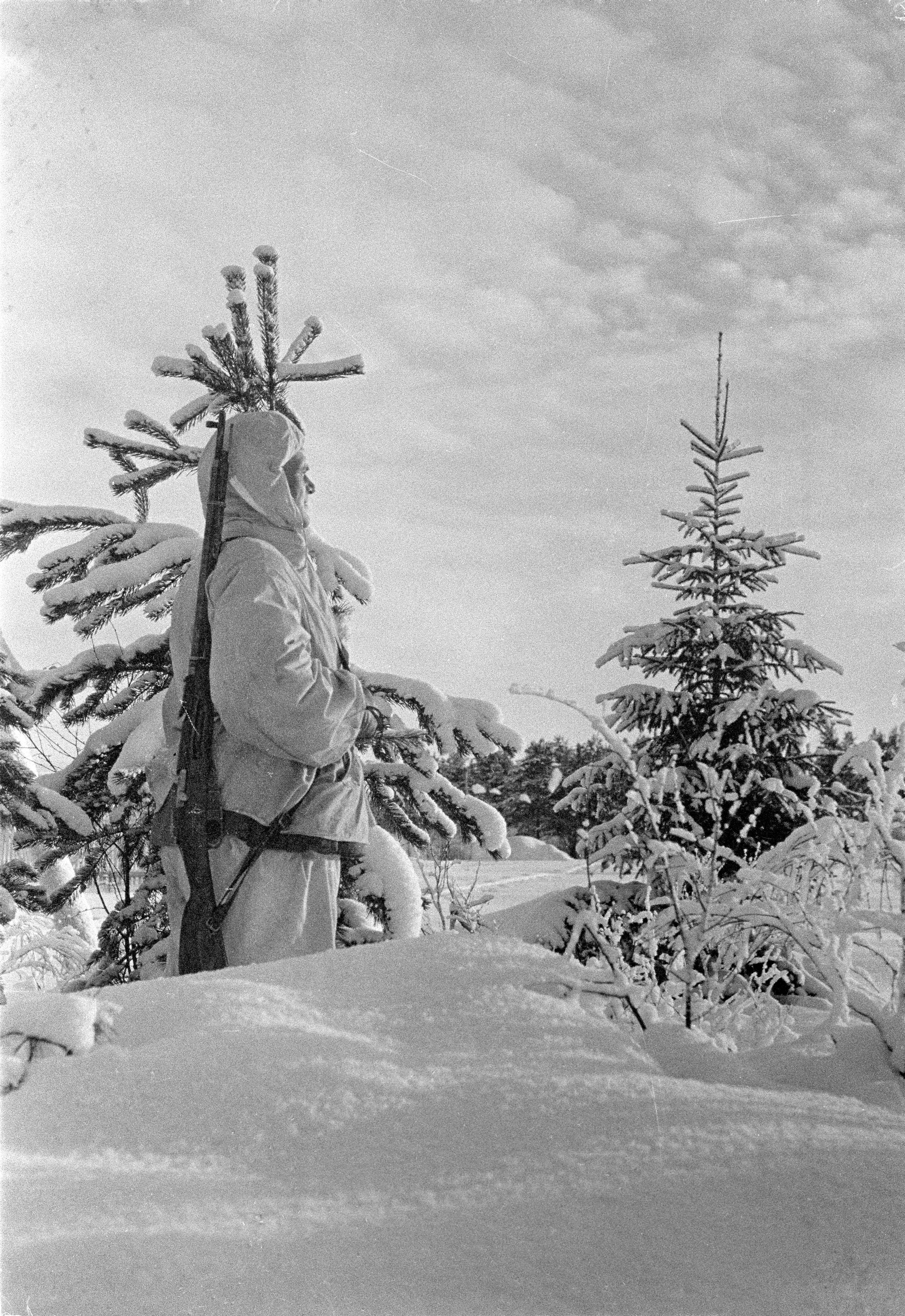
جندي فنلندي خلال نوبة حراسة بالقرب من كيميارفي، فبراير 1940.

عدت منطقة لابلاند الفنلندية، التي تدخل في نطاق الدائرة القطبية الشمالية، ضعيفة التطور، وبالنظر إلى أنه لا يصلها إلا القليل من ضوء النهار ويكتسيها غطاء ثلجي مستمر خلال الشتاء؛ لم يتوقع الفنلنديون من السوفيت أكثر من الغارات ودوريات الاستطلاع. لكنهم بدلاً من ذلك، أرسلوا فرقًا كاملة. في 11 ديسمبر، أعاد الفنلنديون تنظيم دفاعات لابلاند وفصلوا مجموعة لابلاند عن مجموعة شمال فنلندا. وقد وضعت المجموعة تحت قيادة كورت فالينيوس.
في جنوب لابلاند، بالقرب من قرية سالا، تقدمت الفرقتان السوفيتيتان 88 و122، التي يبلغ مجموع أفرادهما 35.000 رجل. وخلال معركة سالا، تقدم السوفيت بسهولة نحو البلدية، حيث يقع مفترق طرق. كانت كيميارفي لا تزال أبعد، بينما قادت الطرق في الشمال الغربي نحو بيلكوسينييمي. في 17 ديسمبر، طوقت كتيبة فنلندية المجموعة الشمالية السوفيتية المكونة من فوج مشاة وكتيبة وسرية من الدبابات. تراجعت الفرقة 122 وتخلت عن الكثير من معداتها الثقيلة ومركباتها. بعد هذا النجاح، نقل الفنلنديون تعزيزاتهم إلى الخط الدفاعي قبالة كيميارفي. هاجم السوفيت الخط الدفاعي دون جدوى. ثم شن الفنلنديون هجومًا مضادًا، على إثره تراجع السوفيت إلى خط دفاعي جديد حيث تمركزوا به لبقية الحرب.
إلى الشمال حيث يقع بيتسامو، الميناء الفنلندي الوحيد الخالي من الجليد في القطب الشمالي. كان الفنلنديون يفتقرون إلى القوة البشرية للدفاع عنه كاملًا، فقد كانت الجبهة الرئيسية في البرزخ الكاريلي بعيدة عنه. في معركة بتسامو، هاجمت الفرقة 104 السوفيتية سرية الحماية المستقلة 104 الفنلندية. تخلى الفنلنديون عن بيتسامو وركزوا جهدهم على إعاقة الأعمال العسكرية. كانت المنطقة بلا أشجار وعاصفة ومنخفضة نسبيًا، ولم توفر سوى القليل من التضاريس التي يمكن الدفاع عنها. استفاد الفنلنديون من الظلام الدامس ودرجات الحرارة المنخفضة جدًا لشتاء لابلاند، لينفذوا هجمات حرب العصابات ضد خطوط الإمدادات والدوريات السوفيتية. نتيجة لذلك، توقفت الحركات السوفيتية بجهود خُمس العديد من الفنلنديين.

## الحرب الجوية

### القوات الجوية السوفيتية
حقق الاتحاد السوفيتي السيادة الجوية طيلة الحرب. على الرغم من أن القوات الجوية السوفيتية دعمت غزو الجيش الأحمر بحوالي 2.500 طائرة (معظمها من طراز توبليف إس بي)، فإنها لم تكن فعالة كما كان السوفيت يتطلعون. لاسيما وأن الأضرار المادية الناجمة عن غارات القصف كانت طفيفة مع تعرض القليل من الأهداف القيمة في فنلندا للقصف الإستراتيجي. على سبيل المثال، كانت مدينة تامبيري واحدة من أبرز الأهداف لكونها مفترقًا هامًا للسكك الحديدية، كما أنها تضم مصنع الطائرات الحكومي ومرافق شركة تامبيري لصناعة الكتان والحديد، التي تصنع الذخائر والأسلحة، بما في ذلك قاذفات القنابل اليدوية. في كثير من الأحيان، كانت الأهداف عبارة عن مستودعات قروية ذات قيمة قليلة. كان لدى البلاد عدد قليل من الطرق السريعة الحديثة في الداخل، مما جعل السكك الحديدية الأهداف الرئيسية للقاذفات. قُطعت خطوط السكك الحديدية آلاف المرات ولكن الفنلنديين أصلحوها على عجل واستؤنفت الخدمة في غضون ساعات. تعلمت القوات الجوية السوفيتية من أخطائها المبكرة، وبحلول أواخر فبراير وضعت تكتيكات أكثر فاعلية.
وقعت أكبر غارة على العاصمة الفنلندية هلسنكي في اليوم الأول من الحرب. قُصفّت العاصمة عدة مرات بعد ذلك. عمومًا، كلفّ القصف السوفيتي فنلندا خسارة خمسة بالمائة من إجمالي إنتاجها من ساعات العمل. ومع ذلك، أثرت الهجمات الجوية السوفيتية على آلاف المدنيين، وقتلت 957. وسجل السوفيت 2.075 هجوماً في 516 بلدة. دُمرّت مدينة فيبورغ، والتي كانت هدفًا سوفيتيًا رئيسيًا بالقرب من جبهة البرزخ الكاريلي، بحوالي 12.000 قنبلة. ولم يرد ذكر أي هجمات على أهداف مدنية في تقارير إذاعية أو صحفية سوفيتية. في يناير 1940، واصلت صحيفة برافدا السوفيتية التأكيد على أنه لم تُقصف أهداف مدنية في فنلندا، حتى ولو بشكل عرضي. وتشير التقديرات إلى أن القوات الجوية السوفيتية فقدت حوالي 400 طائرة بسبب سوء الأحوال الجوية ونقص الوقود والأدوات وأثناء النقل إلى الجبهة. وقد نفذت القوات الجوية السوفيتية ما يقرب من 44.000 طلعة جوية خلال الحرب.

### القوات الجوية الفنلندية

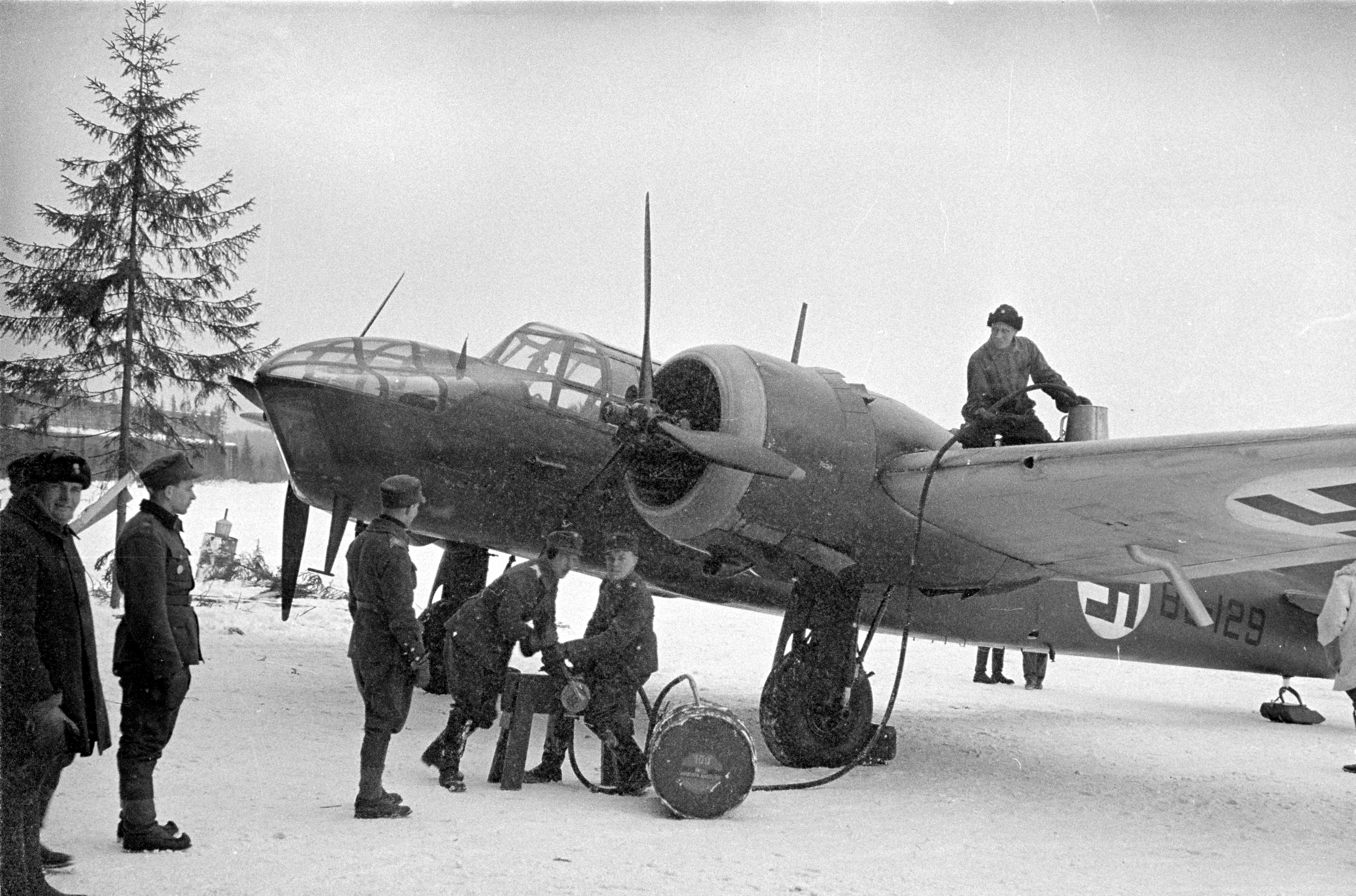
قاذفة فنلندية طراز بريستول بلينهايم إم كيه. 4 تتبع السرب 44، تتزود بالوقود في قاعدتها الجوية على بحيرة متجمدة في تيكاكوسكي، مارس 1940. يُلاحظ وجود شارة الصليب المعقوف على بدن الطائرة، الذي تبنته القوات الجوية الفنلندية شعارًا لها في 1918. وعلى الرغم من التشابه، لم يكن تصميمًا نازيًا ولكنه كان مأخوذًا من الشعار الشخصي؛ لإريك فون روزين الذي تبرع بأول طائرة للقوات الجوية الفنلندية.

في بداية الحرب، كان لدى فنلندا قوة جوية صغيرة، بنحو 114 طائرة مقاتلة فقط صالحة للخدمة. لذلك كانت المهمات محدودة، وكانت الطائرات المقاتلة تُستخدم أساسًا لاعتراض القاذفات السوفيتية. تضاعف القصف الإستراتيجي باعتباره فرصًا للاستطلاع العسكري. لم تقدم الطائرات سوى القليل من الدعم للقوات البرية الفنلندية، لكونها عتيقة الطراز وقليلة العدد. وعلى الرغم من خسائرها، ارتفع عدد الطائرات في القوات الجوية الفنلندية إلى أكثر من 50 بالمائة بنهاية الحرب. وقد تلقى الفنلنديون شحنات من الطائرات البريطانية والفرنسية والإيطالية والسويدية والأمريكية.
غالبًا ما حلق الطيارون الفنلنديون بمجموعتهم الجوية المختلطة نحو التشكيلات السوفيتية التي فاق عددها 10 أو حتى 20 ضعفًا. أسقطت المقاتلات الفنلندية 200 طائرة سوفيتية، في المقابل سقطت 62 طائرة فنلندية لجميع الأسباب. من ناحية أخرى، أسقطت المدافع الفنلندية المضادة للطائرات أكثر من 300 طائرة معادية. في كثير من الأحيان، كانت القواعد الجوية الفنلندية عبارة عن بحيرة متجمدة وكُم للريح وجهاز اتصال وبعض الخيام. تولت نساء فنلنديات من منظمة لوتا سفارد مهمة التحذير من الغارات الجوية. يُعتبر الطيار بطل يورما سارفانتو صاحب أعلى معدل تسجيل إسقاط طائرات، مُحققًا 12.83 انتصارًا. كما أنه رفع حصيلته خلال حرب الاستمرار.

## الحرب البحرية

### النشاط البحري
كان هناك القليل من النشاط البحري خلال حرب الشتاء. بدأ بحر البلطيق بالتجمد بحلول نهاية ديسمبر، مما أعاق حركة السفن الحربية؛ بحلول منتصف الشتاء، كان لا يزال بإمكان كاسحات الجليد والغواصات الإبحار. السبب الآخر للنشاط البحري المنخفض هو طبيعة قوات البحرية السوفيتية في المنطقة. كان أسطول البلطيق قوة دفاع ساحلية تفتقر إلى التدريب والهيكل لوجستي ومركبات الإنزال للقيام بعمليات واسعة النطاق. تألف أسطول البلطيق من بارجتين وطراد ثقيل واحد وما يقرب من 20 مدمرة و50 زورق طوربيد و52 غواصة وسفن متنوعة أخرى. استخدم السوفيت القواعد البحرية في بالديسكي وتالين وليبايا لأجل عملياتهم.
أما البحرية الفنلندية فكانت قوة دفاع ساحلية، مؤلفة سفينتي دفاع ساحلي وخمس غواصات وأربعة زوارق حربية وسبعة زوارق طوربيد وزارعة ألغام واحدة وست كاسحات ألغام وما لا يقل عن 5 كاسحات جليد. انتقلت سفينتي الدفاع الساحلي، إلمارينين وڤايناموينين، إلى الميناء في توركو حيث استُخدمّت لتعزيز الدفاع الجوي. أسقطت مدافعهما المضادة للطائرات طائرة أو طائرتين فوق المدينة، وبقيت السفن هناك لبقية الحرب. في 18 يناير، تعرضت كاسحة الجليد المسلحة الفنلندية تارمو لأضرار جسيمة في كوتكا، حيث أصابتها قنبلتين من قاذفة سوفييتية مع مقتل 39 جنديًا فنلنديًا خلال الهجوم. بالإضافة إلى الدفاع الساحلي، قدمت البحرية الفنلندية الحماية لجزر أولاند والسفن التجارية الفنلندية في بحر البلطيق.
قصفت الطائرات السوفيتية السفن والموانئ الفنلندية وألقت ألغام في الممرات البحرية الفنلندية. ومع ذلك، فُقدّت خمس سفن تجارية فقط بسبب العمليات السوفيتية. أثبتت الحرب العالمية الثانية، التي بدأت قبل حرب الشتاء، أنها أكثر تكلفة للسفن التجارية الفنلندية، حيث فُقدت 26 سفينة بسبب الأعمال العدائية في عامي 1939 و1940.

### المدفعية الساحلية
دافعت بطاريات المدفعية الساحلية الفنلندية عن الموانئ المهمة والقواعد البحرية. والتي يرجع معظمها إلى فترة الإمبراطورية الروسية وكان أغلب هذه المدافع عيار 152 ملم (6.0 بوصة). حاولت فنلندا تحديث أسلحتها القديمة ونصب عدد من البطاريات الحديثة، كان أكبرها يضم بطارية مدفعية عيار 305 ملم (12.0 بوصة) في جزيرة كويفاساري قبالة هلسنكي، وكان الهدف منها في الأصل إغلاق خليج فنلندا أمام السفن السوفيتية بمساعدة البطاريات على الجانب الإستوني.
وقعت المعركة البحرية الأولى في خليج فنلندا في 1 ديسمبر، بالقرب من جزيرة روسارو، على بعد 5 كيلومترات (3.1 ميل) جنوب هانكو. في ذلك اليوم، كان الطقس لطيفًا وكانت الرؤية ممتازة. اكتشف الفنلنديون الطراد السوفيتي كيروف مع مدمرتين. عندما أصبحت السفن على مسافة 24 كم (13 ميل بحري؛ 15 ميل)، فتح الفنلنديون النار بأربعة مدافع ساحلية عيار 234 ملم (9.2 بوصة). بعد خمس دقائق من إطلاق المدفعية الساحلية النار، تضرر الطراد نتيجة الانفجارات قربه وانسحب. وعلى الرغم من عدم تضرر المدمرتين، خسر كيروف 17 قتيلاً و 30 جريحًا. كان السوفيت على علم مسبق بمواقع البطاريات الساحلية الفنلندية، لكنهم فوجئوا بمداها.
كان للمدفعية الساحلية تأثير أكبر على الأرض من خلال تعزيز الدفاع بالاشتراك مع مدفعية الجيش. قدمت مجموعتان من مدفعية الحصينة مساهمات كبيرة في المعارك المبكرة على البرزخ الكاريلي وفي لادوغا كاريليا. واللتان كانتا تقع في كارنايوكي على البرزخ الشرقي وفي مانتسي على الشاطئ الشمالي الشرقي لبحيرة لادوغا. كما قدم حصن كويفيستو دعماً مماثلاً عبر الساحل الجنوبي الغربي للبرزخ.

## التقدم السوفيتي في فبراير

### إصلاحات الجيش الأحمر وتحضيراته الهجومية

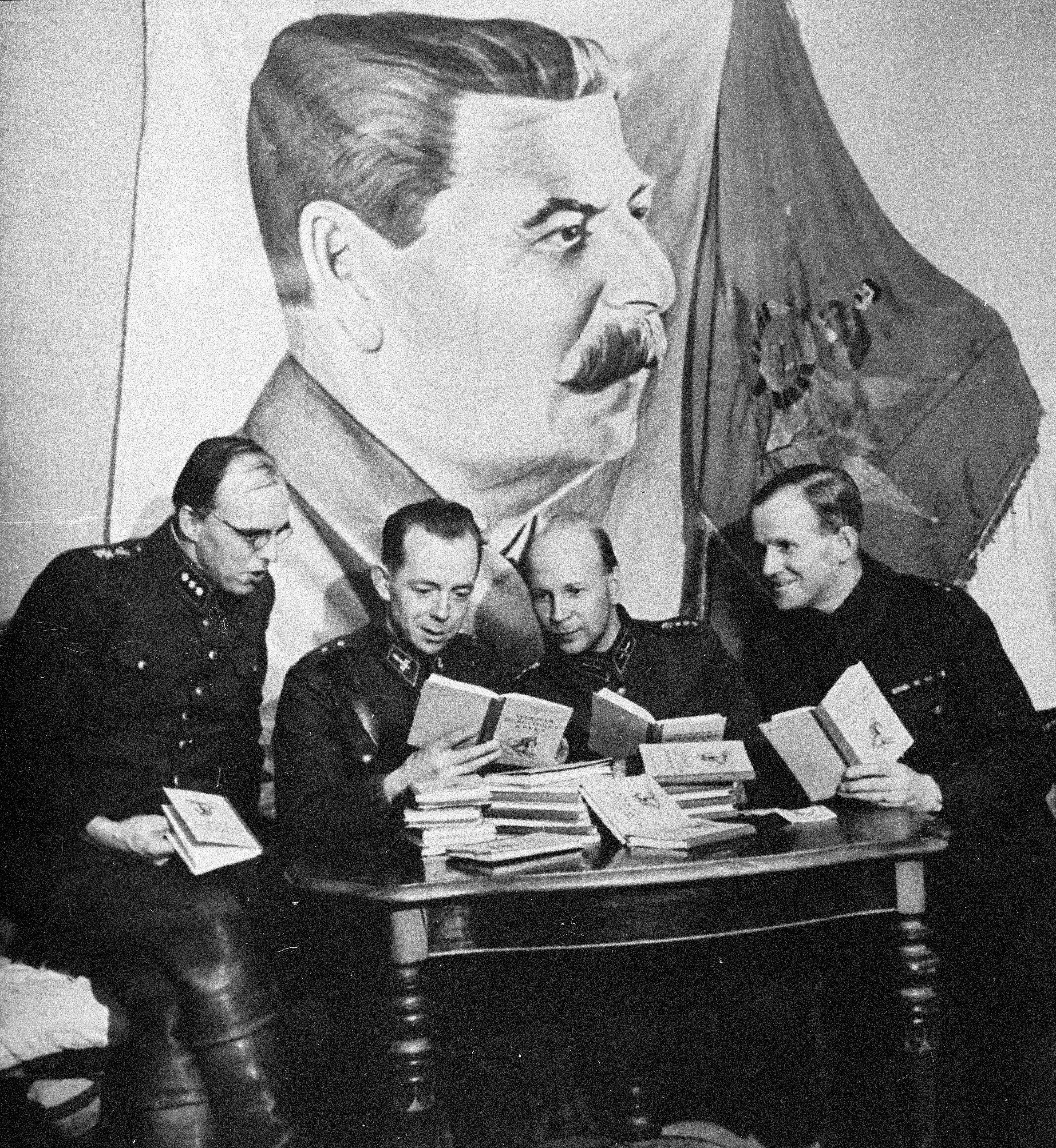
ضباط فنلنديون يفحصون كتيبات تزلج سوفيتية غنموها من معركة سوموسالمي.

لم يكن جوزيف ستالين راضيًا بنتائج الحملة الفنلندية في شهر ديسمبر، لقد تعرض الجيش الأحمر للإذلال. بحلول الأسبوع الثالث من الحرب، كانت الدعاية السوفيتية تعمل بالفعل على شرح إخفاقات الجيش السوفيتي للشعب، عبر إلقاء اللوم على التضاريس السيئة والمناخ القاسي والادعاء كذباً أن خط مانرهايم كان أقوى من خط ماجينو، أو أن الأمريكيين أرسلوا 1.000 من أفضل طياريهم إلى فنلندا. مُنحّ رئيس الأركان بوريس شابوشنيكوف السلطة الكاملة على عمليات المسرح الفنلندي، فأمر بتعليق الهجمات الجبهوية في أواخر ديسمبر. وحل سيميون تيموشينكو محل كليمنت فوروشيلوف كقائد للقوات السوفيتية في الحرب في 7 يناير. تحول التركيز الرئيسي للهجوم السوفيتي إلى البرزخ الكاريلي. أعاد تيموشينكو وجدانوف تنظيم السيطرة وشددا السيطرة بين مختلف فروع الخدمة في الجيش الأحمر. كما جددا العقائد التكتيكية لتلبية واقع الوضع العسكري.
انقسمت القوات السوفيتية في البرزخ الكاريلي إلى جيشين: الجيش السابع والثالث عشر. بتولى كيريل ميريتسكوف قيادة الجيش السابع، حشد 75% من قوته على امتداد 16 كم (9.9 ميل) مقابل خط مانرهايم بين تايبالي ومستنقع موناسو. كانت التكتيكات الأساسية: اقتحام مدرع للاختراق الأولي، متبوعًا بقوات المشاة الرئيسية والقوة الهجومية للمركبات. أجرى الجيش الأحمر تحضيراته عبر تحديد تحصينات الخطوط الأمامية الفنلندية. تلاها تدريب فرقة البنادق 123 على الهجوم على نماذج بالحجم الطبيعي. شحنّ السوفيت أعداد كبيرة من الدبابات وقطع المدفعية الجديدة إلى مسرح العمليات. وارتفع قوام القوات من عشرة فرق إلى 25-26 فرقة مع ستة أو سبعة ألوية دبابات والعديد من فصائل الدبابات المستقلة للدعم، بما بلغ مجموعه 600.000 جندي. في 1 فبراير، بدأ الجيش الأحمر هجومًا كبيرًا، حيث أطلق 300.000 قذيفة على الخط الفنلندي في أول 24 ساعة من القصف.

### الهجوم السوفيتي على البرزخ الكاريلي
على الرغم من أن جبهة البرزخ الكاريلي كانت أقل نشاطًا في يناير مما كانت عليه في ديسمبر، فقد شددّ السوفيت من قصفهم، مما أدى إلى إضعاف المدافعين وإضعاف تحصيناتهم. خلال ساعات النهار، احتمى الفنلنديون من القصف داخل تحصيناتهم وخلال الليل كانوا يصلحون الأضرار. أدى الموقف بسرعة إلى استنزاف الفنلنديين عسكريًا، الذين فقدوا أكثر من 3.000 جندي في حرب الخنادق. كما شنّ السوفيت من حين لآخر هجمات بقوات مشاة صغيرة من سرية أو سريتين. نتيجة نقص الذخيرة، كانت مواقع المدفعية الفنلندية تتلقى أوامر بإطلاق النار فقط ضد الهجمات البرية التي تُشكل تهديد مباشر. في 1 فبراير، صَعَدّ السوفيت من قصفهم المدفعي والجوي.
على الرغم من أن السوفيت صقلّوا تكتيكاتهم ورفعوا روحهم المعنوية، كان الجنرالات لا يزالون على استعداد لتقبل خسائر فادحة على حساب تحقيق أهدافهم. دُعمّت الهجمات بستائر الدخان والمدفعية الثقيلة والمدرعات، لكن المشاة اندفعوا في العراء وفي تشكيلات مكثفة. وعلى عكس تكتيكاتها في ديسمبر، تقدمت الدبابات السوفيتية بأعداد أقل. لم يكن الفنلنديون قادرين على تحييد الدبابات بسهولة في حالة حماية قوات المشاة لها. بعد 10 أيام من القصف المدفعي المستمر، حقق السوفيت اختراقًا في البرزخ الكاريلي الغربي خلال معركة سوما الثانية.
بحلول 11 فبراير، كان لدى السوفيت ما يقرب من 460.000 جندي و3.350 قطعة مدفعية و3.000 دبابة و1.300 طائرة موزعين على البرزخ الكاريلي. كان الجيش الأحمر يستقبل باستمرار مجندين جدد بعد الاختراق. في المقابل، كان لدى الفنلنديين ثمانية فرق، يبلغ مجموعها حوالي 150.000 جندي. وانهارت معاقل المدافعين واحدة تلو الأخرى بسبب الهجمات السوفيتية واضطر الفنلنديون إلى التراجع. في 15 فبراير، أذن مانرهايم بانسحاب عام للفيلق الثاني إلى خط الدفاع الاحتياطي. على الجانب الشرقي من البرزخ، واصل الفنلنديون مقاومة الهجمات السوفيتية، وحققوا حالة من الجمود العسكري في معركة تايبالي.

### مفاوضات السلام
على الرغم من أن الفنلنديين حاولوا إعادة فتح المفاوضات مع موسكو بكل الوسائل خلال الحرب، فإن السوفيت لم يستجبوا. في أوائل يناير، تواصلت الشيوعية الفنلندية هيلا فووليوكي مع الحكومة الفنلندية. حيث عرضت الاتصال بموسكو عبر ألكسندرا كولونتاي، سفيرة الاتحاد السوفيتي في السويد. توجهّت فووليوكي إلى ستوكهولم والتقت بكولونتاي سراً في أحد الفنادق. سرعان ما قرر مولوتوف تمديد الاعتراف بحكومة روتي تانر كحكومة شرعية لفنلندا ووضع حدًا لحكومة تيريوكي العميلة  التي أقامها السوفيت برئاسة كوسينن.
بحلول منتصف فبراير، أصبح جليّا أن القوات الفنلندية كانت على شفا الإنهاك. أما بالنسبة للسوفيت، كانت الخسائر مرتفعة واعتبر الوضع مصدر إحراج سياسي للنظام السوفيتي، كما أن خطر التدخل الفرنسي البريطاني كان قائمًا. ومع اقتراب فصل الربيع، خاطرت القوات السوفيتية بالتعثر في الغابات. خلال ذلك، وصل وزير الخارجية الفنلندي فاينو تانر إلى ستوكهولم في 12 فبراير وتفاوض على شروط السلام مع السوفيت من خلال السويديين. أما ممثلو ألمانيا، الذين لم يكونوا على علم بالمفاوضات الجارية، فقد اقترحوا في 17 فبراير أن تتفاوض فنلندا مع الاتحاد السوفيتي.
حرصت كل من ألمانيا والسويد على رؤية نهاية لحرب الشتاء. خشي الألمان خسارة حقول خام الحديد في شمال السويد وهددوا بالهجوم على الفور إذا منح السويديون قوات الحلفاء حق المرور. حتى أن الألمان أعدوا خطة لغزو الدول الاسكندنافية، تسمى «شتودية نورد»، والتي أصبحت فيما بعد عملية فيزرأوبونغ الكاملة. مع تردد مجلس الوزراء الفنلندي في مواجهة الظروف السوفيتية القاسية، أدلى ملك السويد غوستاف الخامس ببيان عام في 19 فبراير أكد فيه رفضه للنداءات الفنلندية للحصول على دعم من القوات السويدية. في 25 فبراير، عُرضّت شروط السلام السوفيتي بالتفصيل. في 29 فبراير، قبلت الحكومة الفنلندية الشروط السوفيتية من حيث المبدأ وكانت على استعداد للدخول في مفاوضات.

### انتهاء الحرب بحلول مارس

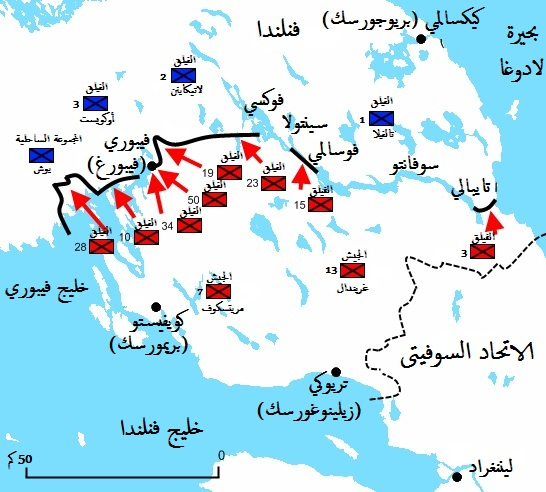
الوضع في البرزخ الكاريلي في اليوم الأخير من الحرب، 13 مارس 1940.
الفيالق الفنلندية أو مجموعة يوش الساحلية
الفيالق أو الجيوش السوفيتية

في 5 مارس، تقدم الجيش الأحمر بنحو 10 إلى 15 كم (6.2 إلى 9.3 ميل) ما بعد خط مانرهايم ودخل ضواحي فيبورغ. في نفس اليوم، أقام الجيش الأحمر جسرًا على خليج فيبورغ الغربي. اقترح الفنلنديون هدنة في 6 مارس، لكن السوفيت، الذين أرادوا مواصلة الضغط على الحكومة الفنلندية، رفضوا العرض. سافر وفد السلام الفنلندي إلى موسكو عبر ستوكهولم ووصل في 7 مارس. كان لدى السوفيت مطالب أخرى، حيث كان موقفهم العسكري قويًا ومتطورًا. في 9 مارس، كان الوضع العسكري الفنلندي في البرزخ الكاريلي كارثيًا، حيث كانت القوات تعاني من خسائر فادحة. ونفذت ذخيرة المدفعية وتلف العتاد. أدركت الحكومة الفنلندية أن الحملة العسكرية الفرنسية البريطانية المأمولة لن تصل في الوقت المناسب، لأن النرويج والسويد لم تعطِ الحلفاء حق المرور، لذا لم يكن لديها خيار سوى قبول الشروط السوفيتية. قاوم الرئيس الفنلندي كووستي كاليو فكرة التنازل عن أي إقليم للاتحاد السوفيتي، لكنه اضطر إلى الموافقة على توقيع معاهدة موسكو للسلام. ولما وقع الوثيقة قال الرئيس الموجوع جملته الشهيرة:

### معاهدة موسكو للسلام

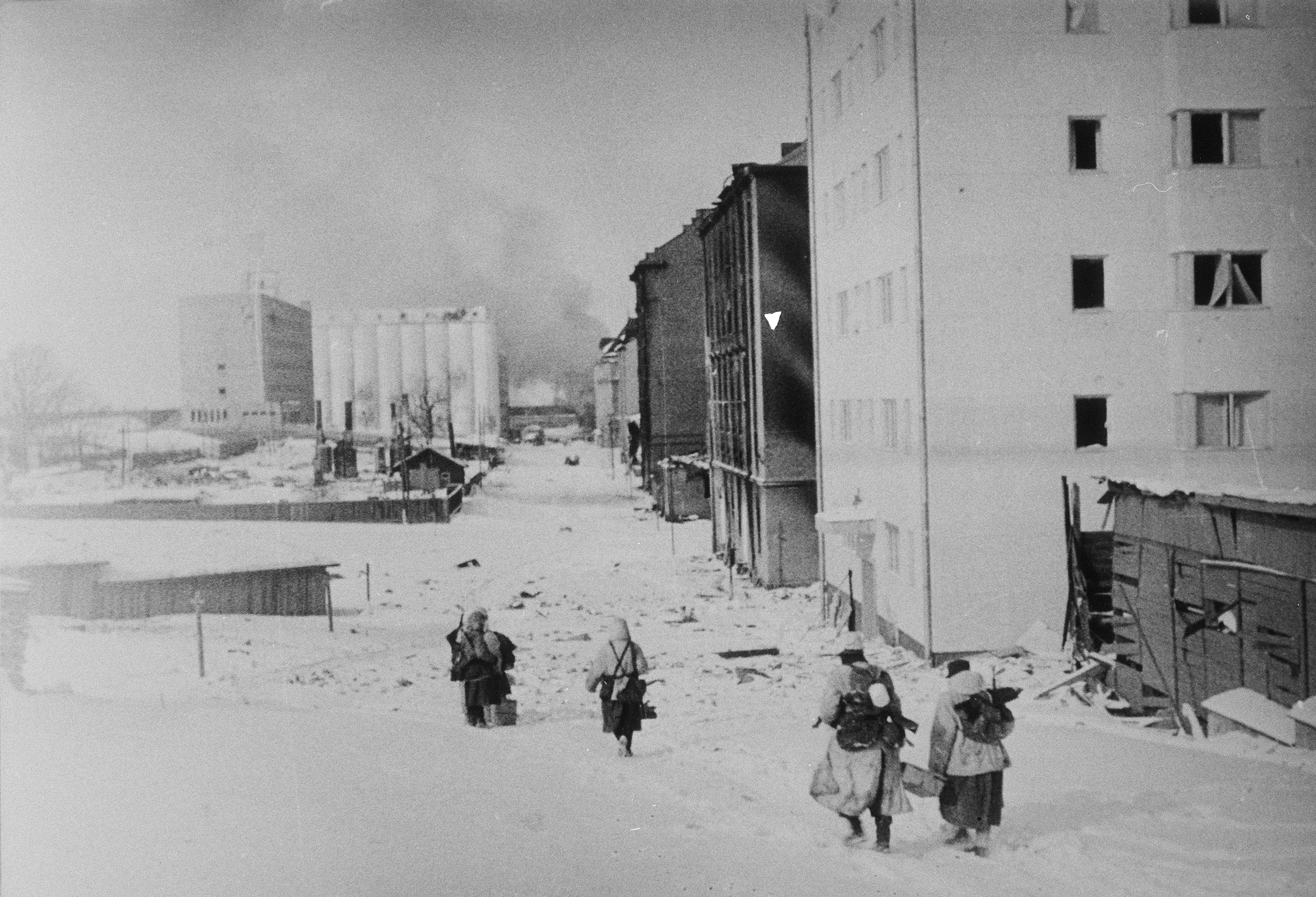
في الساعة 11:45 من صباح يوم 13 مارس 1940. انسحب الجنود الفنلنديون في فيبوري إلى خط الترسيم.

أُبرمّت معاهدة موسكو للسلام في موسكو في 12 مارس 1940. ودخل وقف إطلاق النار حيز التنفيذ في اليوم التالي ظهرًا بتوقيت لينينغراد، و11 صباحًا بتوقيت هلسنكي. حيث تنازلت فنلندا عن جزء من كاريليا وكامل البرزخ الكاريلي والأراضي الواقعة شمال بحيرة لادوغا. تضمنت المنطقة فيبورغ (ثاني أكبر مدينة في فنلندا حسب تعداد السكان أو رابع أكبر مدينة حسب سجلات الكنيسة والسجلات المدنية، اعتمادًا على بيانات التعداد) والكثير من الأراضي الصناعية في فنلندا، والأراضي الهامة التي لا تزال تحت سيطرة الجيش الفنلندي عمومًا، بنحو 9% من الأراضي الفنلندية. فقدت فنلندا أيضًا 30% من أصولها الاقتصادية مقارنة بمارس 1938. أُجليّ 12% من سكان فنلندا، حوالي 422.000 إلى 450.000 من سكان كاريليا، وفقدوا منازلهم. تنازلت فنلندا عن جزء من منطقة سالا وشبه جزيرة ريباتشي في بحر بارنتس وأربع جزر في خليج فنلندا. كما أجرت شبه جزيرة هانكو إلى الاتحاد السوفيتي كقاعدة عسكرية لمدة 30 عامًا. فيما عدا منطقة بيتسامو، التي استولى عليها الجيش الأحمر أثناء الحرب، فقد أُعيدت إلى فنلندا وفقًا للمعاهدة.

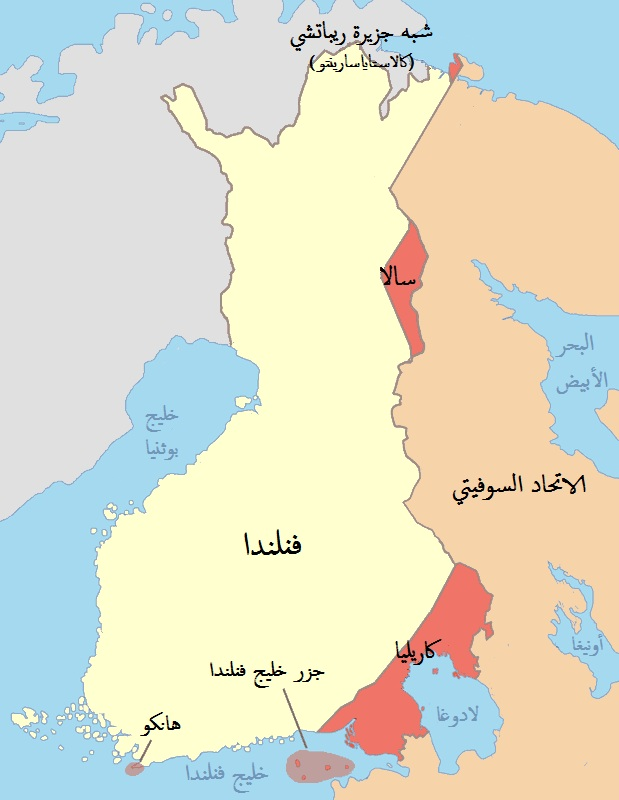
تظهر الأراضي التي تنازلت عنها فنلندا للاتحاد السوفيتي باللون الأحمر

تجاوزت التنازلات الفنلندية والخسائر الإقليمية المطالب السوفيتية قبل الحرب. حينها، طالب الاتحاد السوفيتي بتحريك الحدود مع فنلندا على البرزخ الكاريلي غربًا إلى نقطة 30 كم (19 م) شرق فيبورغ نحو الخط الفاصل بين كويفيستو وليبولا وهدم التحصينات الموجودة على البرزخ الكاريلي والتنازل عن جزر سورصاري وتيترصاري وكويفيستو في خليج فنلندا وشبه جزيرة ريباتشي. في المقابل، اقترح الاتحاد السوفيتي التنازل عن ريبولا وبوراغارفي في كاريليا الشرقية، وهي مساحة تبلغ ضعف مساحة الأراضي التي طُلبت من الفنلنديين في البداية.

## الدعم الخارجي

### المتطوعون الأجانب
حازت القضية الفنلندية على تأييد كبير من الرأي العام العالمي، الذي اعتبر العدوان السوفيتي عمومًا غير مبرر. لم تكن الحرب العالمية الثانية قد أثرت بعد تأثيرًا مباشرًا على فرنسا والمملكة المتحدة وحتى الولايات المتحدة؛ كانت حرب الشتاء عمليًا الصراع الوحيد في أوروبا آنذاك، وبالتالي كان لها صدى عالمي كبير. أرسلت العديد من المنظمات الأجنبية مساعدات مادية، ومنحت العديد من الدول فنلندا قروضًا وعتادًا عسكريًا. سمحت ألمانيا النازية بمرور الأسلحة عبر أراضيها إلى فنلندا، ولكن بعد كشف صحيفة سويدية لهذا الأمر، اتخذ أدولف هتلر سياسة الصمت تجاه فنلندا، كجزء من تحسين  للعلاقات الألمانية السوفيتية بعد توقيع اتفاق مولوتوف-ريبنتروب.
قَدمّت أكبر فرقة أجنبية من السويد المجاورة، والتي قدمت ما يقرب من 8.760 متطوعًا خلال الحرب. تشكل فيلق المتطوعين غالبًا من السويديين، بالإضافة إلى 1.010 دنماركي و727 نرويجي. وقد قاتلوا على الجبهة الشمالية في سالا في الأيام الأخيرة من الحرب. كما شاركت وحدة سويدية من مقاتلات غلوستر غلاديتور تحت اسم "فوج الطيران 19". تولت البطاريات السويدية المضادة للطائرات المزودة بمدافع بوفورز عيار 40 ملم (1.6 بوصة) مسؤولية الدفاع الجوي عن شمال فنلندا ومدينة توركو. كذلك وصل متطوعون من المجر وإيطاليا وإستونيا. وتطوع 350 مواطنًا أمريكيًا من أصول فنلندية ووصل 210 متطوعًا من جنسيات أخرى إلى فنلندا قبل انتهاء الحرب. من بين هؤلاء، ماكس مانوس، وهو مواطن نرويجي، قاتل في حرب الشتاء قبل أن يعود إلى النرويج وحقق شهرة لاحقة كمقاتل في المقاومة النرويجية خلال الاحتلال الألماني للنرويج. إجمالاً، تلقت فنلندا 12.000 متطوع، مات منهم 50 خلال الحرب. تطوع الممثل البريطاني كريستوفر لي للحرب لمدة أسبوعين، لكنه لم يشهد أي قتال.

### خطط التدخل الفرنسية البريطانية

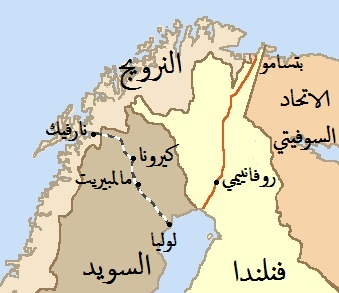
عرضت فرنسا وبريطانيا تقديم الدعم بشرط أن تمر قواتهم البحرية من نارفيك عبر النرويج والسويد المحايدتين بدلاً من المرور الصعب عبر ميناء بتسامو الذي يحتله السوفيت.

كانت فرنسا من أوائل المؤيدين لفنلندا خلال حرب الشتاء، التي اعتبرها الفرنسيون فرصة لإضعاف واردات ألمانيا من الموارد عبر شن هجوم مضاد فنلندي، حيث كان كل من السويد والاتحاد السوفيتي شريكين تجاريين إستراتيجيين لألمانيا. كان لدى فرنسا دافع آخر، وهو تفضيل قيام حرب كبرى في منطقة نائية من أوروبا بديلًا عن التراب الفرنسي. خططت فرنسا لإعادة تسليح الوحدات البولندية في المنفى ونقلها إلى ميناء بيتسامو الفنلندي في القطب الشمالي. كان هناك اقتراح آخر يتمثل في توجيه ضربة جوية مركزة بالتعاون مع تركيا ضد حقول نفط القوقاز.
أراد البريطانيون من جانبهم، منع تدفق خام الحديد من المناجم السويدية إلى ألمانيا حيث وفر السويديون ما يصل إلى 40% من طلبات ألمانيا على الحديد. أثار الأدميرال البريطاني ريجينالد بلونكيت الأمر في 18 سبتمبر 1939، وفي اليوم التالي طرح ونستون تشرشل الموضوع على وزارة حرب تشامبرلين. في 11 ديسمبر، رأى تشرشل أن على البريطانيين أن يحصلوا على موطئ قدم في الدول الاسكندنافية بهدف مساعدة الفنلنديين، ولكن دون التورط في حرب مع الاتحاد السوفيتي. في ديسمبر، جعل هتلر الأمر واضحًا للحكومة السويدية بسبب الاعتماد الألماني الكبير على خام الحديد في شمال السويد، وذلك بأن وجود أي قوات للحلفاء على الأراضي السويدية من شأنه أن يقود إلى غزو ألماني على الفور.
في 19 ديسمبر، قدم رئيس الوزراء الفرنسي إدوارد دالادييه خطته إلى هيئة الأركان العامة ووزارة الحرب. وفيها، بينّ الصلة بين الحرب في فنلندا وخام الحديد في السويد. كان هناك خطر من سقوط محتمل لفنلندا تحت الهيمنة السوفيتية. في المقابل، ستتمكن ألمانيا النازية من احتلال كلاً من النرويج والسويد. ويمكن لهاتين القوتين تقسيم الدول الاسكندنافية بينهما، على غرار بولندا. كان الدافع الرئيسي للفرنسيين والبريطانيين هو تقليل قدرة الألمان على شن الحرب.
اجتمعت لجنة التنسيق العسكري في 20 ديسمبر في لندن، وبعد يومين طُرحّت الخطة الفرنسية. اختار المجلس الأعلى للحرب الأنجلو-فرنسي أن يرسل مذكرات إلى النرويج والسويد في 27 ديسمبر لحثهما على مساعدة فنلندا وتقديم الدعم للحلفاء. رفضت النرويج والسويد العرض في 5 يناير 1940. ثم توصل الحلفاء إلى خطة جديدة، يطالبون فيها بأن تمنحهم النرويج والسويد حق المرور من خلال الاستشهاد بقرار عصبة الأمم كمبرر. بحيث تنزل قوات حملتهم في ميناء نارفيك النرويجي وتتقدم بواسطة السكك الحديدية نحو فنلندا، مروراً بحقول خام الحديد السويدية في الطريق. أُرسل هذا الطلب إلى النرويج والسويد في 6 يناير، ولكنه رُفض أيضًا بعد ستة أيام.
وضع الحلفاء خطة نهائية في 29 يناير، احتوت عقبات لكنها لم تثنيهم بعد عن إمكانية شن هجوم. أولاً، سيتقدم الفنلنديون بطلب رسمي للمساعدة. بعد ذلك، سيطلب الحلفاء الإذن من النرويج والسويد لنقل «المتطوعين» عبر أراضيهما. أخيرًا، ولحماية خط الإمداد من الهجمات الألمانية، سيرسل الحلفاء وحدات إلى الشاطئ في نامسوس وبرغن وتروندهايم. تطلبت العملية 100.000 جندي بريطاني و35.000 جندي فرنسي بدعم بحري وجوي. ستبحر قوافل الإمدادات في 12 مارس، وستبدأ عمليات الإنزال في 20 مارس. لكن انتهاء الحرب في 13 مارس حال دون تنفيذ الخطط الفرنسية البريطانية لإرسال قوات إلى فنلندا عبر شمال إسكندنافيا.

## توابع الحرب والخسائر

### في فلندا

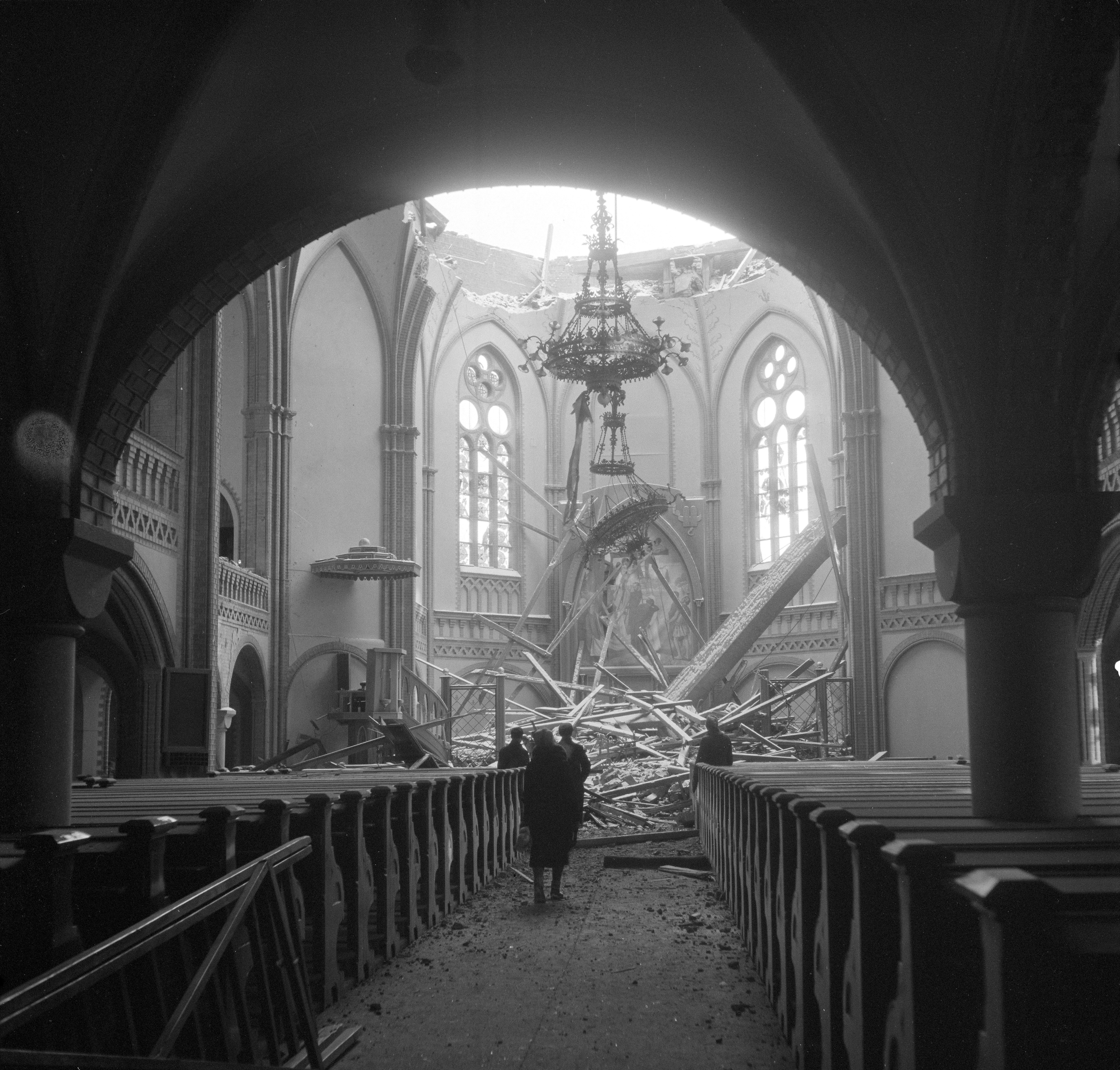
تعرضت كاتدرائية فيبورغ لأضرار جسيمة خلال حرب الشتاء ولم تُجدد نهائيًا. تنازلت فنلندا عن فيبورغ نفسها للاتحاد السوفيتي.

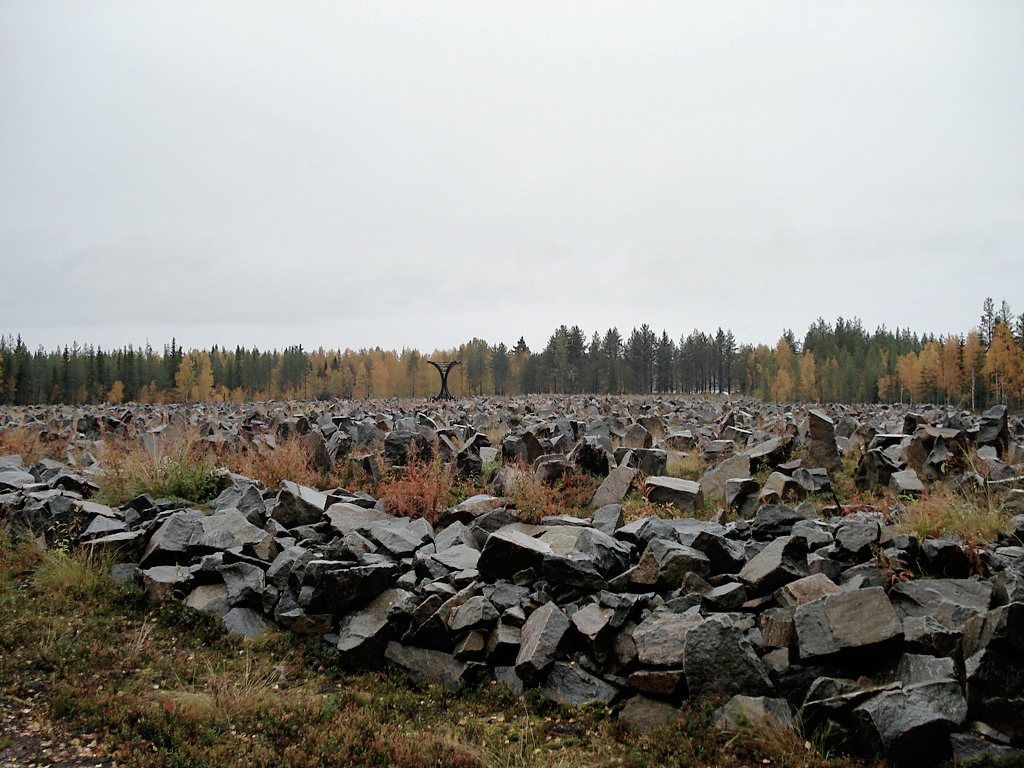
النصب التذكاري لحرب الشتاء في سوموسالمي، فنلندا، كل صخرة ترمز لكل جندي قُتل في معركة سوموسالمي؛ 750 فنلنديًا وما يقدر بـنحو 24000 سوفيتيًًا.

أثرت الحرب التي دامت 105 أيام تأثيرًا عميقًا ومحبطًا في فنلندا. كان الدعم الدولي الملموس في حده الأدنى ووصل متأخرًا، وقد منع الحصار الألماني معظم شحنات الأسلحة. عُرفّت فترة الخمسة عشر شهرًا بين حرب الشتاء وعملية بربروسا، والتي كان جزء منها ضمن حرب الاستمرار، فيما بعد بالسلام المؤقت. بعد انتهاء الحرب، أصبح وضع الجيش الفنلندي في البرزخ الكاريلي محل نقاش في فنلندا. صدرت أوامر بالفعل بالاستعداد للتراجع إلى خط الدفاع التالي في قطاع تايبالي. تفاوتت تقديرات المدة التي يمكن أن يتعطل فيها الجيش الأحمر بسبب عمليات الانسحاب والمقاومة من بضعة أيام إلى بضعة أسابيع، أو حتى شهرين على الأكثر.
عقب الحرب مباشرة، أعلنت هلسنكي رسميًا مقتل 19.576 فنلنديًا. لكن وفقًا للتقديرات المنقحة في 2005 من قبل المؤرخين الفنلنديين، توفي 25.904 شخصًا أو فُقدوا وأصيب 43.557 بجروح على الجانب الفنلندي أثناء الحرب.(13) قدر الباحثون الفنلنديون والروس أن هناك 800-1100 أسير حرب فنلندي، توفي منهم ما بين 10 و20%. أعاد الاتحاد السوفيتي 847 فنلنديًا إلى وطنهم بعد الحرب. قتلت الغارات الجوية 957 مدنيًا. مع تدمير ما بين 20 و30 دبابة وخسارة 62 طائرة. كذلك، كان على فنلندا التنازل عن جميع سفن مفرزة لادوغا البحرية الفنلندية إلى الاتحاد السوفيتي بموجب معاهدة موسكو للسلام.
أثناء فترة السلام المؤقت، هدفت فنلندا إلى تحسين قدراتها الدفاعية، فأجرت مفاوضات مع السويد بشأن إقامة تحالف عسكري، ولكن المفاوضات بمجرد أن اتضح أن كلًا من ألمانيا والاتحاد السوفيتي يعارضان مثل هذا التحالف. في 31 يوليو 1940، أصدر المستشار الألماني أدولف هتلر أمرًا بالتخطيط لشن هجوم على الاتحاد السوفيتي، ولذا كان على ألمانيا إعادة تقييم موقفها فيما يتعلق بفنلندا. حتى ذلك الحين، رفضت ألمانيا الطلبات الفنلندية لشراء الأسلحة. ومع ذلك، فإن احتمال غزو الاتحاد السوفيتي غيرّ هذه السياسة. وفي أغسطس، سُمح ببيع الأسلحة إلى فنلندا سرًا.
أنشأ سكان كاريليا الذين جرى إخلائهم جماعة ضغط، وهي الرابطة الكاريلية الفنلندية، للدفاع عن حقوق ومصالح كاريليا وإيجاد طريقة لإعادة مناطق كاريليا التي تنازلت عنها فنلندا. أرادت فنلندا العودة إلى الحرب بسبب الغزو السوفيتي خلال حرب الشتاء، والتي وقعت بعد فشل فنلندا في الاعتماد على عصبة الأمم وعلى حياد دول الشمال. هدفّت فنلندا في المقام الأول إلى عكس خسائرها الإقليمية نتيجة معاهدة موسكو للسلام، واعتمادًا على نجاح الغزو الألماني للاتحاد السوفيتي، ربما لتوسيع حدودها، خاصة في كاريليا الشرقية. دعمت بعض الجماعات اليمينية، مثل جمعية كاريليا الأكاديمية، فكرة فنلندا الكبرى. بدأت حرب الاستمرار في يونيو 1941 وأدت إلى المشاركة الفنلندية في حصار لينينغراد وكذلك الاحتلال الفنلندي لشرق كاريليا.

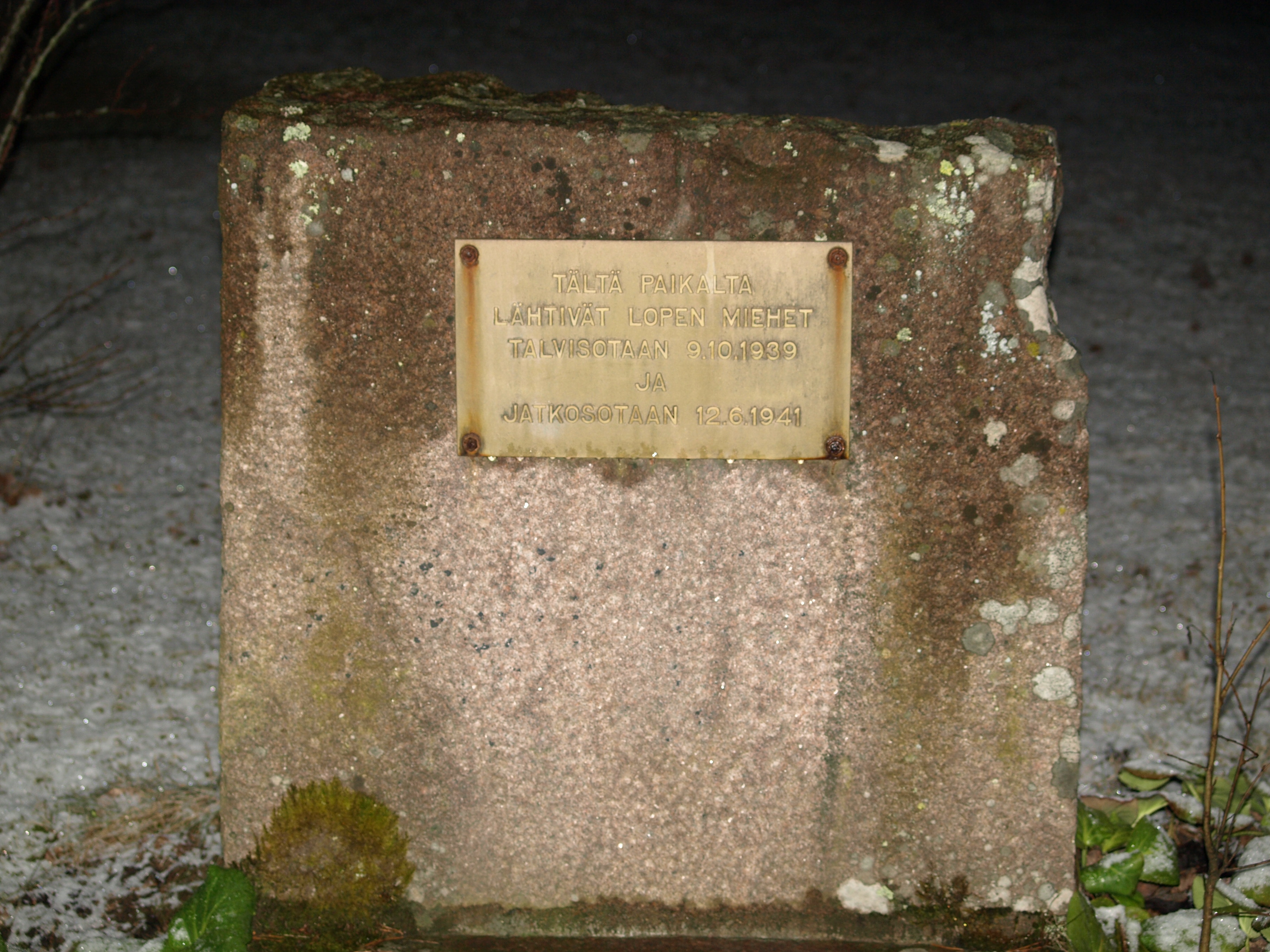
الحجر التذكاري لجنود حرب الشتاء وحرب الاستمرار في لوبي، فنلندا

### في الاتحاد السوفيتي
اجتمعت القيادة العليا للأركان السوفيتية (ستافكا) في أبريل 1940، واستعرضت دروس الحملة الفنلندية وأوصت بإجراء إصلاحات. تقلص دور المفوضين السياسيين في الخطوط الأمامية، وأعيد إدخال الرتب القديمة وأشكال الانضباط. تحسنت الملابس والمعدات والتكتيكات الخاصة بالعمليات الشتوية. ومع ذلك، لم تكتمل جميع الإصلاحات عندما بدأ الألمان عملية بربروسا بعد 14 شهرًا.

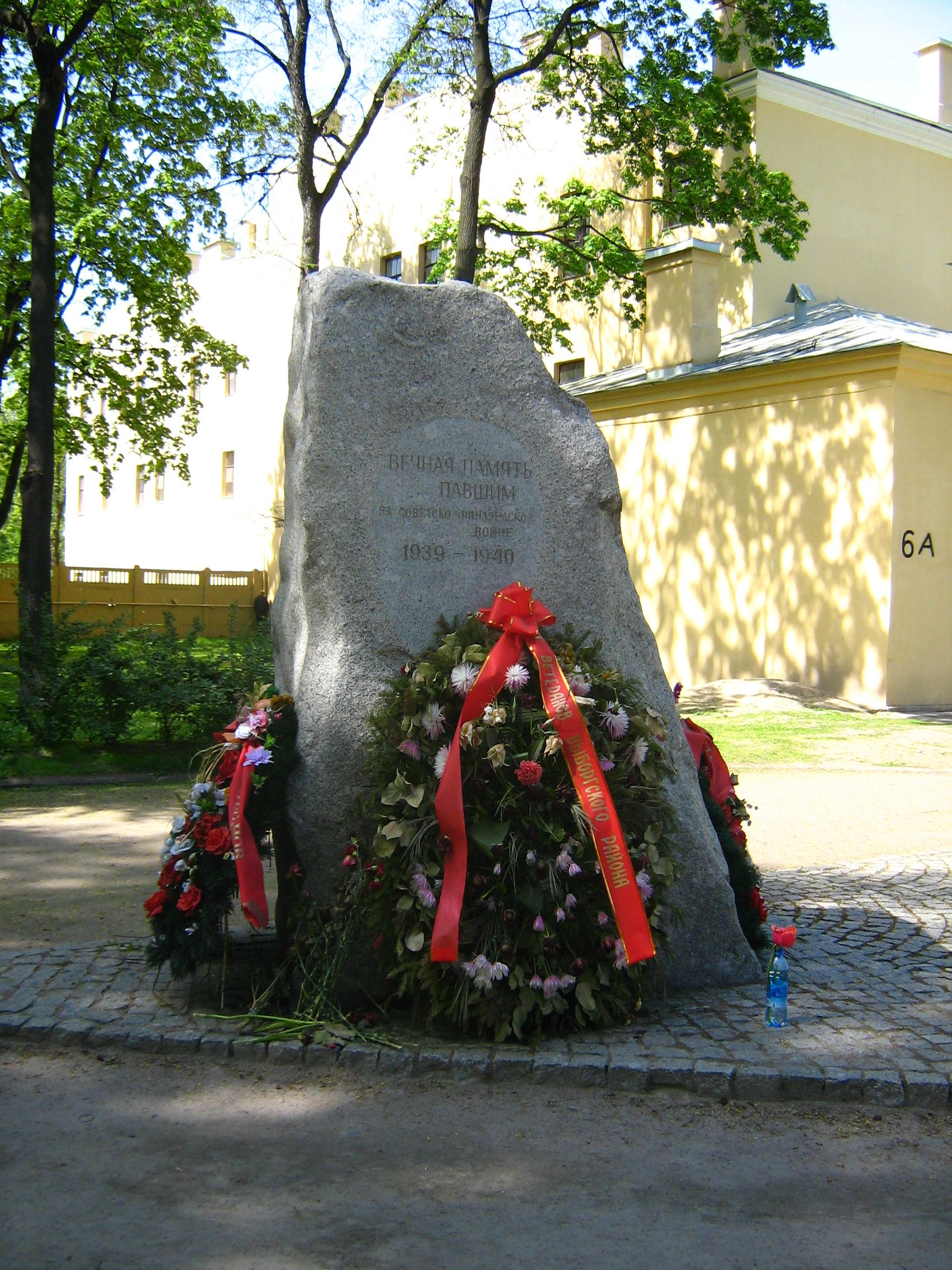
النصب التذكاري لضحايا الحرب السوفيتية الفنلندية 1939-1940 في سانت بطرسبرغ

خلال الفترة بين حرب الشتاء والبيريسترويكا في أواخر الثمانينيات، اعتمد التأريخ السوفيتي فقط على خطابات مولوتوف حول حرب الشتاء. في خطابه الإذاعي في 29 نوفمبر 1939، جادل مولوتوف بأن الاتحاد السوفيتي حاول التفاوض بشأن ضمانات الأمن للينينغراد لمدة شهرين. في حين اتخذ الفنلنديون موقفا معاديًا «لإرضاء الإمبرياليين الأجانب». لقد أظهرت فنلندا استفزازًا عسكريًا، ولم يعد بإمكان الاتحاد السوفيتي الالتزام باتفاقيات عدم الاعتداء. وفقًا لمولوتوف، لم يرغب الاتحاد السوفيتي في احتلال فنلندا أو ضمها، لكن الهدف كان مجرد تأمين لينينغراد.
نُشرت أرقام الخسائر السوفيتية الرسمية، بالإشارة إلى قيادة منطقة لينينغراد العسكرية، في جلسة لمجلس السوفيت الأعلى في 26 مارس 1940، بنحو 48.475 قتيلًا و158.863 مريضًا وجريحًا. أما التقديرات الروسية الأكثر حداثة فهي تختلف: في 1990، ادعى ميخائيل سيميرياغا مقتل 53.522، وذكر إن. آي. باريشنيكوف مقتل 53.500 في 1997. في حين ادعى غريغوري كريفوشييف مقتل وفقدان 126.875 ومجمل الضحايا يصل إلى 391.783، منهم 188.671 جريحًا. في 1991، زعم يوري كيلين مقتل 63.990 وإجمالي عدد الضحايا 271.528. في 2007، راجع تقديرات القتلى بنحو 134.000. وفي 2012، رفع هذا التقدير إلى 138.533. في 2013، صرح بافل بتروف أن الأرشيف العسكري الروسي لديه قاعدة بيانات تؤكد مقتل أو فقدان 167.976 جنباً إلى جنب مع أسماء الجنود وتواريخ ميلادهم ورتبهم.
كان هناك 5.572 أسير حرب سوفيتي في فنلندا. ومصدر آخر يدرج 5.478 أسيرًا سوفيتيًا. بعد حرب الشتاء، أعيد السجناء السوفيت إلى الاتحاد السوفيتي وفقًا لمعاهدة موسكو للسلام. من بين هؤلاء، أُفرجّ عن 450، وحُكم على 4.354 بالسجن في معسكرات العمل لفترات تراوحت بين 3 و10 سنوات و414 كانوا عرضة «لأنشطة اتسمت بالخيانة أثناء وجودهم في الأسر»، حيث أُحيلّت 334 قضية جنائية إلى المحكمة العليا للاتحاد السوفيتي؛ من تلك الحالات حُكم على 232 منها بعقوبة الإعدام.
دُمرّت ما بين 1.200 و3.543 دبابة سوفيتية. ذكر الرقم الرسمي خسارة 611 دبابة، لكن يوري كيلين وجد مذكرة تلقاها رئيس الأركان العامة السوفيتية، بوريس شابوشنيكوف، تفيد بإصابة 3.543 دبابة منها 316 دبابة مدمرة. وفقًا للمؤرخ الفنلندي أوهتو مانينين، خسر الجيش السوفيتي السابع 1.244 دبابة خلال معارك اختراق خط مانرهايم في منتصف الشتاء. في أعقاب الحرب مباشرة، كان التقدير الفنلندي لعدد خسائر الدبابات السوفيتية يتراوح بين 1.000 و 1.200 دبابة. فقدت القوات الجوية السوفيتية حوالي 1.000 طائرة، لكن أقل من نصفهم كانت نتيجة أعمال قتالية. وفقًا لكارل فريدريك غوست، بناءً على دراسات وحدات القوات الجوية السوفيتية، أسقطت الوحدات المضادة للطائرات الفنلندية 119 وأسقط الطيارين الفنلنديون 131 طائرة سوفيتية، على الرغم من أن جميع خسائر الطائرات السوفيتية كانت أكثر من 900.

### بالنسبة لألمانيا
تعتبر حرب الشتاء نجاحًا سياسيًا للألمان. فقد تعرض كل من الجيش الأحمر وعصبة الأمم للإذلال، وثبتّ أن المجلس الأعلى للحرب الأنجلو-فرنسي كان فوضويًا وعاجزًا. لم تحظ سياسة الحياد الألمانية بشعبية داخل الوطن، وتضررت العلاقات مع إيطاليا. عقب معاهدة موسكو للسلام، حسنت ألمانيا علاقاتها مع فنلندا، وفي غضون أسبوعين، كانت العلاقات الألمانية الفنلندية على رأس جدول الأعمال. والأهم من ذلك، أن الأداء الضعيف للغاية للجيش الأحمر أقنع هتلر بنجاح غزو الاتحاد السوفيتي. في يونيو 1941، أعلن هتلر، «ما علينا سوى ركل الباب وسينهار الهيكل الفاسد بالكامل».

### بالنسبة للحلفاء
فضحّت حرب الشتاء فوضى الجيش الأحمر والحلفاء وعجزهما على حد سواء. لم يكن المجلس الأعلى للحرب الأنجلو-فرنسي قادرًا على صياغة خطة عملية، وكشف عن عدم كفائته لشن حرب فعالة في بريطانيا أو فرنسا. أدى هذا الفشل إلى انهيار حكومة دالادييه في فرنسا.

## الهوامش
1. أدار كيريل ميريتسكوف قائد منطقة لينينغراد العسكرية مبدئيًا العملية الشاملة ضد الفنلنديين. تم تمرير الأمر في 9 ديسمبر 1939 إلى القيادة العليا للأركان العامة (التي عُرفت لاحقًا باسم ستافكا)، مباشرة بقيادة كليمنت فوروشيلوف (الرئيس)، نيقولاي غيراسيموفيتش كوزنيتسوف ويوسف ستالين وبوريس شابوشنيكوف. في يناير 1940، نُظمّت منطقة لينينغراد العسكرية وتغير اسمها إلى «الجبهة الشمالية الغربية». اُختير سيميون تيموشينكو قائدًا للجيش لكسر خط مانرهايم.
2. في بداية الحرب، كان لدى الفنلنديين 300.000 جندي. وما مجموعه 250.028 بندقية فقط (بإجمالي 281.594 قطعة سلاح ناري)، لكن أفراد الحرس الأبيض أحضروا بنادقهم الخاصة (أكثر من 114.000 بندقية، بإجمالي 116.800 قطعة سلاح ناري) إلى الحرب. وصلت القوة القصوى للجيش الفنلندي في بداية مارس 1940 إلى 346.000 جندي يرتدون الزي العسكري.
3. من 1919 فصاعدًا، امتلك الفنلنديون 32 دبابة رينو إف تي-17 وبضعة دبابات أخف وزناً. لكنها لم تكن مناسبة للقتال واستُخدمت لاحقًا كدُشم. اشترى الفنلنديون 32 دبابة بريطانية فيكرز 6 طن خلال 1936-1939 لكن بدون أسلحتها. كان من المقرر تصنيع الأسلحة وتركيبها في فنلندا. في بداية الحرب، كانت 10 دبابات فقط صالحة للقتال.
4. في 1 ديسمبر 1939، كان لدى الفنلنديين 114 طائرة مقاتلة صالحة للعمل و7 طائرات لأغراض الاتصالات والمراقبة. بينما خُصص ما يقرب من 100 طائرة لأغراض التدريب على الطيران، ولم تكن مناسبة للقتال أو كانت قيد الإصلاح. في المجمل، كان لدى الفنلنديين 173 طائرة و43 طائرة احتياطية.
5. 550.757 جنديًا في 1 يناير 1940 و760.578 جنديًا في بداية مارس. مليون جندي في منطقة لينينغراد العسكرية. 20 فرقة قبل الحرب بشهر و58 فرقة قبل نهايتها بأسبوعين.
6. في بداية الحرب كان لدى السوفيت 2.514 دبابة و718 عربة مصفحة. كانت ساحة المعركة الرئيسية هي البرزخ الكاريلي حيث نشر السوفيت 1.450 دبابة. في نهاية الحرب، كان لدى السوفيت 6.541 دبابة و1.691 عربة مصفحة. كانت الدبابة تي-26 أكثر الأنواع شيوعًا، بجانب الدبابة بي تي أيضًا.
7. يُترجم هذا المسمى على النحو التالي: (بالفنلندية: talvisota)، (بالسويدية: vinterkriget)، (بالروسية: Зи́мняя война́) ويلفظ زيمنيايا فوينا. تستخدم مسميات الحرب السوفيتية الفنلندية 1939-1940 ((الروسية: Сове́тско-финская война́ 1939–1940)) والحرب السوفيتية مع فنلندا 1939-1940 ((الروسية: Сове́тско-финляндская война́ 1939–1940)) غالبًا في علم التاريخ الروسي؛ تُستخدم مسميات الحرب الروسية الفنلندية 1939-1940 أو الحرب الفنلندية الروسية 1939-1940 في دليل مكتبة الكونغرس (انظر الضبط الاستنادي).
8. راجع قسم قصف ماينيلا والنوايا السوفيتية والمصادر التالية:
9. راجع قسم قصف ماينيلا والنوايا السوفيتية والمصادر التالية:
11. تأكد الدور السوفيتي في مذكرات نيكيتا خروتشوف، التي تنص على أن مشير المدفعية غريغوري كوليك أشرف شخصيًا على قصف القرية السوفيتية.
12. راجع المصادر التالية:
13. يوجد تصنيف مفصل للموتى والمفقودين على النحو التالي:
- 16.766 ماتوا ودفنوا؛
- 3.089 ماتوا متأثرين بجراحهم؛
- 3.503 ماتوا، لم يدفنوا، أعلن لاحقًا عن وفاتهم؛
- 1.712 في عداد المفقودين، أعلن عن وفاتهم؛
- 20 ماتوا في الأسر؛
- 677 أسباب أخرى (أمراض، حوادث، انتحار)؛
- 137 حالة غير معروفة
- 34 ماتوا أثناء التدريب التنشيطي الإضافي (أمراض، حوادث، انتحار).

### فهرس المراجع
1. 1 2  Trotter (2002), p. 187
2. 1 2 3 4  Kurenmaa and Lentilä (2005), p. 1152
3. ↑  Lentilä and Juutilainen (1999), p. 821
4. 1 2  Malmi (1999), p. 792
5. 1 2 3 4  Tillotson (1993), p. 160
6. 1 2 3  Krivosheyev (1997), pp. 77–78
7. 1 2 3  Kilin (2007b), p. 91
8. 1 2  Petrov (2013)
9. 1 2  Sokolov (2000), p. 340
10. 1 2  Krivosheyev, Table 100 نسخة محفوظة 12 مايو 2021 على موقع واي باك مشين.
11. 1 2  Manninen (1999b), p. 815
12. 1 2  Kilin (1999) p. 381
13. 1 2  Kantakoski (1998), p. 286
14. 1 2 3 4  Manninen (1999b), pp. 810–811
15. 1 2  Kilin (1999), p. 381
16. ↑  Massari، Ivano (18 أغسطس 2015). "The Winter War – When the Finns Humiliated the Russians". War History Online. مؤرشف من الأصل في 2021-12-19. اطلع عليه بتاريخ 2021-12-19.
17. ↑  Kilin and Raunio (2007), p. 10
18. ↑  Trotter 2002, pp. 3–5
19. 1 2  Trotter (2002), pp. 4–6
20. ↑  Jowett & Snodgrass (2006), p. 3
21. ↑  Turtola (1999a), pp. 21–24
22. ↑  Turtola (1999a), pp. 33–34
23. ↑  Edwards (2006), pp. 26–27
24. 1 2  Edwards (2006), p. 18
25. ↑  Polvinen (1987), pp. 156–161, 237–238, 323, 454
26. ↑  Engman (2007), pp. 452–454
27. 1 2 3  Turtola (1999a), pp. 30–33
28. ↑  Edwards (2006), p. 31
29. ↑  Edwards (2006), pp. 43–46
30. ↑  Van Dyke (1997), p. 13
31. ↑  Edwards (2006), pp. 32–33
32. ↑  Lightbody (2004), p. 52
33. ↑  Trotter (2002), p. 15
34. ↑  Edwards (2006), pp. 28–29
35. ↑  Hallberg (2006), p. 226
36. ↑  Trotter (2002), pp. 12–13
37. ↑  Turtola (1999a), pp. 32–33
38. ↑  Turtola (1999a), pp. 34–35
39. ↑  Engle and Paananen (1985), p. 6
40. 1 2 3 4  Turtola (1999a), pp. 38–41
41. ↑  Ries (1988), pp. 55–56
42. ↑  Manninen (1999a), pp. 141–148
43. ↑  Trotter (2002), pp. 14–16
44. ↑  Tanner (1950)
45. ↑  Turtola (1999a), pp. 41–43
46. ↑  Turtola، Martti (1999). "Kansainvälinen kehitys Euroopassa ja Suomessa 1930-luvulla". في Leskinen، Jari؛ Juutilainen، Antti (المحررون). Talvisodan pikkujättiläinen. ص. 41–43.
47. ↑  Ries (1988), pp. 77–78
48. ↑  Murphy، David (2021). The Finnish-Soviet Winter War 1939-40 Stalin's Hollow Victory. Johnny Shumate. London: Bloomsbury Publishing Plc. ص. 9. ISBN:978-1-4728-4394-4. OCLC:1261364794. مؤرشف من الأصل في 2022-02-07.
49. ↑  Leskinen, Jari (1997). "Suomenlahden sulku ja Neuvostoliitto" [Blockade of the Gulf of Finland and the Soviet Union]. Vaiettu Suomen silta [Hushed bridge of Finland] (بالفنلندية). Helsinki: Hakapaino Oy. pp. 406–407. ISBN:951-710-050-7.
50. ↑  Tanner (1950), pp. 85–86
51. ↑  Kilin (2007a), pp. 99–100
52. ↑  Aptekar (2009)
53. ↑  Yle News (2013)
54. 1 2 3  Ravasz (2003) p. 3
55. 1 2  Reiter (2009), p. 124
56. ↑  Iltasanomat (2019)
57. 1 2  Trotter (2002), p. 17
58. 1 2 3  Lightbody (2004), p. 55
59. 1 2  Chubaryan (2002), p. xvi
60. ↑  Trotter (2002), p. 34
61. ↑  Conquest (2007), p. 450
62. ↑  Bullock (1993), p. 489
63. ↑  Glanz (1998), p. 58
64. ↑  Ries (1988), p. 56
65. ↑  Edwards (2006), p. 189
66. ↑  Coox (1985), p. 996
67. ↑  Coox (1985), pp. 994–995
68. ↑  Coox (1985), p. 997
69. ↑  Goldman (2012), p. 167
70. ↑  Langdon-Davies (1941), p. 7
71. ↑  Trotter (2002), pp. 35–36
72. 1 2  Edwards (2006), p. 93
73. 1 2  Edwards (2006), p. 125
74. 1 2  Manninen (2008), p. 14
75. 1 2  Trotter (2002), p. 204
76. 1 2  Trotter (2002), pp. 38–39
77. 1 2 3 4 5  Kilin and Raunio (2007), p. 13
78. ↑  Trotter (2002)
79. ↑  Leskinen and Juutilainen (1999)
80. 1 2  Trotter (2002), pp. 42–44
81. ↑  Laemlein (2013) pp. 95–99
82. ↑  Trotter (2002), p. 47
83. ↑  Jowett & Snodgrass (2006), p. 6
84. ↑  Paskhover (2015)
85. ↑  Russian State Military Archive F.34980 Op.14 D.108
86. 1 2  Turtola (1999a), pp. 44–45
87. 1 2  Trotter (2002), pp. 48–51
88. 1 2  Trotter (2002), p. 61
89. ↑  League of Nations (1939), pp. 506, 540
90. ↑  Trotter (2002), p. 58
91. ↑  Soikkanen (1999), p. 235
92. ↑  Geust; Uitto (2006), p. 54
93. ↑  Trotter (2002), p. 69
94. ↑  Trotter (2002), pp. 72–73
95. ↑  Trotter (2002), pp. 76–78
96. ↑  Trotter (2002), pp. 51–55
97. ↑  Trotter (2002), p. 121
98. ↑  Trotter (2002), pp. 53–54
99. ↑  Paulaharju (1999), p. 292
100. ↑  Paulaharju (1999), pp. 289–290
101. 1 2  Trotter (2002), pp. 145–146
102. ↑  Paulaharju (1999), pp. 297–298
103. ↑  Trotter (2002), pp. 131–132
104. ↑  Trotter (2002), pp. 148–149
105. 1 2  Trotter (2002), pp. 62–63
106. ↑  Vuorenmaa (1999), pp. 494–495
107. ↑  Laaksonen (1999), p. 407
108. ↑  Laaksonen (1999), pp. 411–412
109. ↑  Trotter (2002), pp. 87–89
110. ↑  Leskinen and Juutilainen (1999), p. 502
111. ↑  Kilin and Raunio (2007), p. 113
112. ↑  Juutilainen (1999a), pp. 504–505
113. ↑  Juutilainen (1999a), p. 506
114. ↑  Juutilainen (1999a), p. 520
115. ↑  Kauppinen (2017).
116. ↑  YLE: Marokon Kauhu nousi legendaksi Kollaalla (in Finnish) نسخة محفوظة 2020-11-03 على موقع واي باك مشين.
117. ↑  Trotter (2002), p. 110
118. ↑  Juutilainen (1999a), pp. 510–511
119. ↑  Juutilainen (1999a), p. 514
120. ↑  Jowett & Snodgrass (2006), p. 44
121. ↑  Juutilainen (1999a), pp. 516–517
122. ↑  Vuorenmaa (1999), pp. 559–561
123. ↑  Vuorenmaa (1999), p. 550
124. ↑  Trotter (2002), p. 150
125. ↑  Kulju (2007), p. 230
126. ↑  Kulju (2007), p. 229
127. ↑  Kantakoski (1998), p. 283
128. ↑  Kulju (2007), pp. 217–218
129. 1 2  Trotter (2002), pp. 171–174
130. ↑  Leskinen and Juutilainen (1999), p. 164
131. ↑  Trotter (2002), pp. 178–180
132. ↑  Vuorenmaa (1999), pp. 545–549
133. ↑  Esko Lammi: Talvisodan Tampere. Vammala: Häijää Invest (Vammaspaino), 1990. ISBN 952-90-1707-3. (in Finnish)
134. ↑  Jouko Juonala: Ilmahälytys! Talvisota: Ilta-Sanomien erikoislehti 2019, pp. 62–66. Helsinki: Sanoma Media Finland Oy. (in Finland)
135. 1 2  Trotter (2002), p. 193
136. ↑  Trotter (2002), pp. 187–188
137. ↑  Tillotson (1993), p. 157
138. ↑  Peltonen (1999), pp. 607–608
139. ↑  Trotter (2002), p. 189
140. ↑  Trotter (2002), pp. 191–192
141. ↑  Elfvegren (1999), p. 681
142. ↑  Elfvegren (1999), p. 678
143. ↑  Elfvegren (1999), p. 692
144. ↑  Leskinen (1999), p. 130
145. ↑  Silvast (1999), pp. 694–696
146. ↑  Tillotson (1993), pp. 152–153
147. ↑  Trotter (2002), pp. 203–204
148. 1 2  Laaksonen (1999), pp. 424–425
149. 1 2 3  Trotter (2002), pp. 214–215
150. ↑  Laaksonen (1999), pp. 426–427
151. ↑  Laaksonen (1999), p. 430
152. ↑  Trotter (2002), p. 218
153. ↑  Geust; Uitto (2006), p. 77
154. ↑  Trotter (2002), p. 233
155. ↑  Laaksonen (1999), p. 452
156. ↑  Trotter (2002), pp. 234–235
157. ↑  Trotter (2002), pp. 246–247
158. ↑  Edwards (2006), p. 261
159. ↑  Trotter (2002), pp. 247–248
160. ↑  Kilin and Raunio (2007), pp. 260–295
161. ↑  Trotter (2002), pp. 249–251
162. ↑  Fadiman (1985), p. 320.
163. ↑  Trotter (2002), p. 254
164. ↑  "70th Anniversary of the End of the Winter War". أوليسراديو. 13 مارس 2010. مؤرشف من الأصل في 2022-03-13. اطلع عليه بتاريخ 2022-03-13.
165. ↑  Statistics Finland (1940)
166. ↑  Gadolin (1952), p. 7.
167. ↑  Engle and Paananen (1985), pp. 142–143
168. 1 2  Ahtiainen (2000)
169. 1 2  Jowett & Snodgrass (2006), p. 10
170. ↑  Van Dyke (1997), pp. 189–190
171. ↑  Trotter 2002, pp. 14–16
172. ↑  Trotter (2002), pp. 194–202
173. 1 2  Jowett & Snodgrass (2006), pp. 21–22
174. ↑  Juutilainen (1999b), p. 776
175. ↑  Rigby (2003), pp. 59–60.
176. 1 2  Trotter (2002), pp. 235–236
177. ↑  Edwards (2006), p. 141
178. 1 2  Edwards (2006), p. 145
179. 1 2  Trotter (2002), p. 237
180. 1 2  Edwards (2006), p. 146
181. ↑  Trotter (2002), pp. 237–238
182. ↑  Trotter (2002), pp. 238–239
183. ↑  Trotter (2002), p. 239
184. ↑  Edwards (2006), pp. 272–273
185. ↑  Laaksonen (2005), p. 365
186. ↑  Paasikivi (1958). p. 177
187. ↑  Halsti (1955), p. 412
188. ↑  Dallin (1942), p. 191
189. ↑  Turtola (1999b), p. 863
190. ↑  Reiter (2009), p. 132
191. ↑  Finnish Karelian League
192. ↑  Lunde (2011), p. 9
193. ↑  Jokipii (1999), pp. 145-146
194. ↑  Rutherford (2014), p. 190
195. ↑  Yarov (2009), p. 7
196. ↑  Trotter (2002) p. 264
197. ↑  Vihavainen (1999), pp. 893–896
198. ↑  Kilin (2012), pp. 21–24.
199. ↑  Van Dyke (1997), p. 191
200. ↑  Trotter (2002), p. 263
201. ↑  Bichekhvost (2012).
202. ↑  Edwards (2006), pp. 277–279
203. ↑  Sedlar (2007), p. 8
204. ↑  Edwards (2006), pp. 13–14
205. ↑  Palokangas (1999), pp. 299–300
206. ↑  Juutilainen & Koskimaa (2005), p. 83
207. ↑  Palokangas (1999), p. 318
208. ↑  Peltonen (1999)
209. ↑  Meltiukhov (2000): ch. 4, Table 10
210. ↑  Krivosheyev (1997), p. 63
211. ↑  Kilin (1999), p. 383
212. ↑  Manninen (1994), p. 43
213. ↑  Kantakoski (1998), p. 260
214. ↑  Baryshnikov (2005)
215. ↑  Kovalyov (2006)
216. ↑  Shirokorad (2001)
217. 1 2  Manninen (2008), pp. 37, 42, 43, 46, 49
218. 1 2  Rentola (2003) pp. 188–217
219. 1 2  Clemmesen and Faulkner (2013) p. 76
220. 1 2  Zeiler and DuBois (2012) p. 210
221. ↑  Edwards (2006), p. 105

### معلومات المراجع كاملة

#### بالإنجليزية
- Ahtiainen، Ilkka (16 يوليو 2000). "The Never-Ending Karelia Question". Helsinki Times. مؤرشف من الأصل في 2011-06-29. اطلع عليه بتاريخ 2009-11-05.{{استشهاد بخبر}}:  صيانة الاستشهاد: ref duplicates default (link)
- Bullock، Alan (1993). Hitler and Stalin: Parallel Lives. Vintage Books. ISBN:978-0-679-72994-5.{{استشهاد بكتاب}}:  صيانة الاستشهاد: ref duplicates default (link)
- Chubaryan, A. (2002). "Foreword". في Kulkov, E.؛ Rzheshevskii, O.؛ Shukman, H. (المحررون). Stalin and the Soviet-Finnish War, 1939–1940. Frank Cass. ISBN:978-0-7146-5203-0.
- Clemmesen، Michael H.؛ Faulkner، Marcus، المحررون (2013). Northern European Overture to War, 1939–1941: From Memel to Barbarossa. Brill. ISBN:978-90-04-24908-0.
- Conquest، Robert (2007) [1991]. The Great Terror: A Reassessment (ط. 40th Anniversary). Oxford University Press, US. ISBN:978-0-19-531700-8.{{استشهاد بكتاب}}:  صيانة الاستشهاد: ref duplicates default (link)
- Coox، Alvin D. (1985). Nomonhan: Japan against Russia, 1939. Stanford University Press. ISBN:0-8047-1160-7.{{استشهاد بكتاب}}:  صيانة الاستشهاد: ref duplicates default (link)
- Dallin، David (1942). Soviet Russia's Foreign Policy, 1939–1942. ترجمة: Leon Dennen. Yale University Press. مؤرشف من الأصل في 2022-05-31.
- Edwards، Robert (2006). White Death: Russia's War on Finland 1939–40. Weidenfeld & Nicolson. ISBN:978-0-297-84630-7.{{استشهاد بكتاب}}:  صيانة الاستشهاد: ref duplicates default (link)
- Engle، Eloise؛ Paananen، Lauri (1985) [1973]. The Winter War: The Russo-Finnish Conflict, 1939–40. Westview Press. ISBN:0-8133-0149-1.
- Fadiman، Clifton (1985). The Little, Brown book of anecdotes. Boston: Little, Brown. ISBN:978-0-316-08472-7. OCLC:759509883. مؤرشف من الأصل في 2022-05-30.
- Gadolin، Axel (1952). The Solution of the Karelian Refugee Problem in Finland. Dordrecht: Springer Netherlands. ISBN:978-9401179645. OCLC:9401179646.
- Glanz، David (1998). Stumbling Colossus: The Red Army on the Eve of World War. University Press of Kansas. ISBN:978-0-7006-0879-9.{{استشهاد بكتاب}}:  صيانة الاستشهاد: ref duplicates default (link)
- Goldman، Stuart D. (2012). Nomonhan 1939, The Red Army's Victory That Shaped World War II. Naval Institute Press. ISBN:978-1-59114-329-1.{{استشهاد بكتاب}}:  صيانة الاستشهاد: ref duplicates default (link)
- Hough، William J.H. (10 سبتمبر 2019). "The Annexation of the Baltic States and Its Effect on the Development of Law Prohibiting Forcible Seizure of Territory". DigitalCommons@NYLS. مؤرشف من الأصل في 2022-05-30.[وصلة مكسورة]
- Jowett، Philip؛ Snodgrass، Brent (2006). Finland at War 1939–45. Osprey. ISBN:978-1-84176-969-1.
- "Karjalan Liitto – Briefly in English". Finnish Karelian League. مؤرشف من الأصل في 2009-08-20. اطلع عليه بتاريخ 2009-10-18.
- Krivosheyev، Grigoriy (1997b). Soviet Casualties and Combat Losses in the Twentieth Century (ط. 1st). Greenhill Books. ISBN:1-85367-280-7. مؤرشف من الأصل في 2023-01-18.
- Laemlein، Tom (أكتوبر 2013). "Where Will We Bury Them All?". American Rifleman. ج. 161.{{استشهاد بدورية محكمة}}:  صيانة الاستشهاد: ref duplicates default (link)
- Langdon-Davies، John (1941). Invasion in the Snow: A Study of Mechanized War. Houghton Mifflin Company. OCLC:1535780.
- League of Nations (14 ديسمبر 1939). "Expulsion of the U.S.S.R.". League of Nations Official Journal.
- Lightbody، Bradley (2004). The Second World War: Ambitions to Nemesis. Routledge. ISBN:0-415-22404-7.{{استشهاد بكتاب}}:  صيانة الاستشهاد: ref duplicates default (link)
- Lunde، Henrik O. (2011). Finland's War of Choice: The Troubled German-Finnish Alliance in World War II. Newbury: Casemate Publishers. ISBN:978-1612000374.
- Reiter، Dan (2009). How Wars End (ط. Illustrated). Princeton University Press. ISBN:978-0691140605. مؤرشف من الأصل في 2022-09-25. اطلع عليه بتاريخ 2010-10-29.
- Ries، Tomas (1988). Cold Will: The Defense of Finland (ط. 1st). Brassey's Defence Publishers. ISBN:0-08-033592-6.{{استشهاد بكتاب}}:  صيانة الاستشهاد: ref duplicates default (link)
- Rigby، Jonathan (2003). Christopher Lee: The Authorised Screen History. Reynolds & Hearn. ISBN:978-1903111642.
- Rutherford، Jeff (2014). Combat and Genocide on the Eastern Front: The German Infantry's War, 1941–1944. Cambridge University Press. ص. 190. ISBN:9781107055711. مؤرشف من الأصل في 2018-02-27. The ensnaring of Leningrad between the German and Finnish armies did not end the combat in the region as the Soviets launched repeated and desperate attempts to regain contact with the city.
- Sedlar، Jean W. (2007). Hitler's Central European Empire 1938–1945. BookLocker. ISBN:978-1591139102.{{استشهاد بكتاب}}:  صيانة الاستشهاد: ref duplicates default (link)
- Tanner، Väinö (1957) [1950]. The Winter War: Finland against Russia 1939–1940. Stanford University Press. ISBN:978-0-8047-0482-3. مؤرشف من الأصل في 2022-05-31.
- Tillotson، H.M. (1993). Finland at Peace & War 1918–1993. Michael Russell. ISBN:0-85955-196-2.{{استشهاد بكتاب}}:  صيانة الاستشهاد: ref duplicates default (link)
- Trotter، William R. (2002) [1991]. The Winter War: The Russo–Finnish War of 1939–40 (ط. 5th). Aurum Press. ISBN:1-85410-881-6.{{استشهاد بكتاب}}:  صيانة الاستشهاد: ref duplicates default (link)
- Van Dyke، Carl (1997). The Soviet Invasion of Finland, 1939–40. Routledge. ISBN:0-7146-4314-9.
- Yarov، Sergey (2017). Leningrad 1941–42: Morality in a City under Siege. Foreword by John Barber. John Wiley & Sons. ص. 7. ISBN:9781509508020. مؤرشف من الأصل في 2018-02-27. While the exact number who died during the siege by the German and Finnish armies from 8 September 1941 to 27 January 1944 will never be known, available data point to 900,000 civilian deaths, over half a million of whom died in the winter of 1941–2 alone.
- Yle News (15 مارس 2013). "Putin: Winter War aimed at correcting border "mistakes"". مؤرشف من الأصل في 2017-12-14. اطلع عليه بتاريخ 2017-12-14.
- Iltasanomat (22 ديسمبر 2019). "Yuri Kilin interview". مؤرشف من الأصل في 2021-12-03. اطلع عليه بتاريخ 2021-12-03. {{استشهاد ويب}}: |archive-date= / |archive-url= timestamp mismatch (مساعدة)صيانة الاستشهاد: ref duplicates default (link)
- Zeiler، Thomas W.؛ DuBois، Daniel M.، المحررون (2012). A Companion to World War II. Wiley Blackwell Companions to World History. Wiley-Blackwell. ج. 11. ISBN:978-1-4051-9681-9.

#### بالفنلندية والروسية ولغات أخرى
- Aptekar, Pavel. "Casus Belli: о Майнильском инциденте, послужившим поводом, для начала "Зимней войны" 1939–40 гг" [Casus Belli: about the Mainila incident, which served as a pretext for the beginning of the "Winter War" of 1939–40]. Raboche-Krest'yanskaya Krasnaya Armiya (website) (بالروسية). Archived from the original on 2022-12-02. Retrieved 2009-09-02.{{استشهاد ويب}}:  صيانة الاستشهاد: ref duplicates default (link)
- Baryshnikov, N.; Salomaa, E. (2005). Chernov, M. (ed.). [Finland's Entrance into World War II]. Крестовый поход на Россию [Crusade Against Russia] (بالروسية). Yauza. ISBN:5-87849-171-0 https://web.archive.org/web/20081106001029/http://militera.lib.ru/h/sb_crusade_in_rossia/02.html. Archived from the original on 2008-11-06. Retrieved 2022-02-19. {{استشهاد بموسوعة}}: |trans-title= بحاجة لـ |title= أو |script-title= (help), |مسار أرشيف= بحاجة لعنوان (help), and الوسيط |عنوان أجنبي= and |عنوان مترجم= تكرر أكثر من مرة (help)
- Bichekhvost, Alexander Fedorovich (2012). "Вы точно человек?" [The Repressive Policy of the Soviet State and the Fate of the Red Army Prisoners of War Participants in the Soviet-Finnish War 1939–1940]. Известия Саратовского Университета. Новая Серия. Серия История. Международные Отношения (بالروسية). 12 (4): 99–108. Archived from the original on 2022-07-08.
- Elfvegren, Eero (1999). "Merisota talvisodassa" [Naval Warfare in the Winter War]. Talvisodan pikkujättiläinen (بالفنلندية).
- Engman، Max (2007). Raja – Karjalankannas 1918–1920 [Border – The Karelian Isthmus 1918–1920]. WSOY. ISBN:978-951-0-32765-4.
- Geust, Carl-Fredrik; Uitto, Antero (2006). Mannerheim-linja: Talvisodan legenda [The Mannerheim Line: Legend of the Winter War] (بالفنلندية). Ajatus. ISBN:951-20-7042-1.{{استشهاد بكتاب}}:  صيانة الاستشهاد: ref duplicates default (link)
- Hallberg, Torsten, ed. (2006). Karelen: ett gränsland i Norden (بالسويدية). Föreningen Norden. ISBN:978-9185276806.{{استشهاد بكتاب}}:  صيانة الاستشهاد: ref duplicates default (link)
- Halsti, Wolfgang Hallstén (1955). Talvisota 1939–1940 [The Winter War 1939–1940] (بالفنلندية). Otava.{{استشهاد بكتاب}}:  صيانة الاستشهاد: ref duplicates default (link)
- Jokipii, Mauno (1999). [Birth of the Continuation War: Research of German–Finnish Military Collaboration 1940–1941] (بالروسية). Petrozavodsk: Karelia. ISBN:5754507356. {{استشهاد بكتاب}}: |trans-title= بحاجة لـ |title= أو |script-title= (help) and الوسيط |عنوان أجنبي= and |عنوان مترجم= تكرر أكثر من مرة (help)
- Juutilainen, Antti; Koskimaa, Matti (2005). "Maavoimien joukkojen perustaminen" [Establishing the Army Forces]. Jatkosodan pikkujättiläinen (بالفنلندية).
- Juutilainen, Antti (1999a). "Laatokan Karjalan taistelut" [Battles in Ladoga Karelia]. Talvisodan pikkujättiläinen (بالفنلندية).
- Juutilainen, Antti (1999b). "Talvisodan ulkomaalaiset vapaaehtoiset" [Foreign Volunteers in the Winter War]. Talvisodan pikkujättiläinen (بالفنلندية).
- Kantakoski, Pekka (1998). Punaiset panssarit: Puna-armeijan panssarijoukot 1918–1945 [Red Armour: The Red Army's Tank Forces, 1918–1945] (بالفنلندية). PS-Elso. ISBN:951-98057-0-2.
- Kauppinen, Kari (18 Jul 2017). "Sotasankari Simo Häyhän ennennäkemätön päiväkirja löytyi – "Tässä on minun syntilistani"". Iltalehti (بالفنلندية). Helsinki. Archived from the original on 2018-06-12.
- Kilin, Juri (2007a). "Leningradin sotilaspiirin rajakahakka". In Jokisipilä, Markku (ed.). Sodan totuudet. Yksi suomalainen vastaa 5,7 ryssää [Truths of War. One Finn equals 5.7 Russians] (بالفنلندية). Ajatus.{{استشهاد بكتاب}}:  صيانة الاستشهاد: ref duplicates default (link)
- Kilin, Juri (2007b). "Rajakahakan hidas jäiden lähtö". In Jokisipilä, Markku (ed.). Sodan totuudet. Yksi suomalainen vastaa 5,7 ryssää [Truths of War. One Finn equals 5.7 Russians] (بالفنلندية).{{استشهاد بكتاب}}:  صيانة الاستشهاد: ref duplicates default (link)
- Kilin, Juri; Raunio, Ari (2007). Talvisodan taisteluja [Winter War Battles] (بالفنلندية). Karttakeskus. ISBN:978-951-593-068-2.{{استشهاد بكتاب}}:  صيانة الاستشهاد: ref duplicates default (link)
- Kilin, Yuri (1999). "Puna-armeijan Stalinin tahdon toteuttajana" [The Red Army as an Executor of Stalin's Will]. Talvisodan pikkujättiläinen (بالفنلندية).{{استشهاد بكتاب}}:  صيانة الاستشهاد: ref duplicates default (link)
- Kilin، Yu. M. (2012). "Soviet–Finish War 1939–1940 and Red Army's Losses". Proceedings of Petrozavodsk State University. Social Sciences & Humanities. ج. 5 ع. 126: 21–24. ISSN:1998-5053. مؤرشف من الأصل في 2022-10-06.
- Kovalyov, E. (2006). "7: Зимняя война балтийских подводных лодок (1939–1940 гг.)" [Winter War and the Baltic Submarines (1939–1940)]. [Submarine Kings of the Knave of Hearts Sea] (بالروسية). Tsentrpoligraf. ISBN:5-9524-2324-8 https://web.archive.org/web/20221101075218/http://militera.lib.ru/h/kovalev_ea2/07.html. Archived from the original on 2022-11-01. {{استشهاد بكتاب}}: |trans-title= بحاجة لـ |title= أو |script-title= (help), |مسار أرشيف= بحاجة لعنوان (help), and الوسيط |عنوان أجنبي= and |عنوان مترجم= تكرر أكثر من مرة (help)
- Kulju, Mika (2007). Raatteen tie: Talvisodan pohjoinen sankaritarina [The Raate Road: Tale of Northern Heroism during the Winter War] (بالفنلندية). Ajatus. ISBN:978-951-20-7218-7.{{استشهاد بكتاب}}:  صيانة الاستشهاد: ref duplicates default (link)
- Kurenmaa, Pekka; Lentilä, Riitta (2005). "Sodan tappiot" [Casualties of the War]. Jatkosodan pikkujättiläinen (بالفنلندية).
- Laaksonen, Lasse (2005) [1999]. Todellisuus ja harhat [Reality and Illusions] (بالفنلندية). Ajatus. ISBN:951-20-6911-3.{{استشهاد بكتاب}}:  صيانة الاستشهاد: ref duplicates default (link)
- Laaksonen, Lasse (1999). "Kannaksen taistelut" [Battles in the Isthmus]. Talvisodan pikkujättiläinen (بالفنلندية).{{استشهاد بكتاب}}:  صيانة الاستشهاد: ref duplicates default (link)
- Lentilä، Riitta؛ Juutilainen، Antti (1999). "Talvisodan uhrit" [Victims of the Winter War]. Talvisodan pikkujättiläinen.
- Leskinen, Jari; Juutilainen, Antti (2005). Jatkosodan pikkujättiläinen [Continuation War Guidebook] (بالفنلندية) (1st ed.). WSOY. ISBN:951-0-28690-7.
- Leskinen, Jari (1999). "Suomen ja Viron salainen sotilaallinen yhteistyö Neuvostoliiton hyökkäyksen varalta 1930-luvulla" [The Clandestine Finnish-Estonian Military Collaboration against a Possible Soviet Invasion in the 1930s]. In Leskinen, Jari; Juutilainen, Antti (eds.). Talvisodan pikkujättiläinen (بالفنلندية).
- Leskinen, Jari; Juutilainen, Antti (1999). "Suomen kunnian päivät" [Glory Days of Finland]. Talvisodan pikkujättiläinen (بالفنلندية).
- Malmi, Timo (1999). "Suomalaiset sotavangit" [Finnish Prisoners of War]. Talvisodan pikkujättiläinen (بالفنلندية).{{استشهاد بكتاب}}:  صيانة الاستشهاد: ref duplicates default (link)
- Manninen, Ohto (2008). Miten Suomi valloitetaan: Puna-armeijan operaatiosuunnitelmat 1939–1944 [How to Conquer Finland: Operational Plans of the Red Army 1939–1944] (بالفنلندية). Edita. ISBN:978-951-37-5278-1.{{استشهاد بكتاب}}:  صيانة الاستشهاد: ref duplicates default (link)
- Manninen, Ohto (1999a). "Neuvostoliiton tavoitteet ennen talvisotaa ja sen aikana" [Soviet objectives before and during the Winter War]. Talvisodan pikkujättiläinen (بالفنلندية).{{استشهاد بكتاب}}:  صيانة الاستشهاد: ref duplicates default (link)
- Manninen, Ohto (1999b). "Venäläiset sotavangit ja tappiot" [Russian Prisoners of War and Casualties]. Talvisodan pikkujättiläinen (بالفنلندية).{{استشهاد بكتاب}}:  صيانة الاستشهاد: ref duplicates default (link)
- Manninen, Ohto (1994). Talvisodan salatut taustat (Hidden background of the Winter War) (بالفنلندية). Kirjaneuvos. ISBN:952-90-5251-0.{{استشهاد بكتاب}}:  صيانة الاستشهاد: ref duplicates default (link)
- Meltiukhov, Mikhail (2000). [Stalin's Missed Chance] (بالروسية). Veche https://web.archive.org/web/20221004024619/http://militera.lib.ru/research/meltyukhov/04.html. Archived from the original on 2022-10-04. Retrieved 2010-10-29. {{استشهاد بكتاب}}: |trans-title= بحاجة لـ |title= أو |script-title= (help), |مسار أرشيف= بحاجة لعنوان (help), and الوسيط |عنوان أجنبي= and |عنوان مترجم= تكرر أكثر من مرة (help)صيانة الاستشهاد: ref duplicates default (link)
- Paasikivi, Juho Kusti (1958). Toimintani Moskovassa ja Suomessa 1939–41 [My Actions in Moscow and Finland 1939–1941] (بالفنلندية). WSOY.{{استشهاد بكتاب}}:  صيانة الاستشهاد: ref duplicates default (link)
- Palokangas, Markku (1999). "Suomalaisjoukkojen aseistus ja varustus" [Armament and Equipment of the Finnish Forces]. Talvisodan pikkujättiläinen (بالفنلندية).
- Paulaharju, Jyri (1999). "Pakkastalven kourissa" [In the Grip of Winter]. Talvisodan pikkujättiläinen (بالفنلندية).
- Paskhover, A. (3 Jun 2015). [Red Army – the most peaceful, the most heroic...]. أوكراينسكا برافدا (بالروسية) https://web.archive.org/web/20220627060926/https://www.istpravda.com.ua/blogs/2015/06/3/148356/. Archived from the original on 2022-06-27. {{استشهاد بخبر}}: |trans-title= بحاجة لـ |title= أو |script-title= (help), |مسار أرشيف= بحاجة لعنوان (help), and الوسيط |عنوان أجنبي= and |عنوان مترجم= تكرر أكثر من مرة (help)صيانة الاستشهاد: ref duplicates default (link)
- Peltonen, Martti (1999). "Ilmasota talvisodassa" [Aerial Warfare in the Winter Wari]. Talvisodan pikkujättiläinen (بالفنلندية).
- Petrov, Pavel (2013). Venäläinen talvisotakirjallisuus: Bibliografia 1939–1945 [Russian Winter War Literature: Bibliography 1939–1945] (بالفنلندية). Docendo. ISBN:978-952-5912-97-5.{{استشهاد بكتاب}}:  صيانة الاستشهاد: ref duplicates default (link)
- Polvinen، Tuomo (1987) [1971]. Venäjän vallankumous ja Suomi 1917–1920 II: toukokuu 1918–joulukuu 1920 [Russian Revolution and Finland 1917–1920 II: May 1918 – December 1920]. WSOY. ISBN:951-0-14299-9.{{استشهاد بكتاب}}:  صيانة الاستشهاد: ref duplicates default (link)
- Shirokorad, A. (2001). "IX: Зимняя война 1939–1940 гг. [Winter War 1939–1940]". [Russia's Northern Wars] (بالروسية). ACT. ISBN:5-17-009849-9 https://web.archive.org/web/20221130073845/http://militera.lib.ru/h/shirokorad1/9_01.html. Archived from the original on 2022-11-30. {{استشهاد بكتاب}}: |trans-title= بحاجة لـ |title= أو |script-title= (help), |مسار أرشيف= بحاجة لعنوان (help), and الوسيط |عنوان أجنبي= and |عنوان مترجم= تكرر أكثر من مرة (help)
- Ravasz, István (2003). Finnország függetlenségi harca 1917–1945, Magyar önkéntesek Finnországban [Finland's struggle for independence from 1917 to 1945, Hungarian volunteers in Finland] (PDF) (بالمجرية). Wysocki Légió Hagyományőrző Egyesületnek. Archived from the original (PDF) on 2017-10-20. Retrieved 2015-01-26.
- Rentola, Kimmo (2003). Holtsmark, Sven G.; Pharo, Helge Ø.; Tamnes, Rolf (eds.). Motstrøms: Olav Riste og norsk internasjonal historieskrivning [Counter Currents: Olav Riste and Norwegian international historiography.] (بالنرويجية). Cappelen Akademisk Forlag. ISBN:8202218284.
- Russian State Military Archive. [Russian State Military Archive] (بالروسية). {{استشهاد بكتاب}}: |trans-title= بحاجة لـ |title= أو |script-title= (help) and الوسيط |عنوان أجنبي= and |عنوان مترجم= تكرر أكثر من مرة (help)
- Silvast, Pekka (1999). "Merivoimien ensimmäinen voitto: Russarö" [The Navy's First Victory: Russarö]. Talvisodan pikkujättiläinen (بالفنلندية).
- Soikkanen, Timo (1999). "Talvisodan henki" [The Spirit of the Winter War]. Talvisodan pikkujättiläinen (بالفنلندية).
- Turtola, Martti (1999a). "Kansainvälinen kehitys Euroopassa ja Suomessa 1930-luvulla" [International Developments in Europe and Finland in the 1930s]. Talvisodan pikkujättiläinen (بالفنلندية).{{استشهاد بكتاب}}:  صيانة الاستشهاد: ref duplicates default (link)
- Turtola, Martti (1999b). "Katkera rauha ja Suomen ulkopoliittinen asema sodan jälkeen" [Bitter Peace and the Post-War Position of Finnish Foreign Policy]. Talvisodan pikkujättiläinen (بالفنلندية).{{استشهاد بكتاب}}:  صيانة الاستشهاد: ref duplicates default (link)
- Vihavainen, Timo (1999). "Talvisota neuvostohistoriakirjoituksessa" [The Winter War in Soviet historiography]. Talvisodan pikkujättiläinen (بالفنلندية).
- Sokolov, Boris (2000). "Путь к миру" [Secrets of the Russo-Finnish War]. Тайны финской войны (بالروسية). ISBN:5-7838-0583-1.
- Vuorenmaa, Anssi; Juutilainen, Antti (1999). "Myytti Mannerheim-linjasta". Talvisodan pikkujättiläinen (بالفنلندية). (Myth of the Mannerheim Line)

## للاستزادة
- Campbell، David (2016). Finnish Soldier vs Soviet Soldier: Winter War 1939–40. Osprey Publishing. ISBN:978-1472813244.
- Chew, Allen F. The White Death: The Epic of the Soviet-Finnish Winter War ((ردمك 0-87013-167-2)).
- Cox، Geoffrey (1941). The Red Army Moves. Victor Gollancz. OCLC:502873.{{استشهاد بكتاب}}:  صيانة الاستشهاد: ref duplicates default (link)
- Engle, Eloise and Paananen, Pauri. The Winter War: The Soviet Attack on Finland 1939–1940 ((ردمك 0-8117-2433-6)).
- Hill، Alexander (2017). The Red Army and the Second World War. Cambridge University Press. ISBN:978-1-1070-2079-5.
- Kolomyjec، Maksim (2011). Tanks in the Winter War 1939–1940. ترجمة: Dinan، Tim. Leandoer & Ekholm. ISBN:978-9197589529.
- Nenye، Vesa؛ Munter، Peter؛ Wirtanen، Toni (2015). Finland at War: The Winter War 1939–1945. Osprey Publishing. ISBN:978-1472806314. OCLC:899228795.
- Reese، Roger R. (2008). "Lessons of the Winter War: a study in the military effectiveness of the Red Army, 1939–1940". Journal of Military History. ج. 72 ع. 3: 825–852. DOI:10.1353/jmh.0.0004. S2CID:110326295.
- Saarelainen، Tapio (2016). The White Sniper: Simo Häyhä. Casemate. ISBN:978-1612004297. مؤرشف من الأصل في 2022-05-31.
- Sander، Gordon F. (2013). The Hundred Day Winter War: Finland's Gallant Stand against the Soviet Army. University Press of Kansas. ISBN:978-0700619108. (online review)
- Soviet Information Bureau (1948). Falsifiers of History (Historical Survey) (ط. 1st). Gospolitizdat & Foreign Languages Publishing House. OCLC:155723998.
- Taylor، Alan (23 مايو 2013). "Finland in World War II". The Atlantic. مؤرشف من الأصل في 2022-12-05.
- Trotter, William R.: A Frozen Hell: The Russo-Finnish Winter War of 1939–1940 ((ردمك 1-56512-249-6)).
- Tuunainen، Pasi (2016). Finnish Military Effectiveness in the Winter War, 1939–1940. Palgrave Macmillan. DOI:10.1057/978-1-137-44606-0. ISBN:978-1-137-44606-0. مؤرشف من الأصل في 2022-05-31.
- Tuuri، Antti (2003) [1984]. The Winter War. Aspasia Books, Inc. ISBN:097310533X.
- Weeks, Jessica L. 2014. Dictators at War and Peace, Ch. 4. Cornell University Press.
- Woody، Christopher (1 ديسمبر 2017). "These 17 photos show Finland's brutally cold World War II battle with the Soviet Union". Business Insider UK. مؤرشف من الأصل في 2023-02-19.

## وصلات خارجية
- الألبوم العسكري (صور من الحرب السوفيتية الفنلندية 1939-1940)
- ڤينا نسخة محفوظة 21 أكتوبر 2020 على موقع واي باك مشين. (خدمة البحث للحصول على معلومات من الأرشيفات والمكتبات والمتاحف الفنلندية)
- أرشيف صور فترة الحروب الفنلندية (تحت رخص المشاع الإبداعي)
- النار والجليد: حرب الشتاء بين فنلندا وروسيا (تاريخ حرب الشتاء من موقع الفيلم الوثائقي)
- الأرشيف الوطني البريطاني